# Biserica de lemn din Racâș

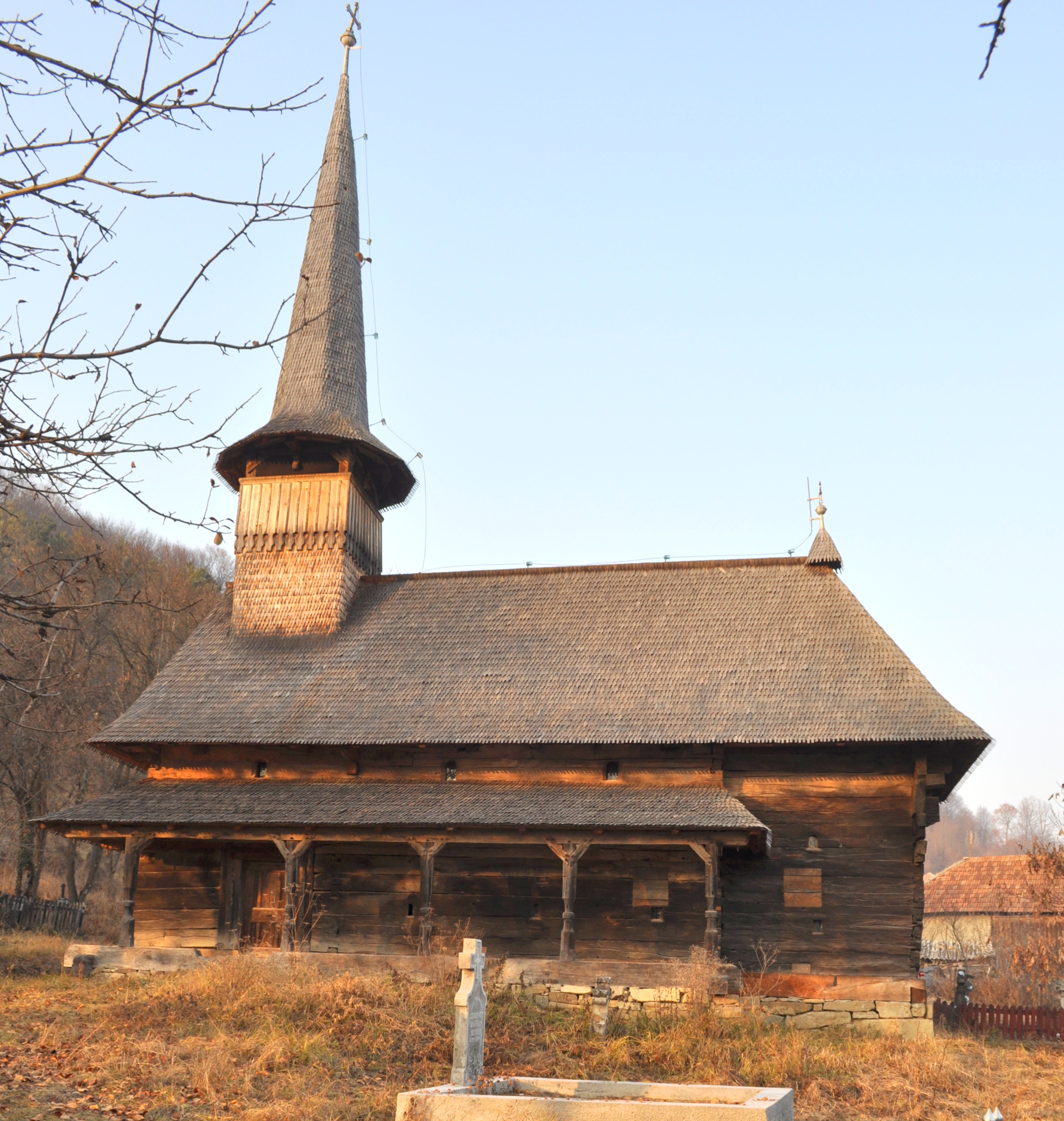
Biserica de lemn „Sfinții Arhangheli Mihail și Gavriil” din Racâș, comuna Hida, județul Sălaj, foto: noiembrie 2011.

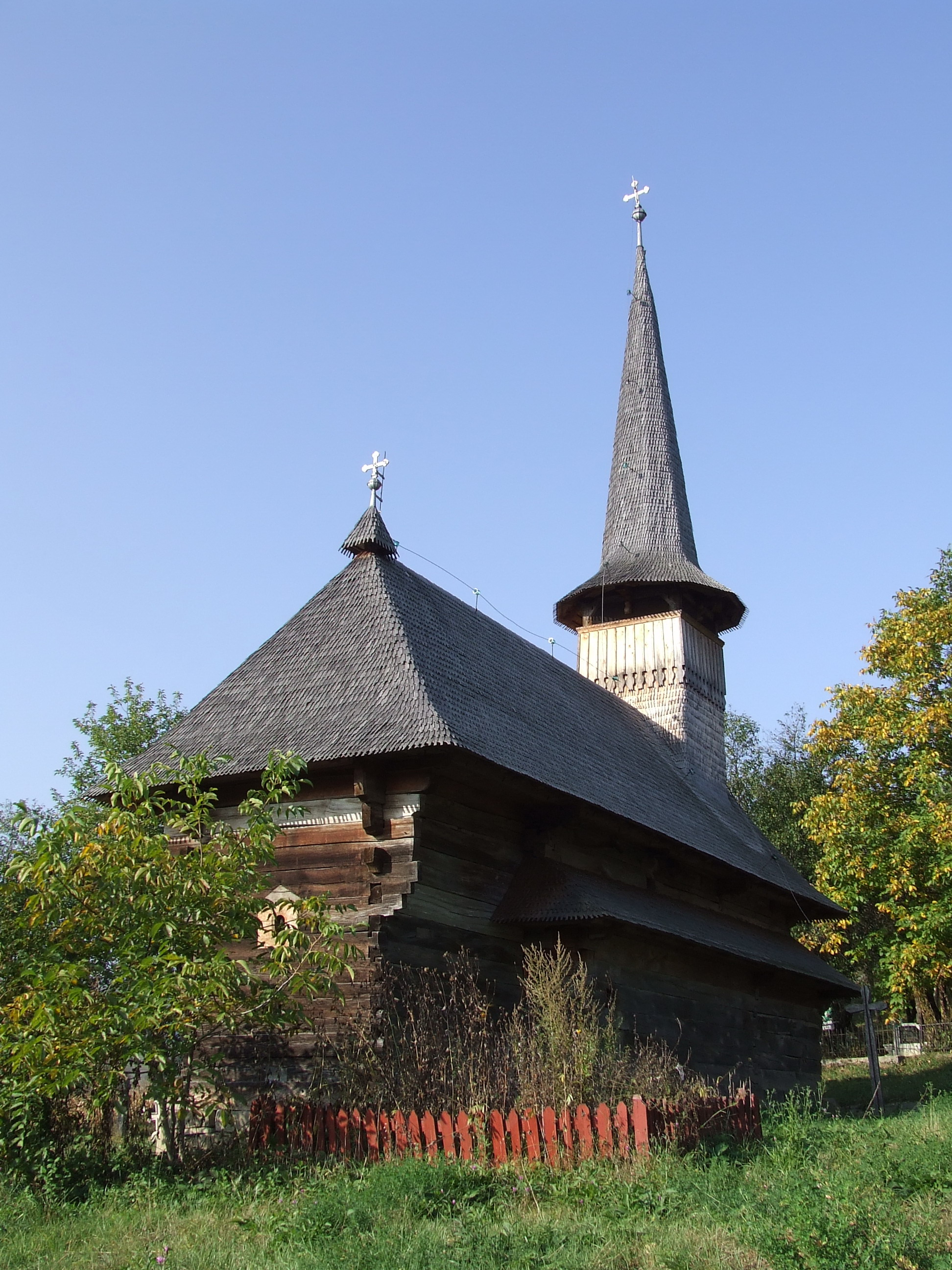
Vedere de ansamblu din nord-est

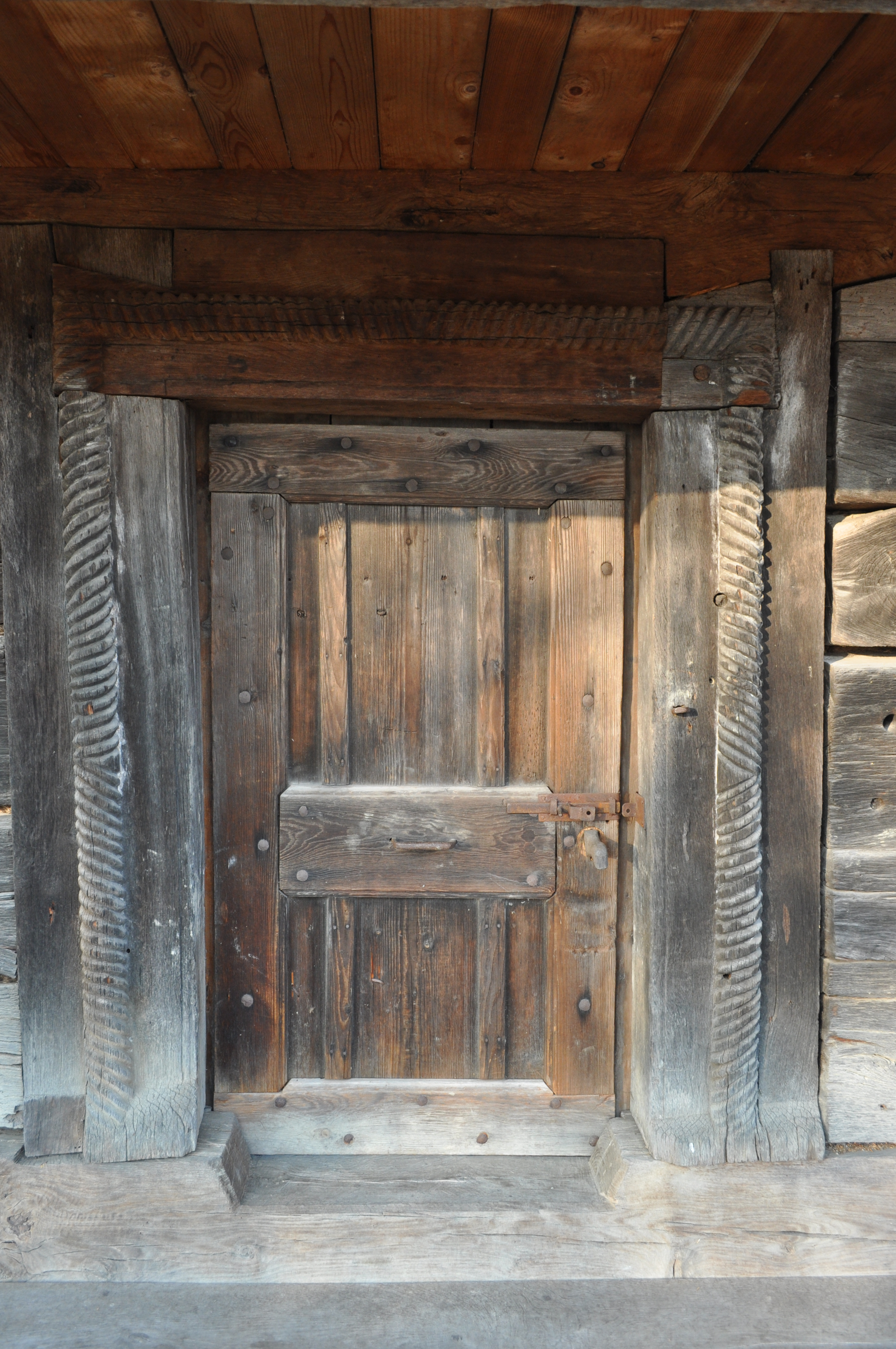
Portalul exterior

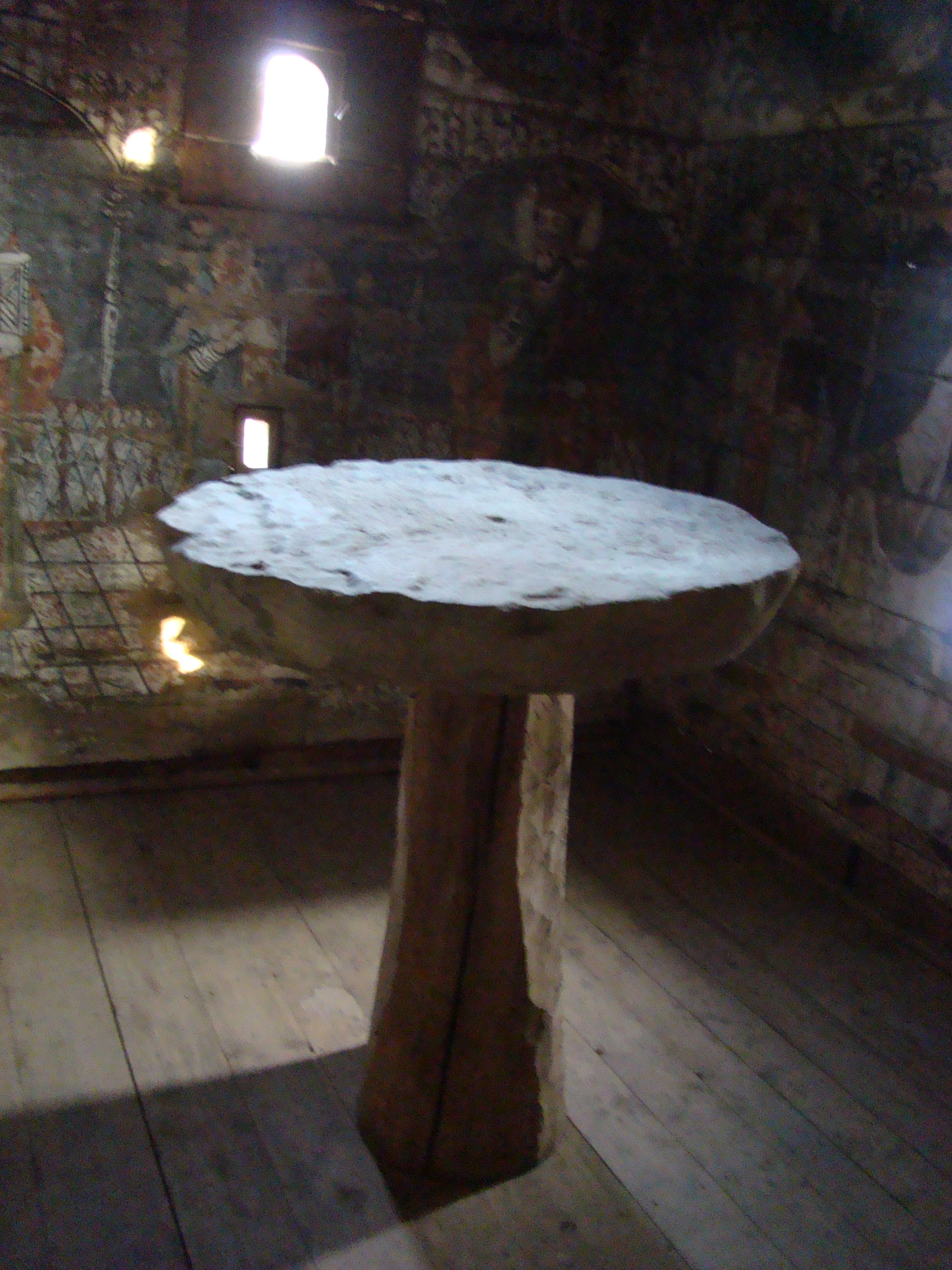
Masa altarului

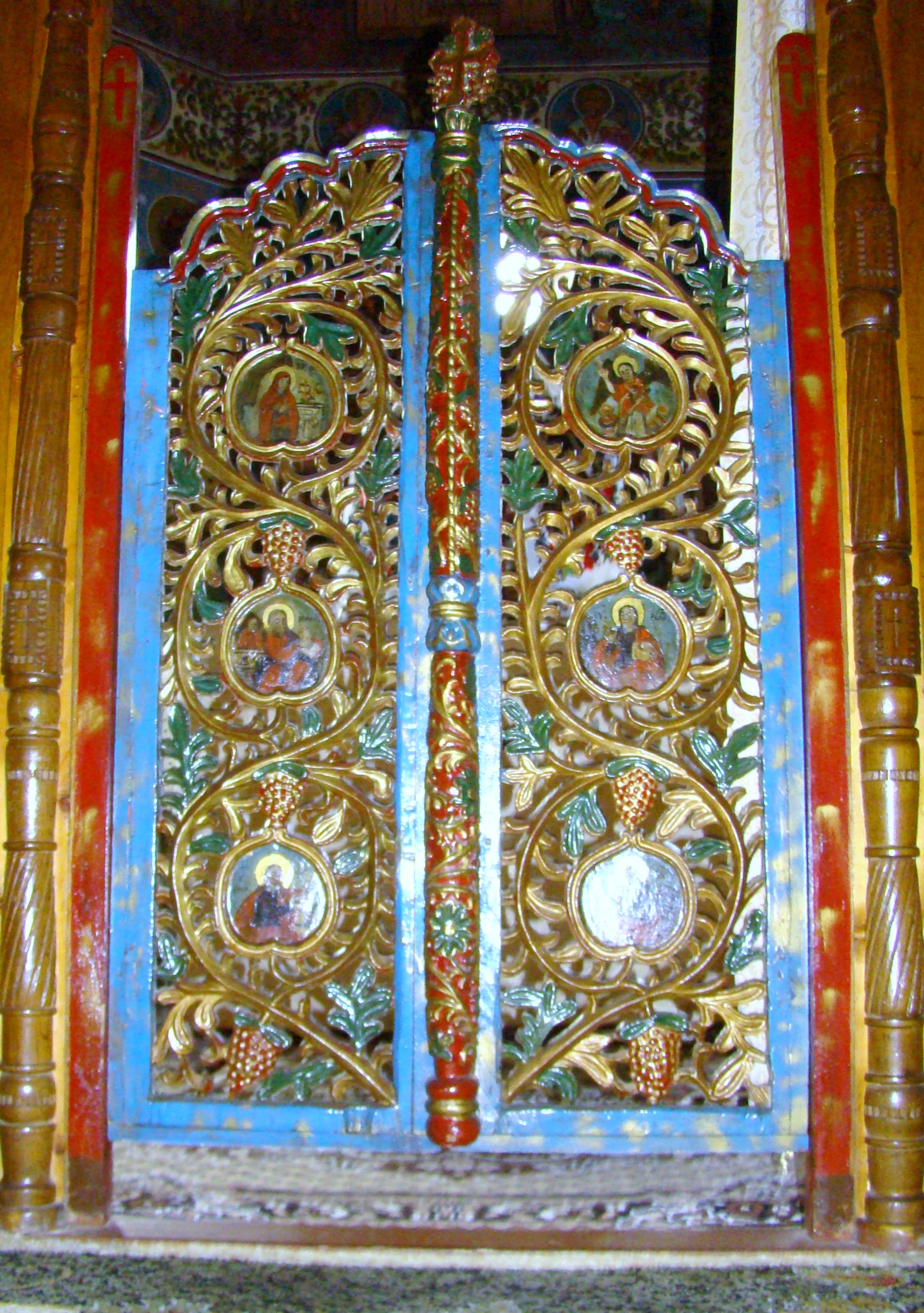
Ușile împărătești păstrate la biserica nouă

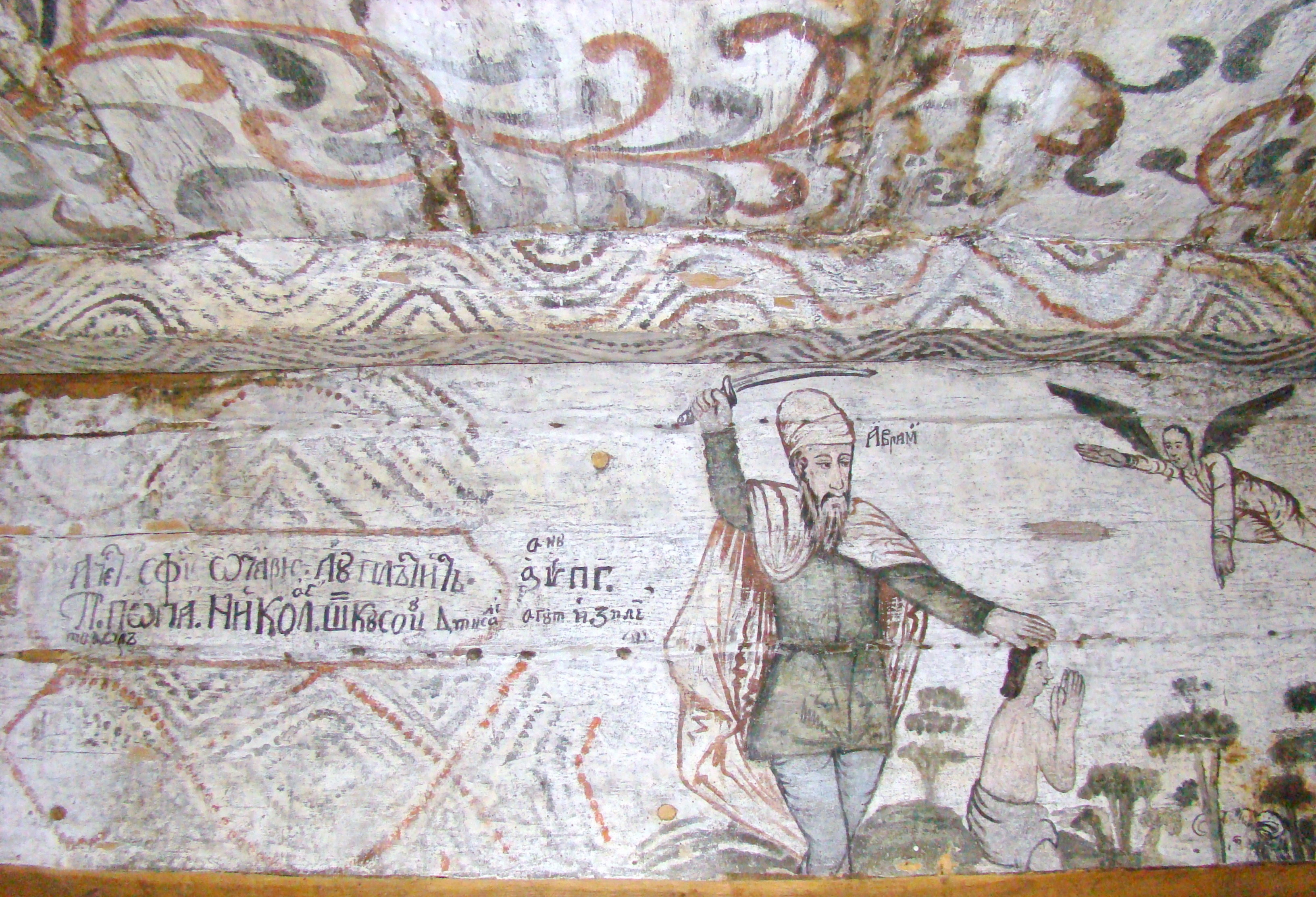
Inscripția de datare a picturii altarului

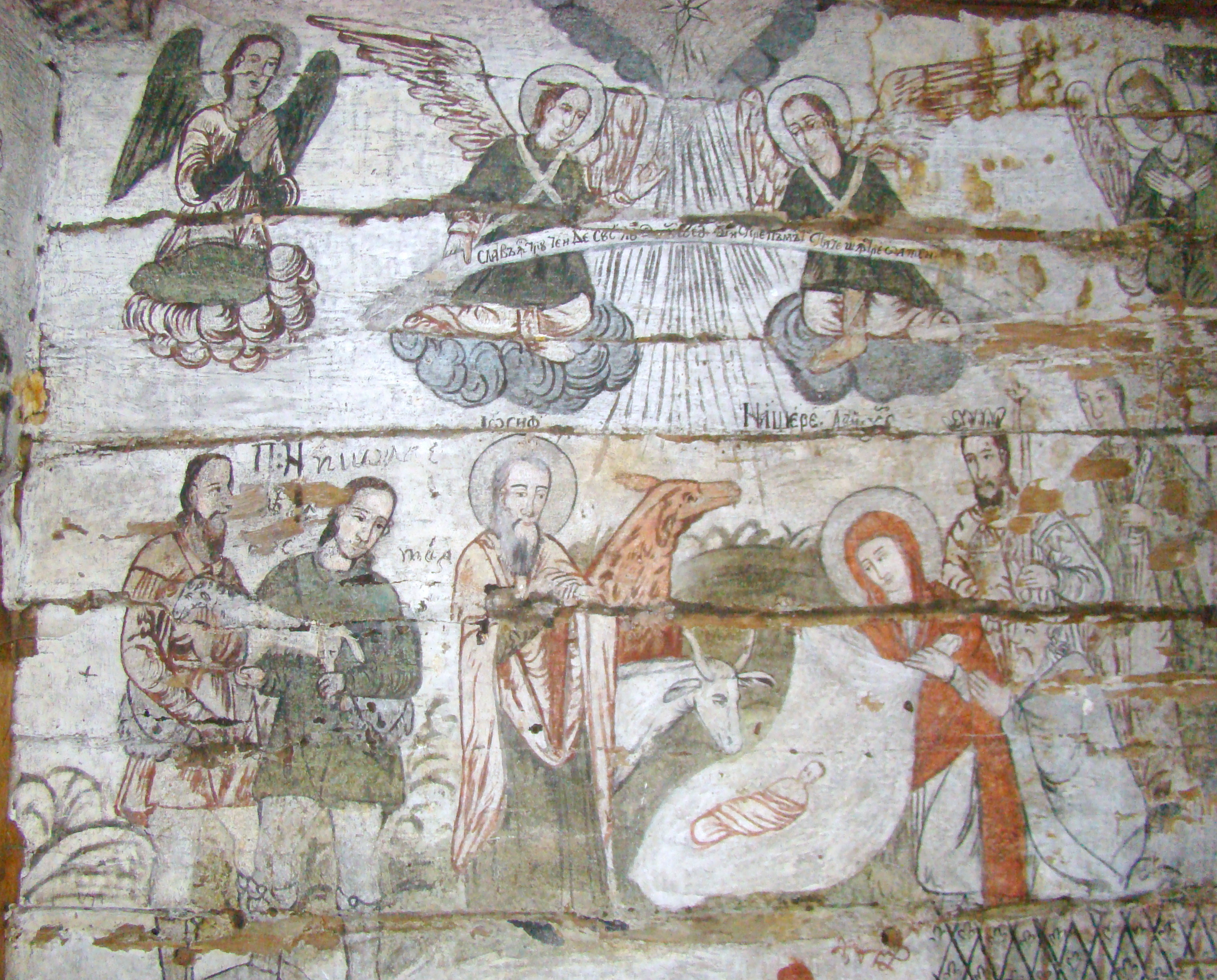
Altar, peretele nordic: scena Nașterii Domnului

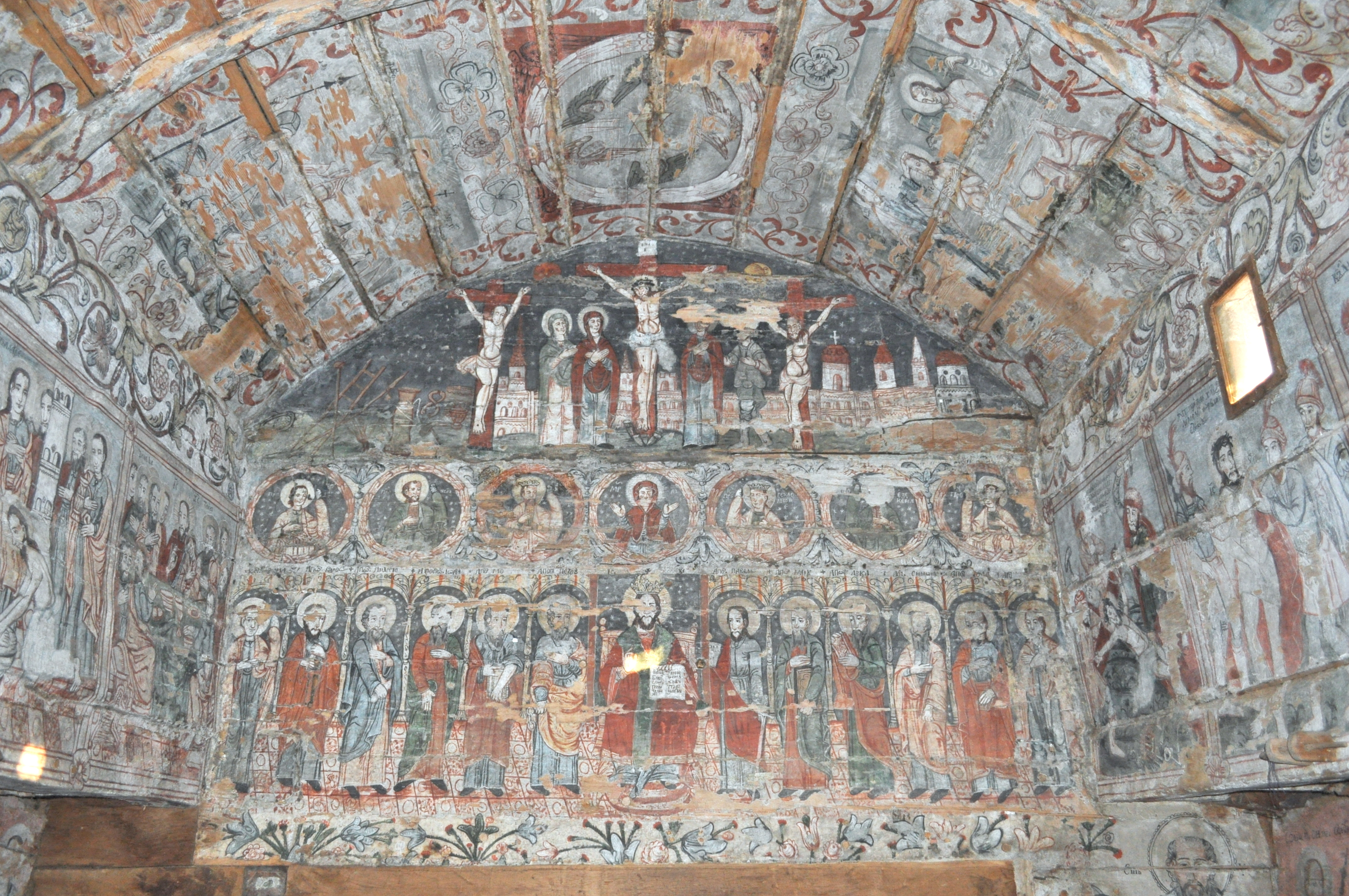
Ansamblul bolții și al iconostasului

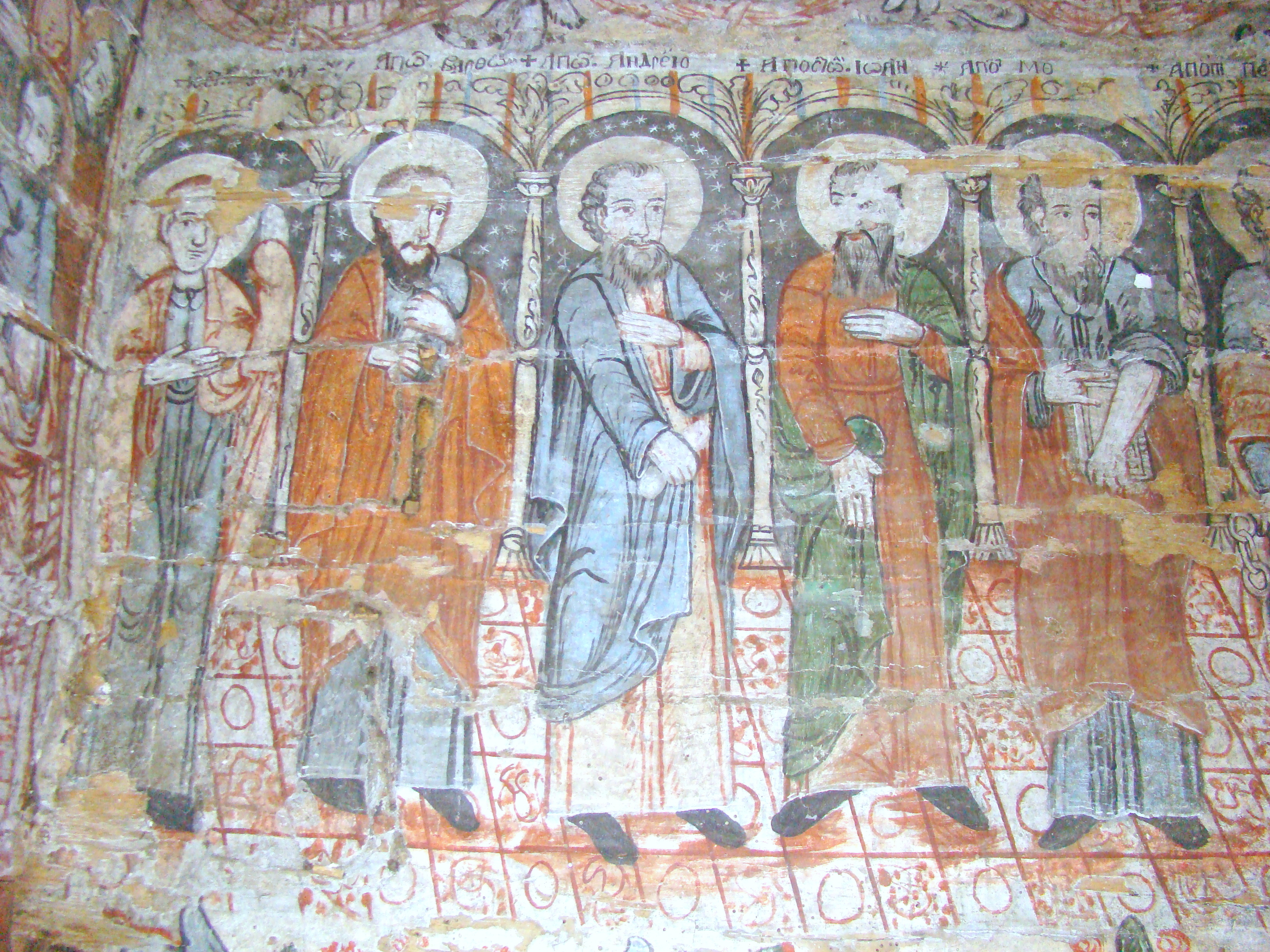
Detaliu din friza Apostolilor

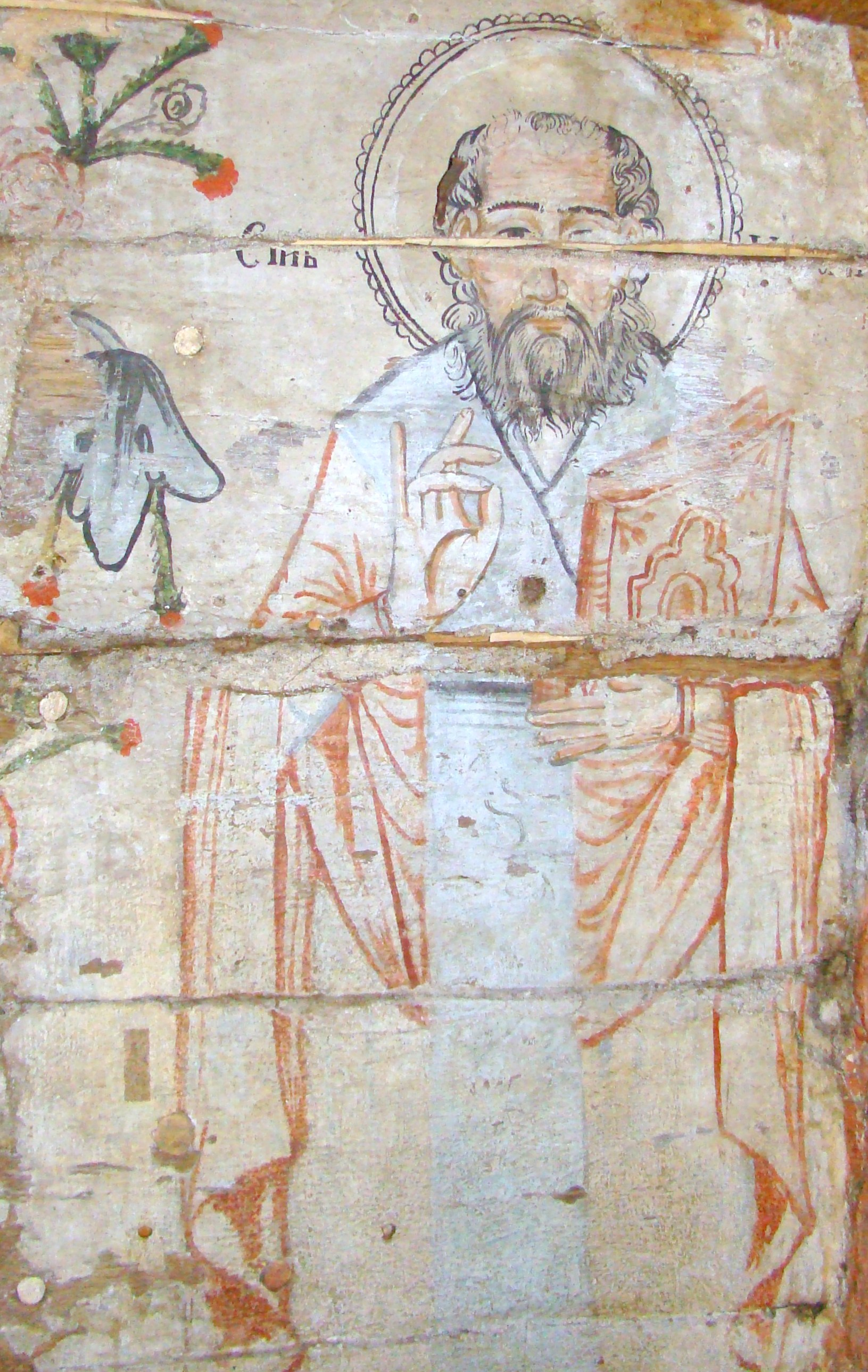
Naos: Sfântul Nicolae

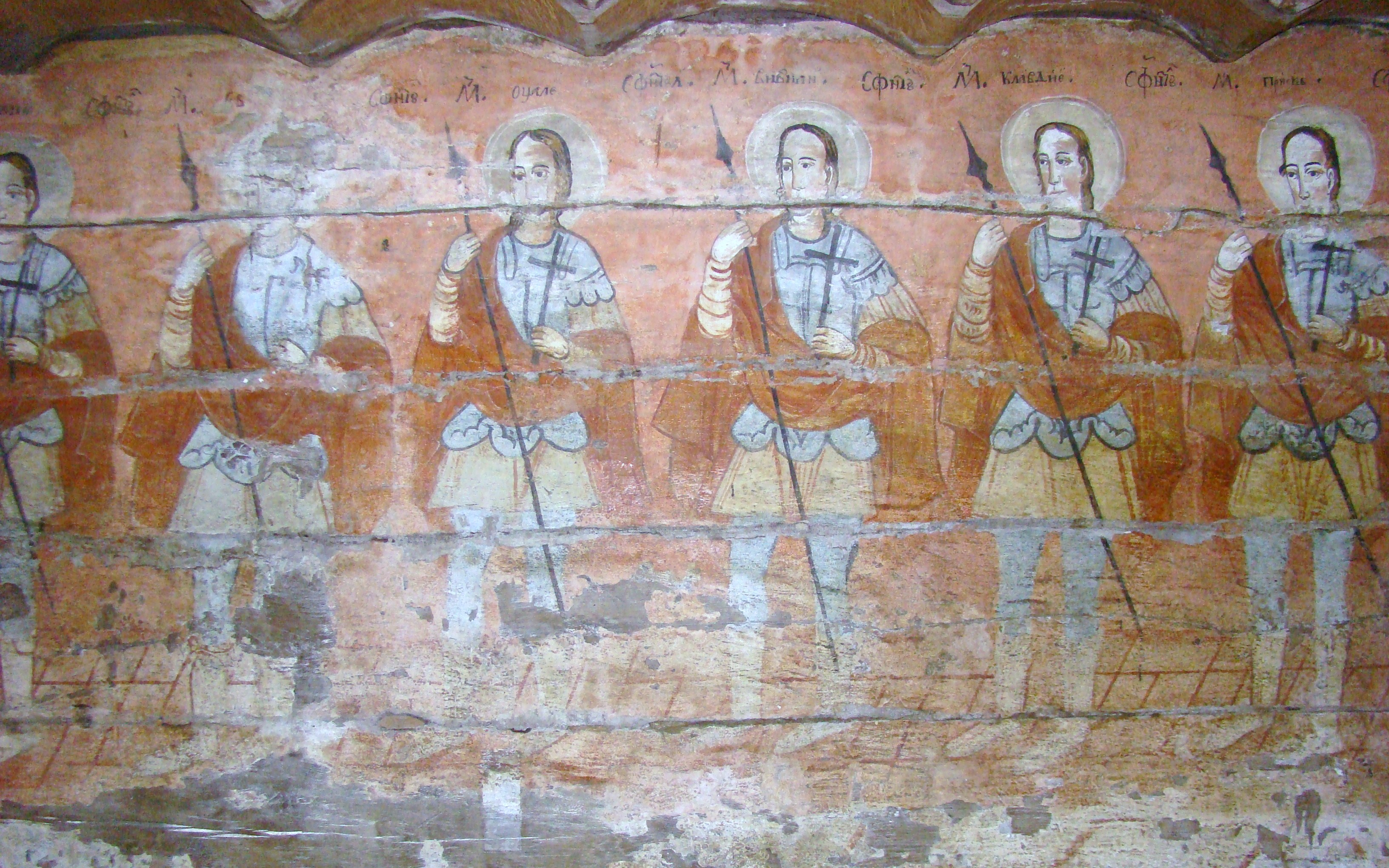
Naos: friza mucenicilor

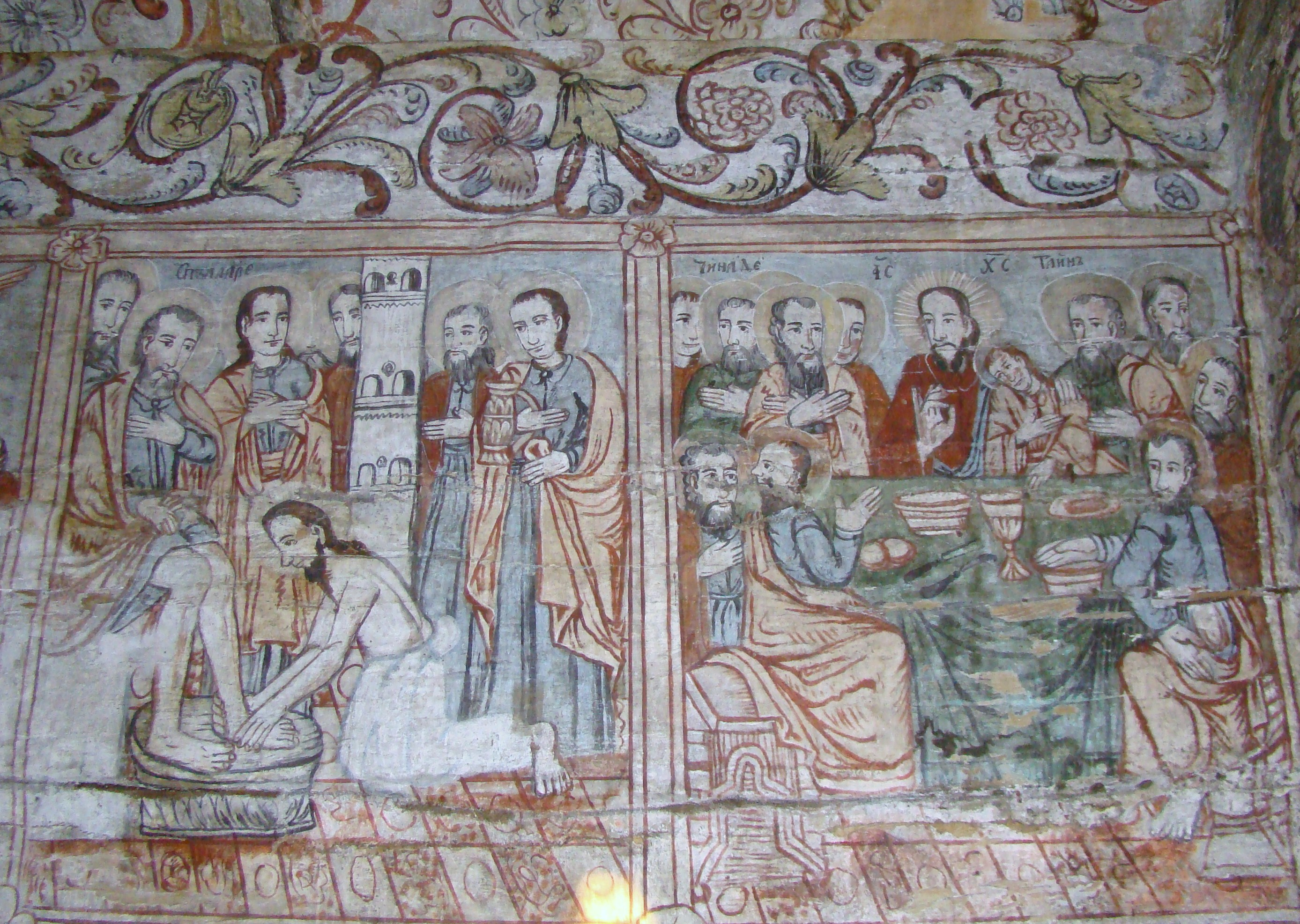
Naos: Spălarea picioarelor ucenicilor; Cina cea de Taină

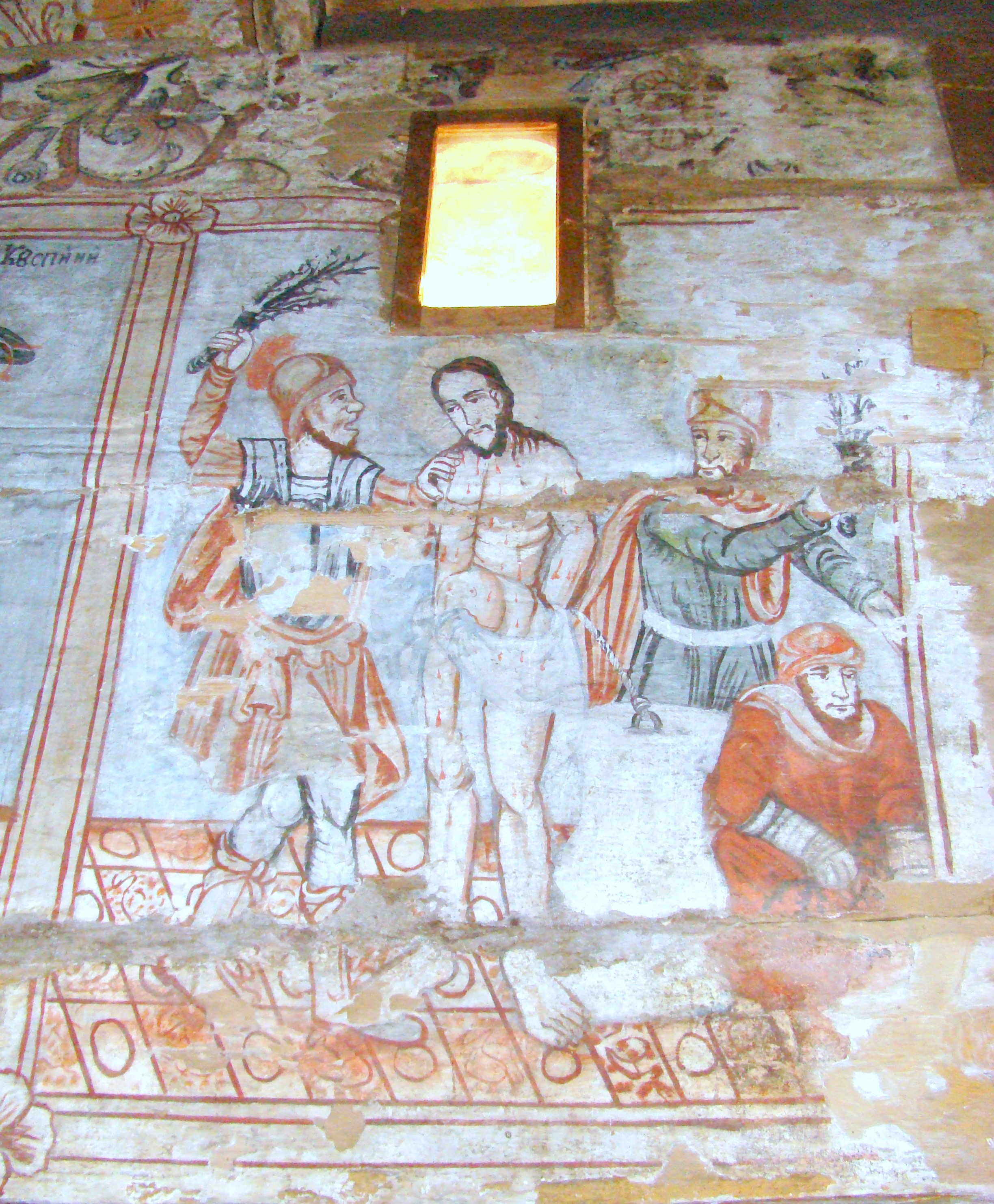
Patimile lui Isus

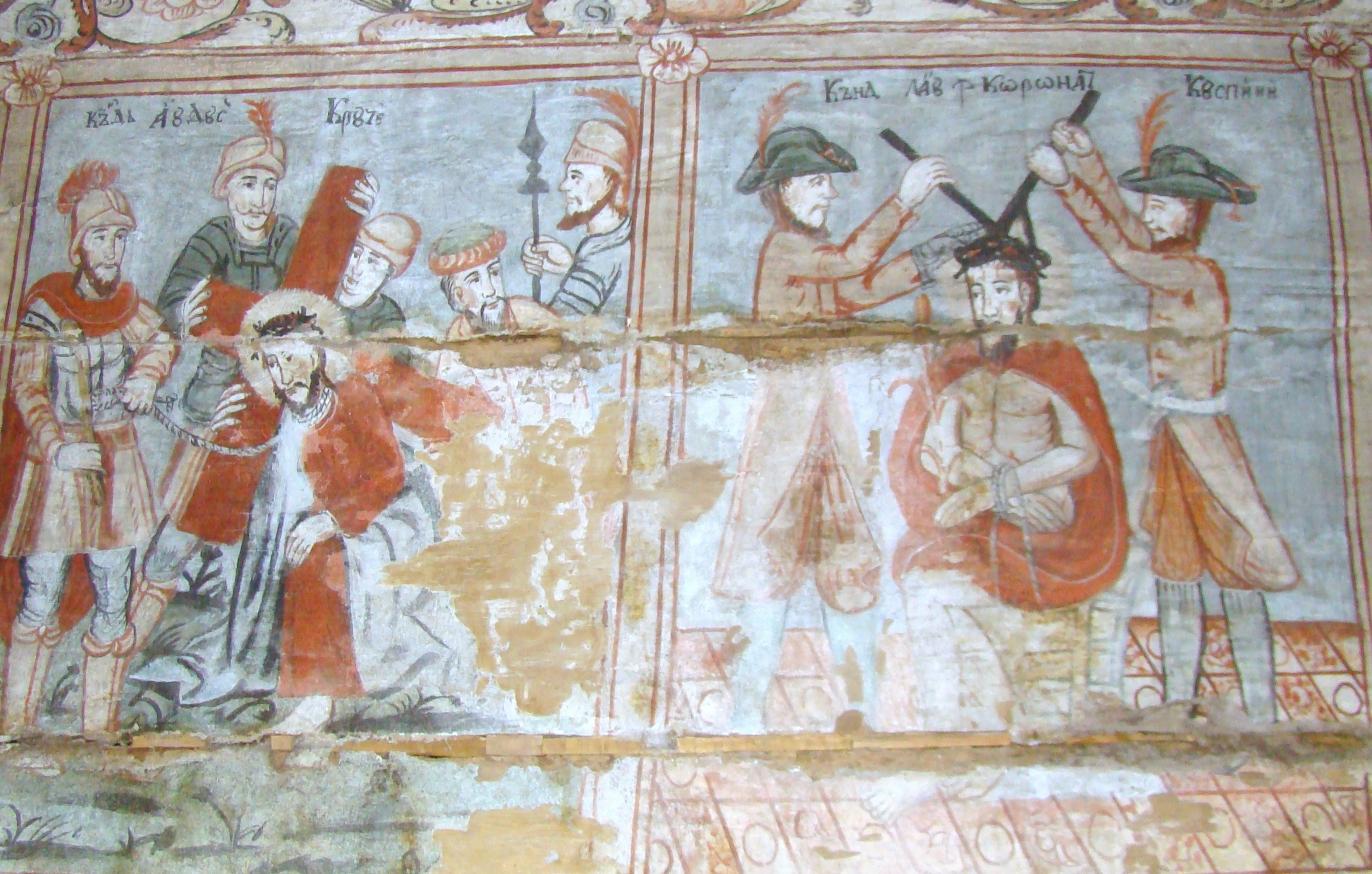
Patimile lui Isus

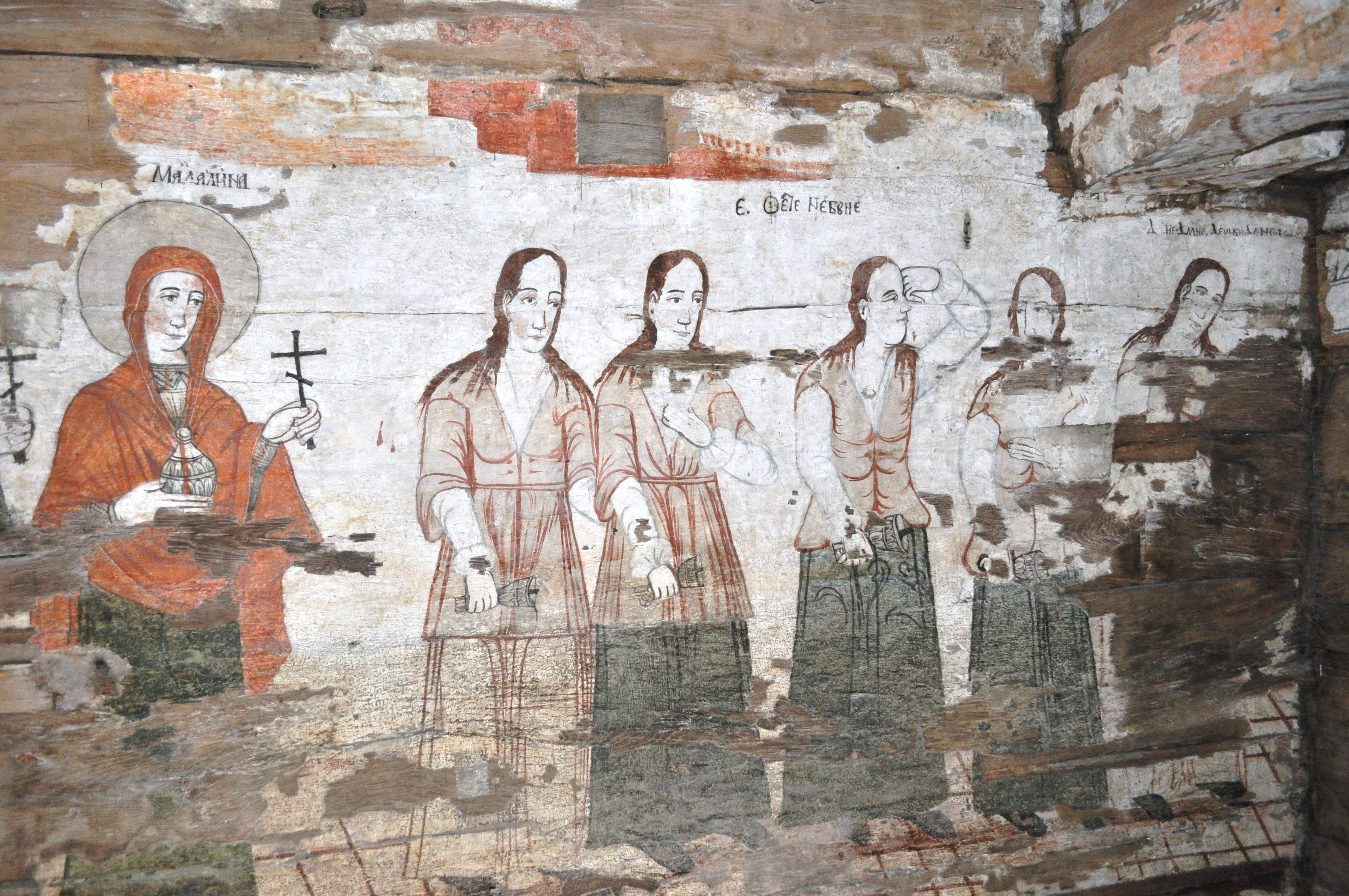
Pronaos: Parabola Fecioarelor

Biserica de lemn din Racâș,  cu hramul „Sfinții Arhangheli Mihail și Gavril”, se află în localitatea omonimă din județul Sălaj și este una dintre cele mai enigmatice biserici de lemn din Transilvania. Ea are o structură complexă, deosebită de ceea ce cunoaștem în Sălaj, ce amintește de cele mai vechi biserici de lemn din Maramureș cu două poale. Nu mai puțin interesantă este istoria ei. Conform unor datări dendrocronologice preliminare, butea bisericii a fost ridicată inițial în jurul anului 1558, reparată și eventual supraînălțată în jurul anilor 1761 și 1772. Interiorul a fost pictat în 1783. Biserica se află pe noua listă a monumentelor istorice sub codul LMI:  SJ-II-m-A-05101.

## Imagini din interior

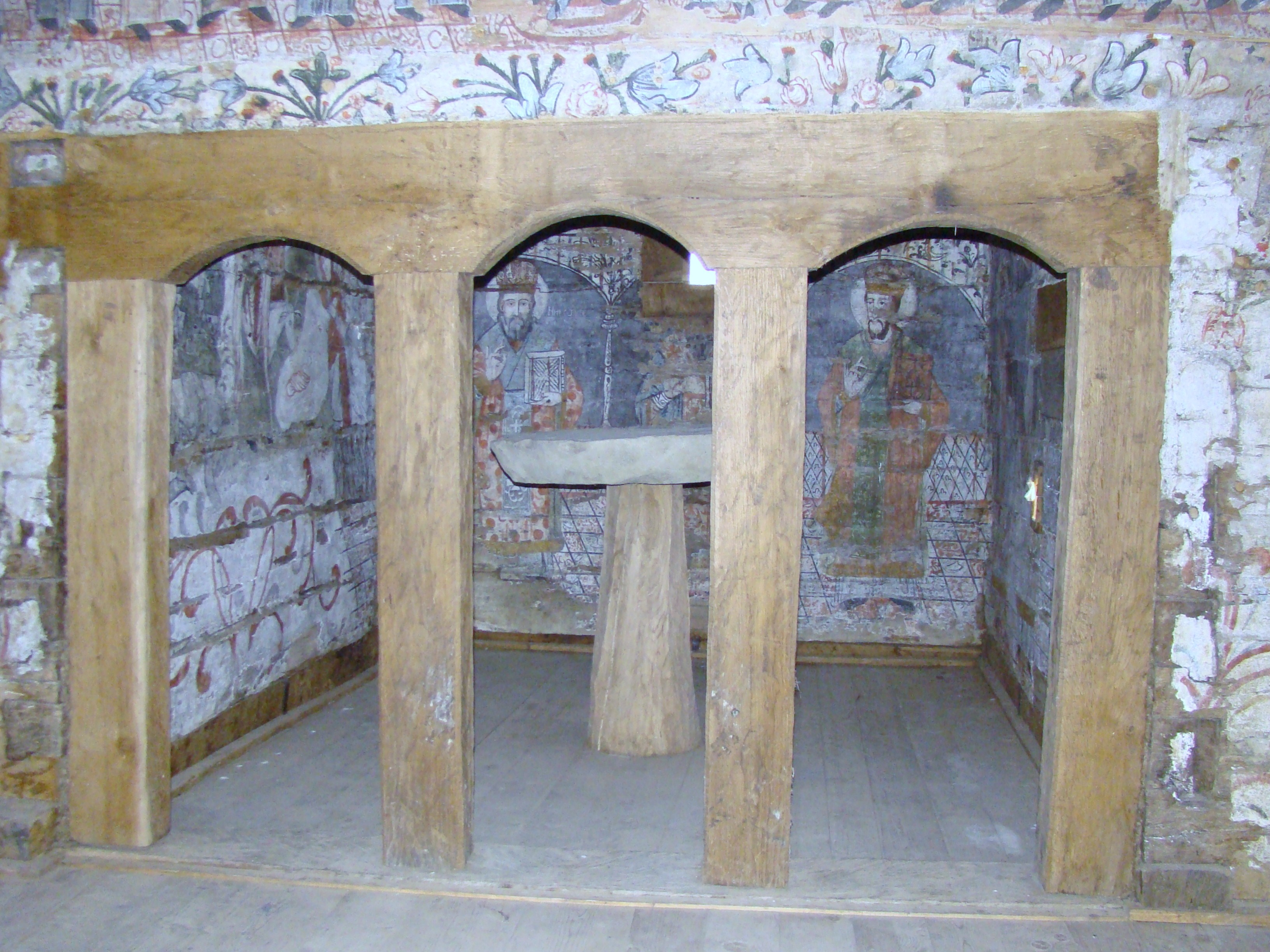
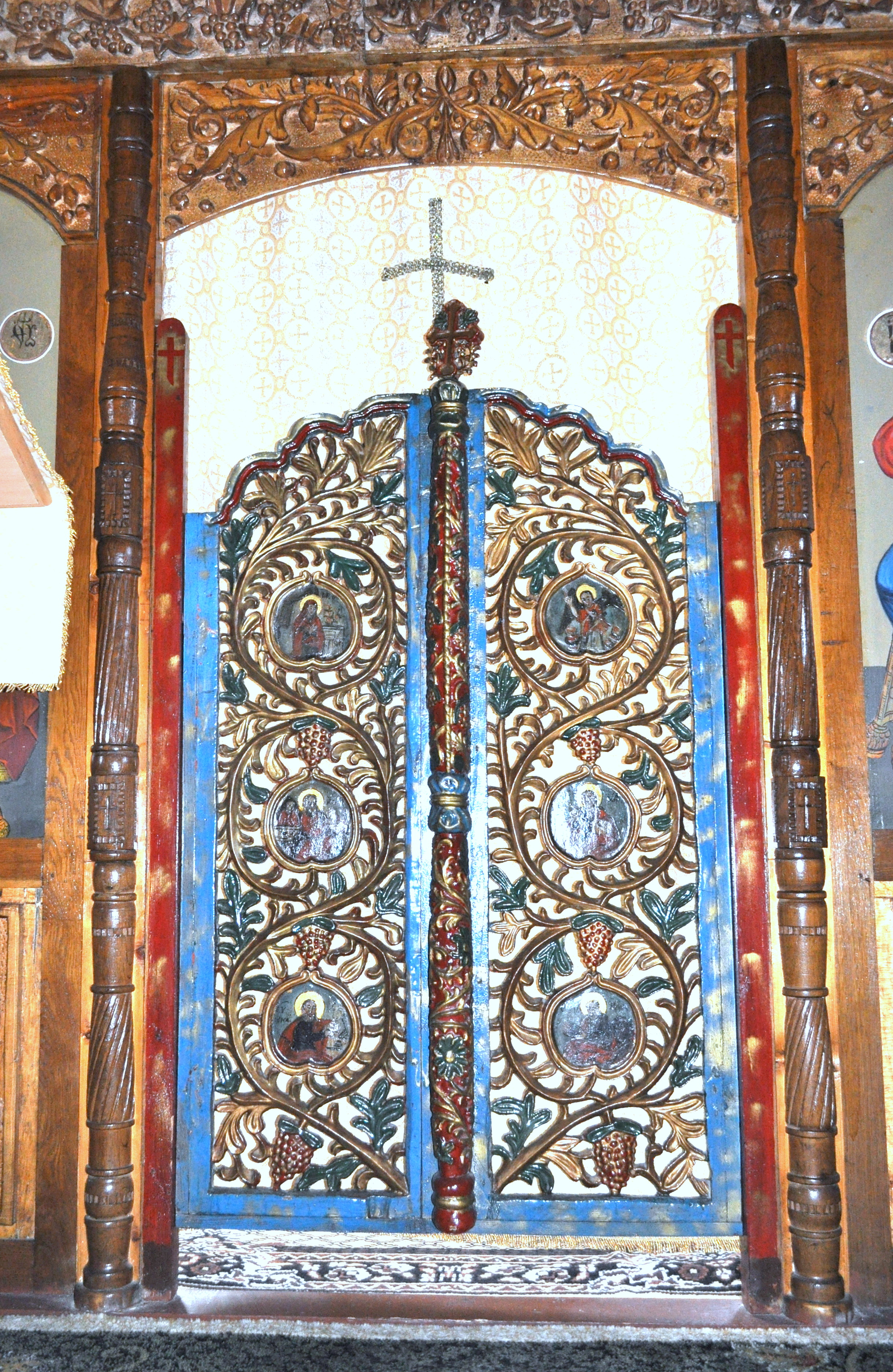
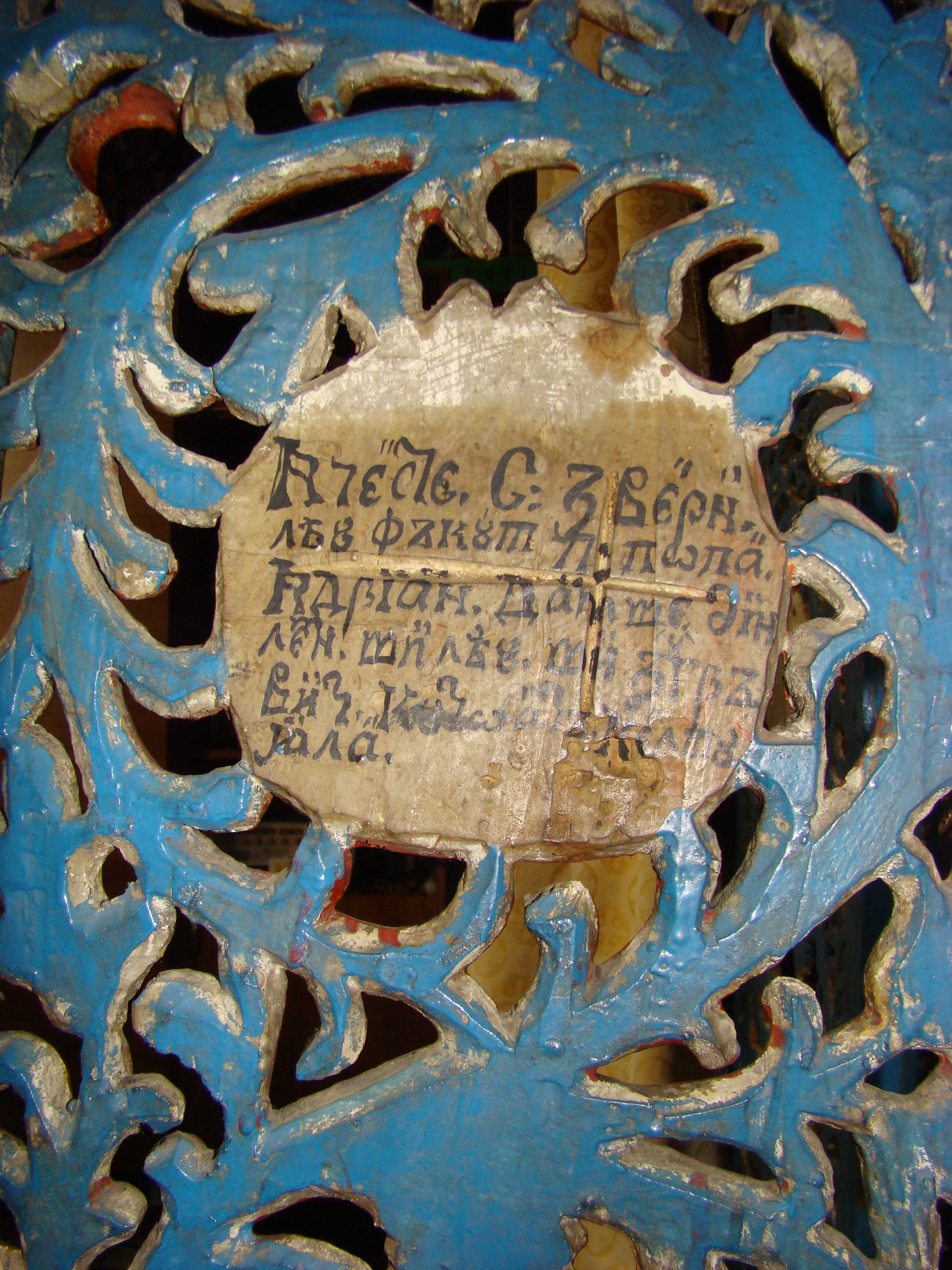
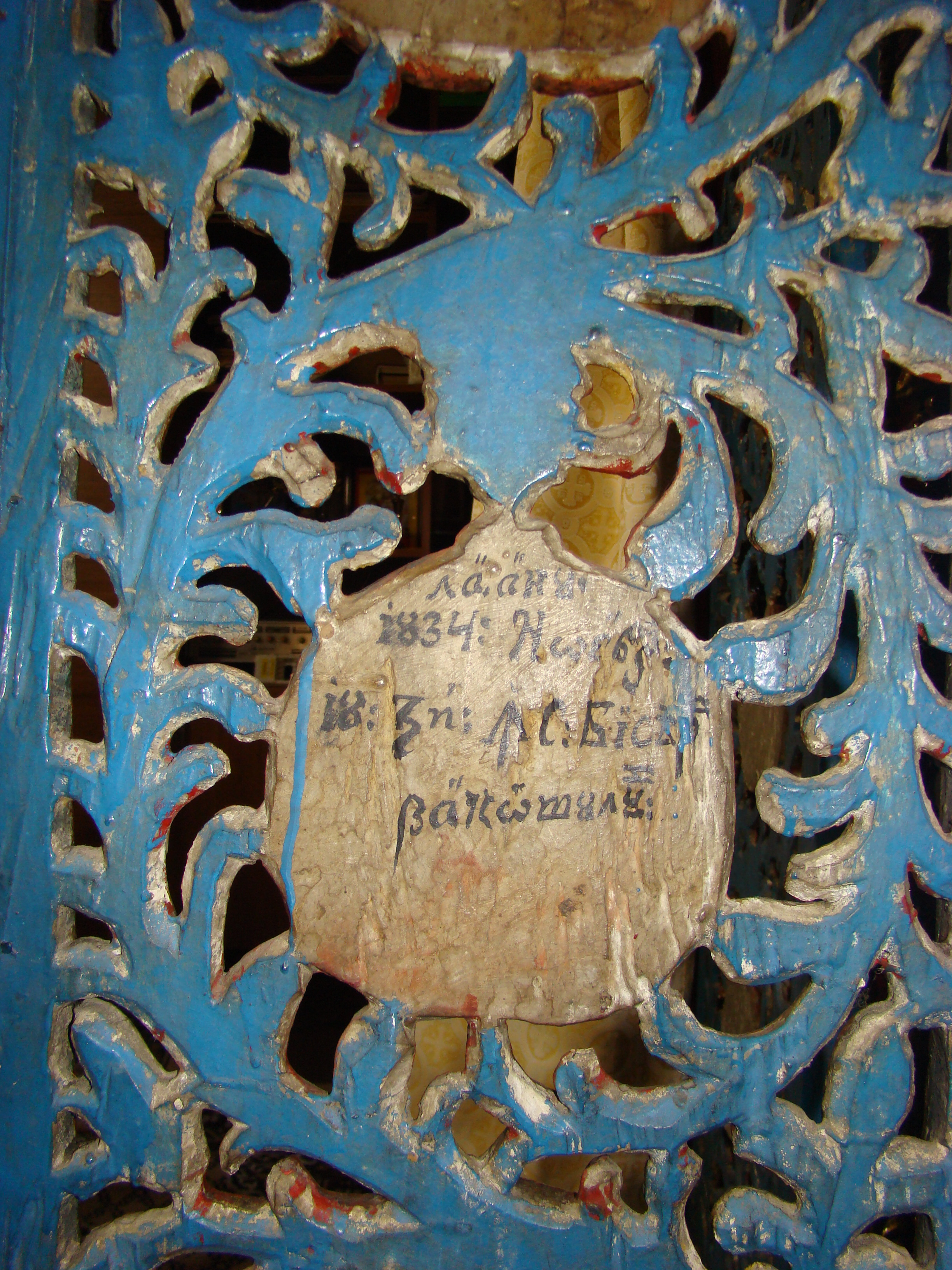
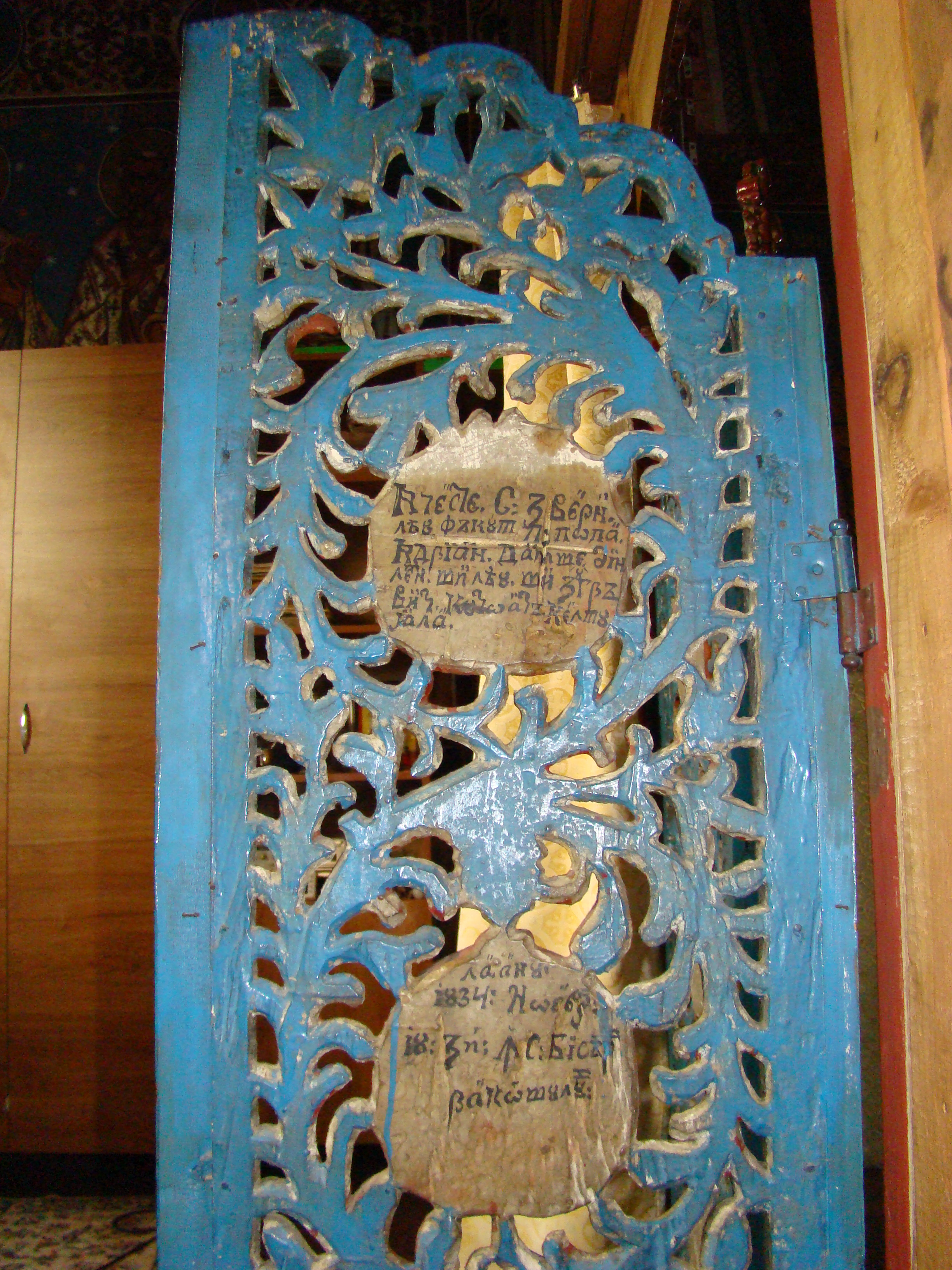
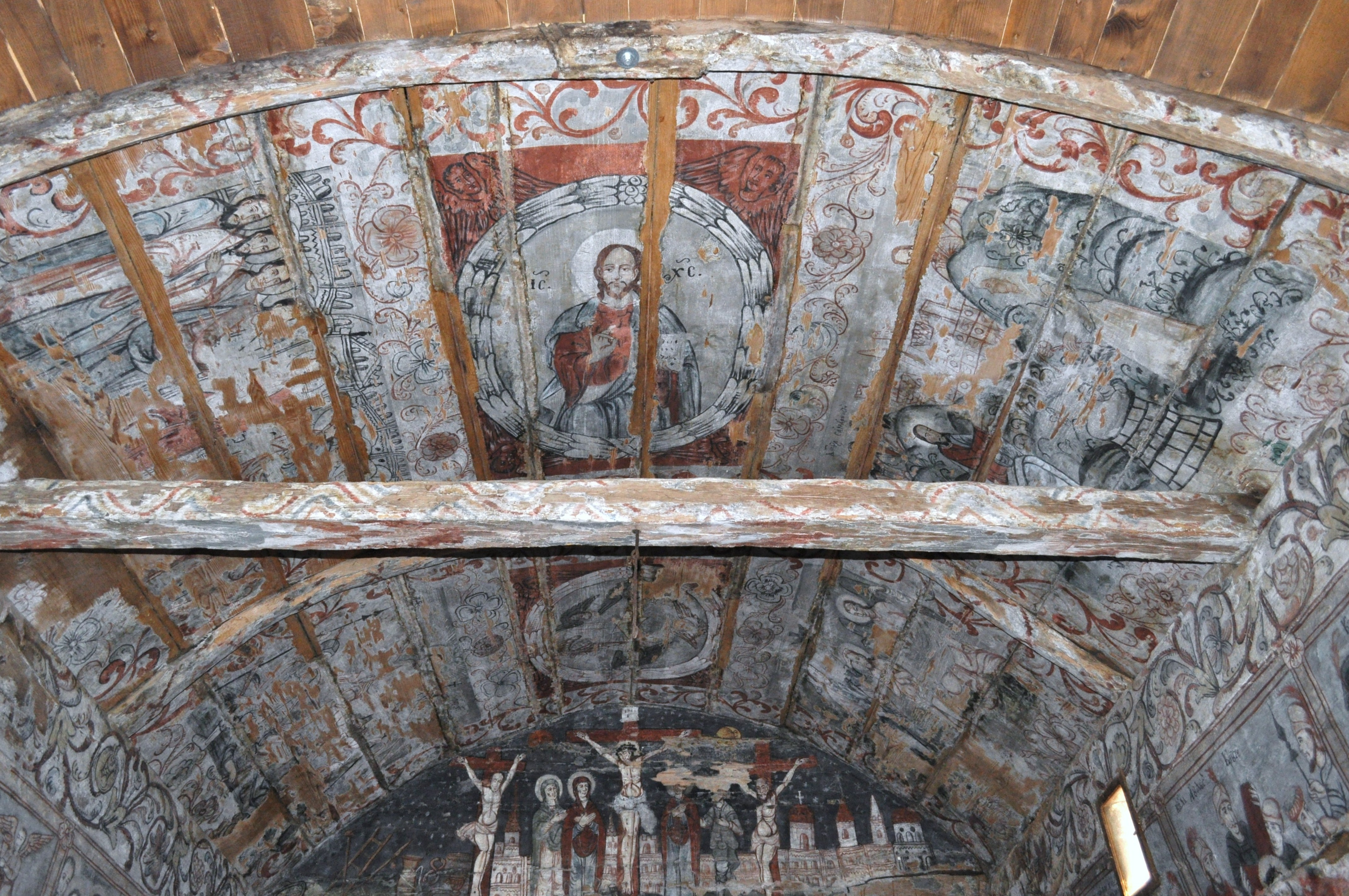
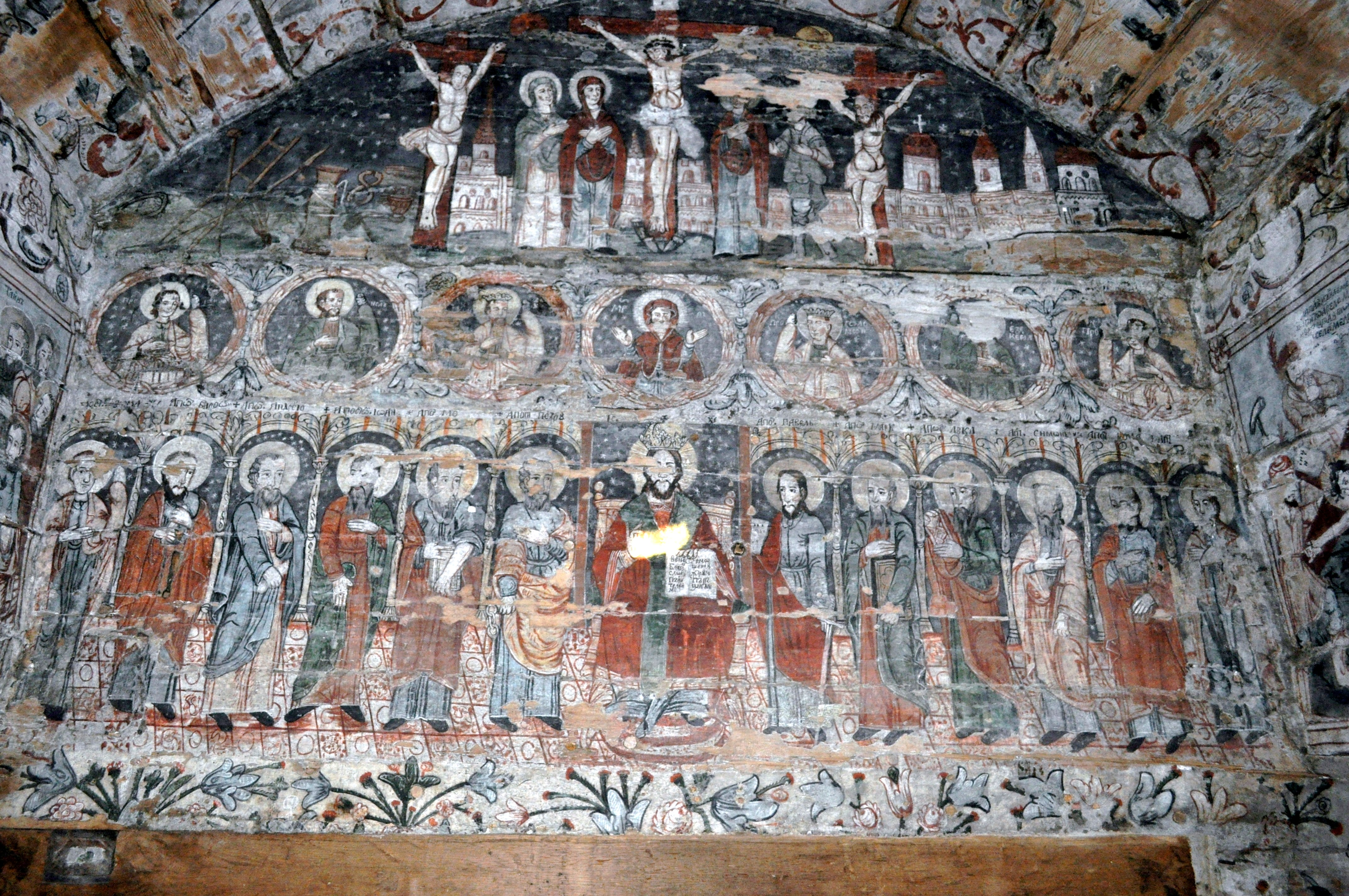
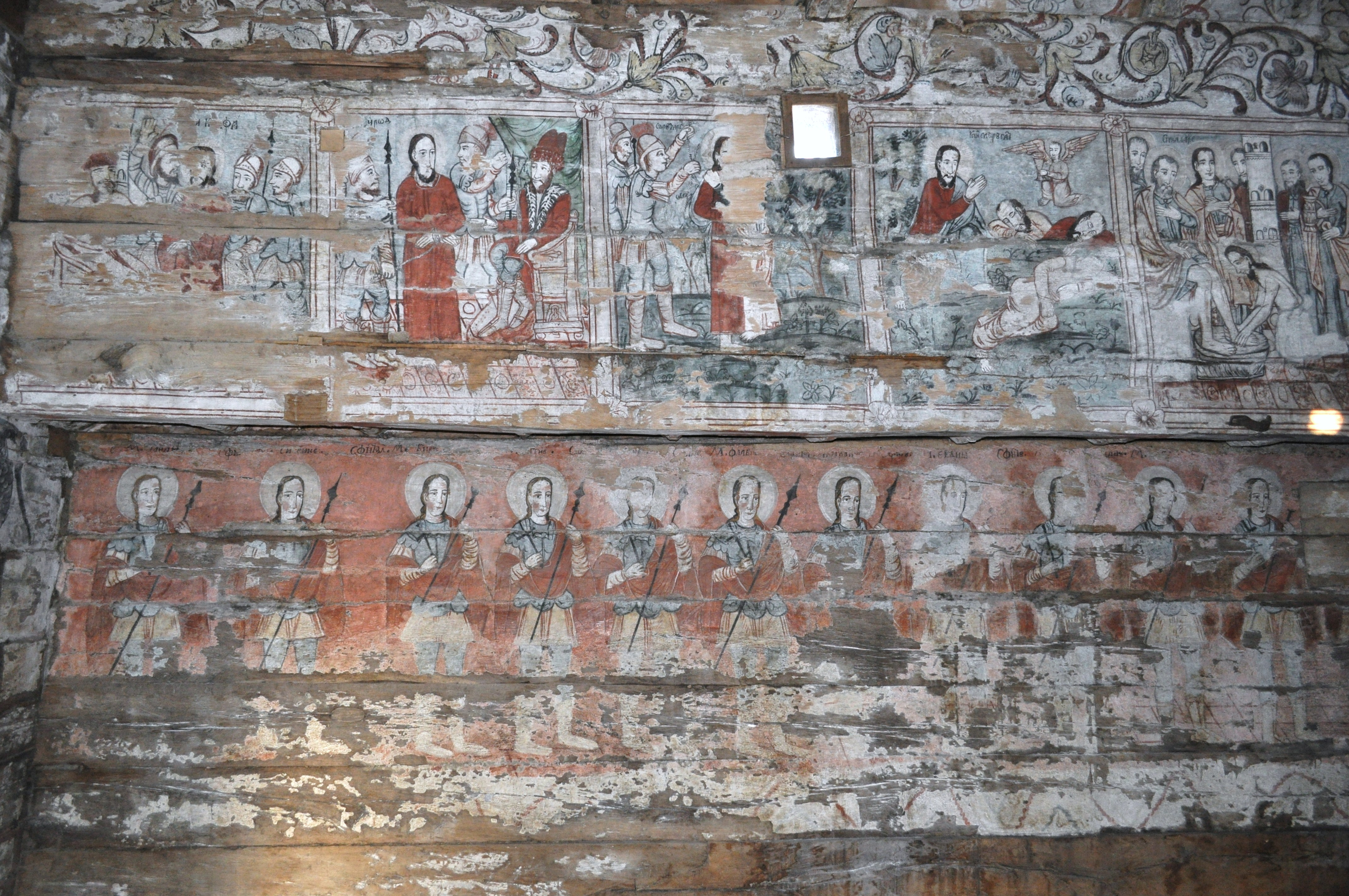
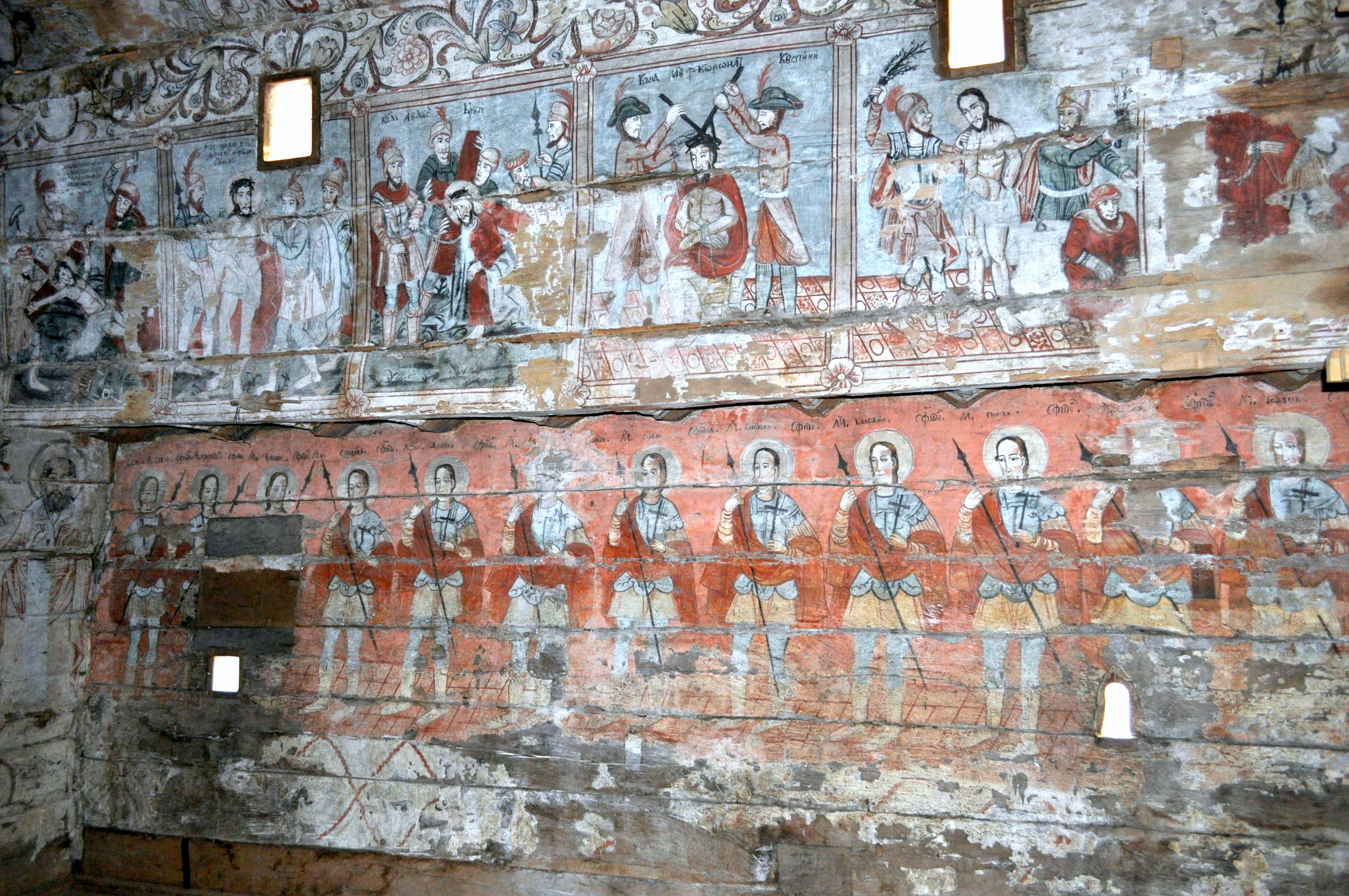
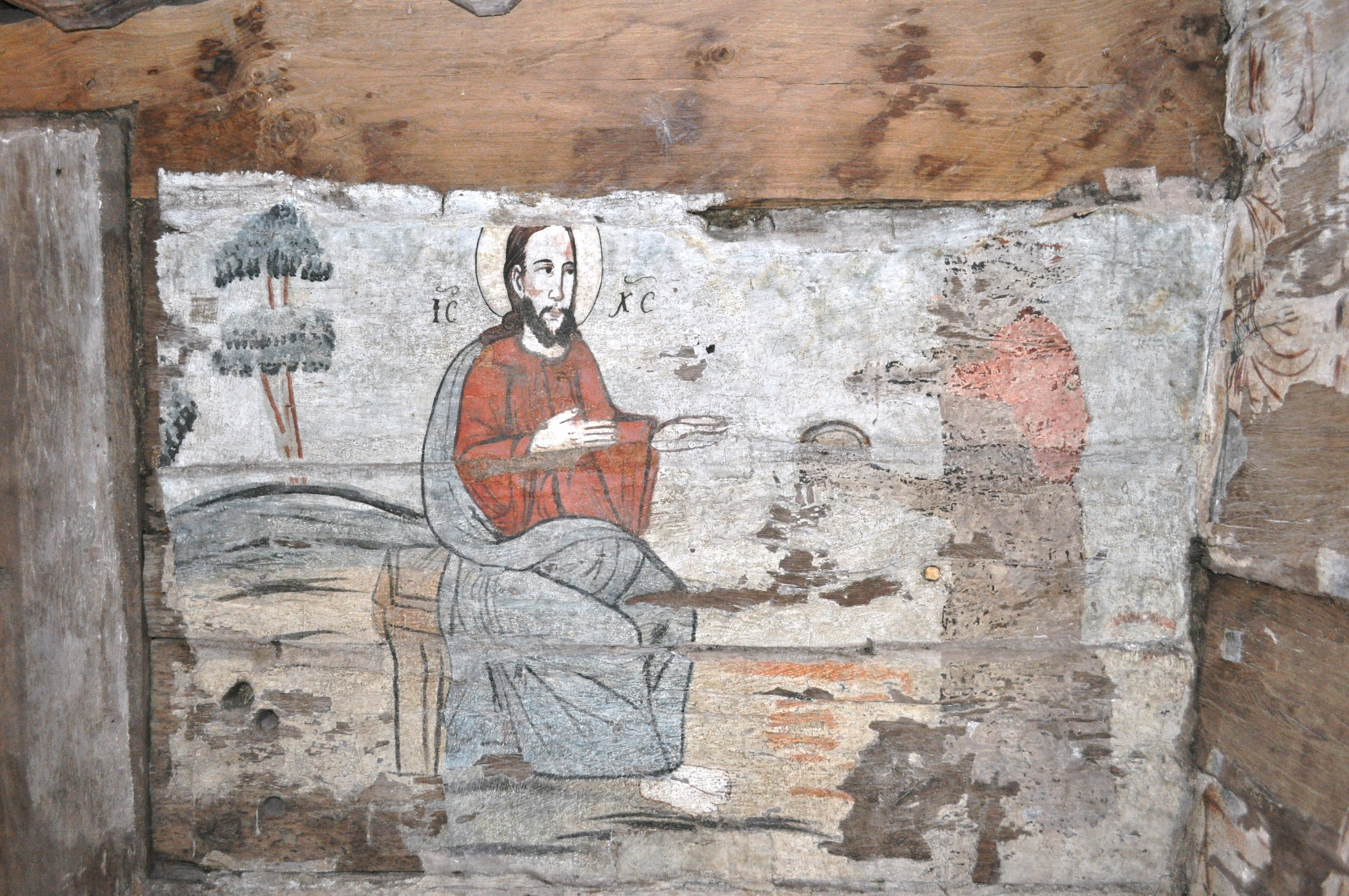
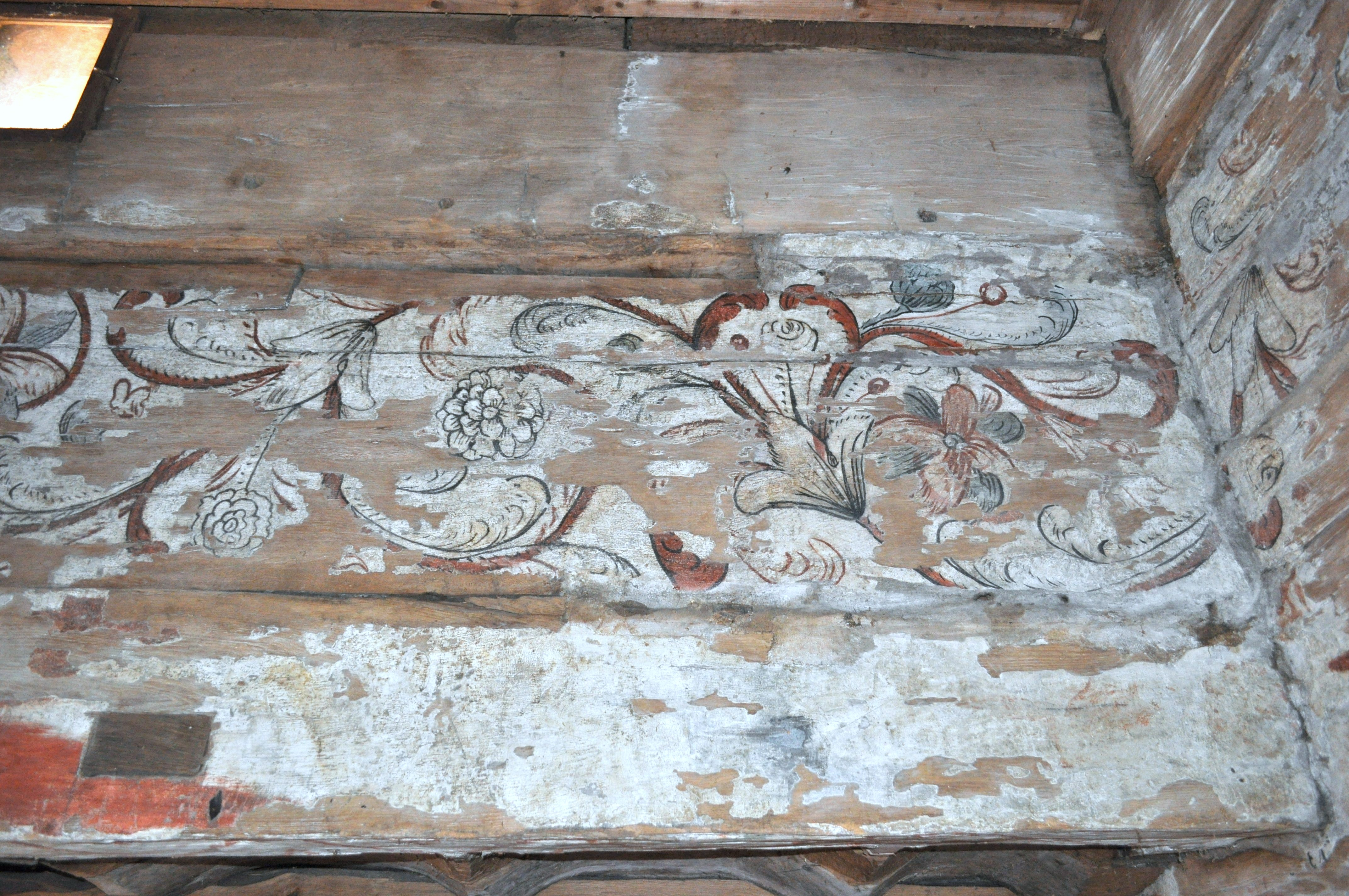
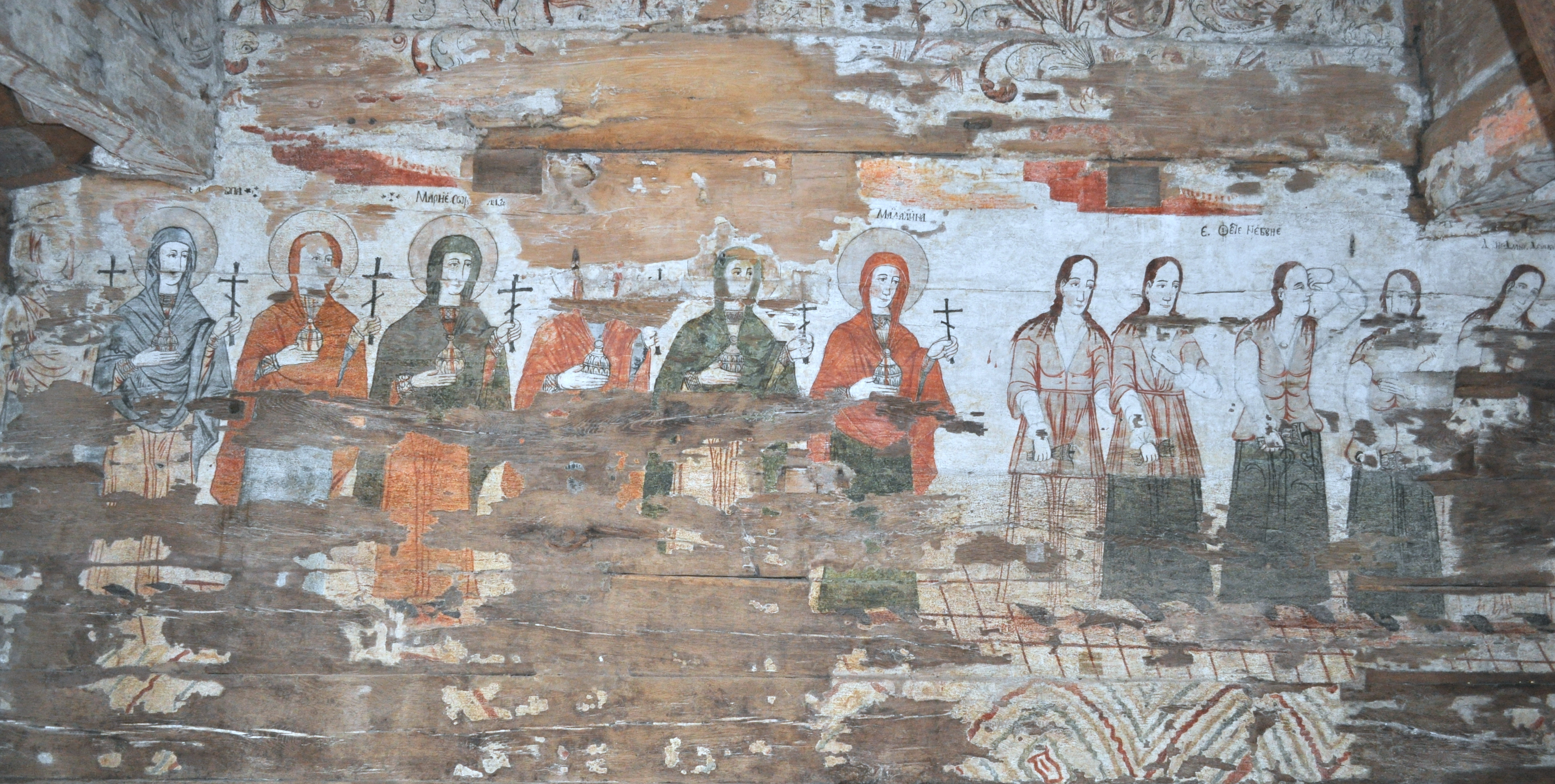
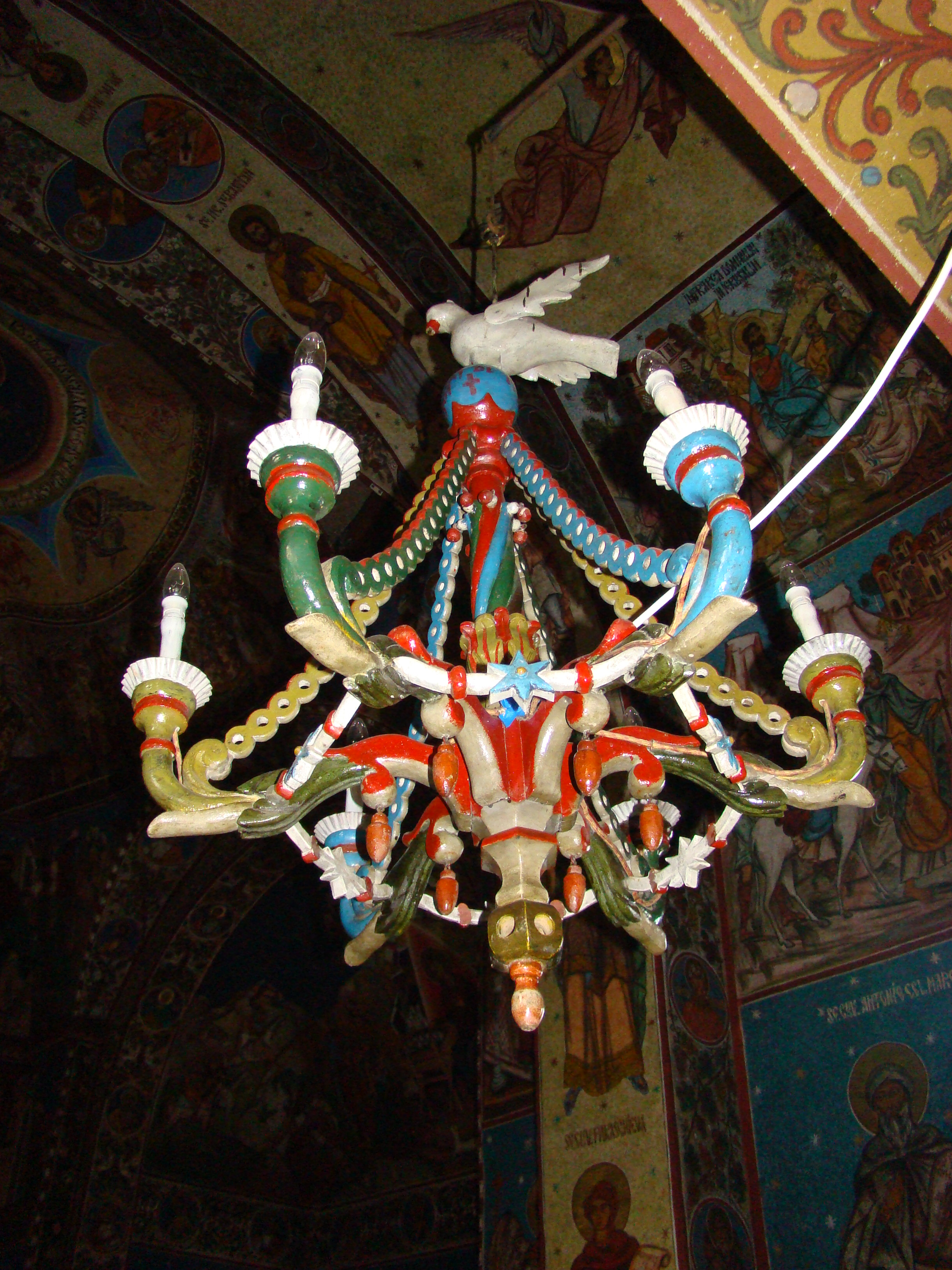
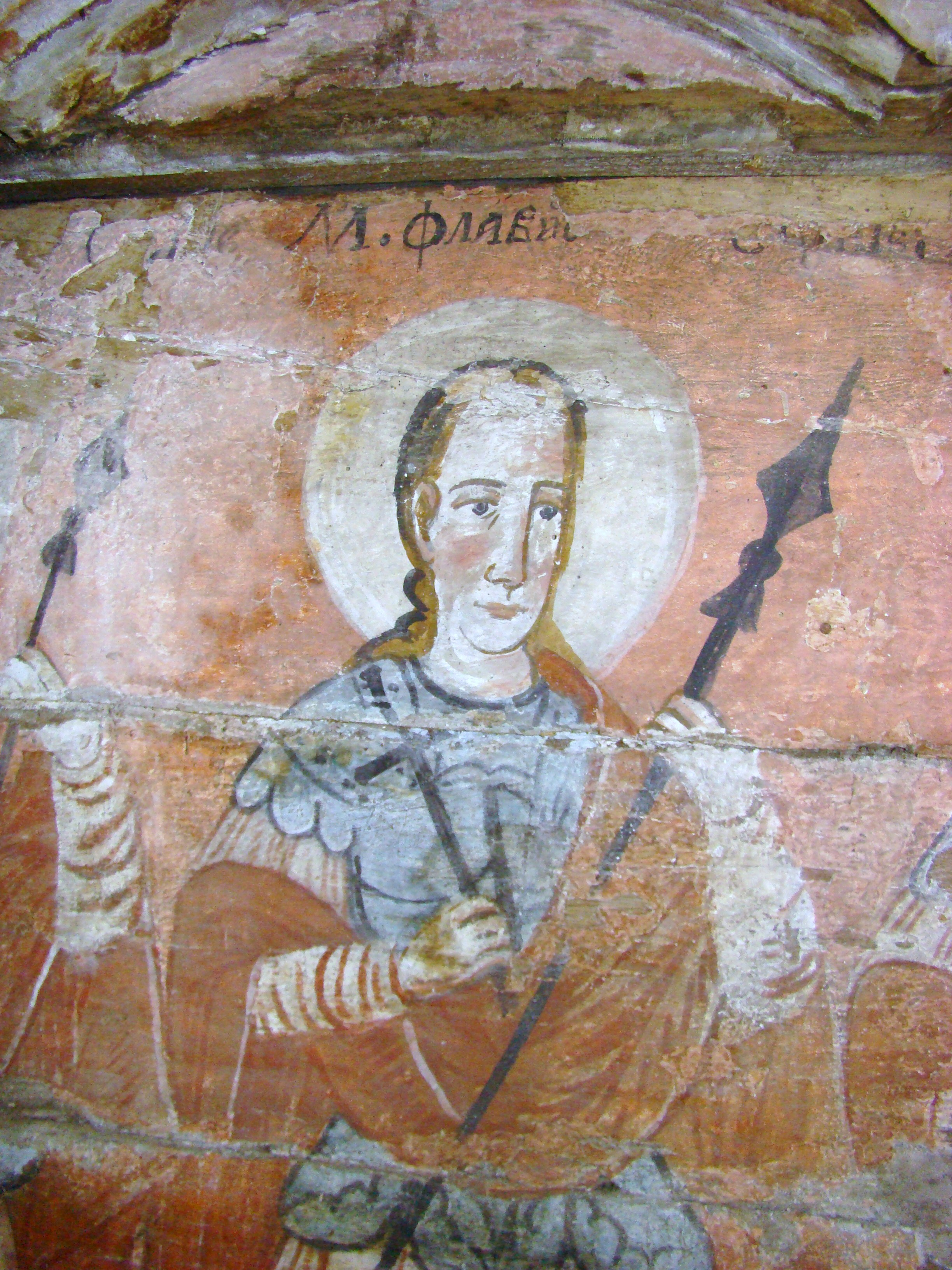
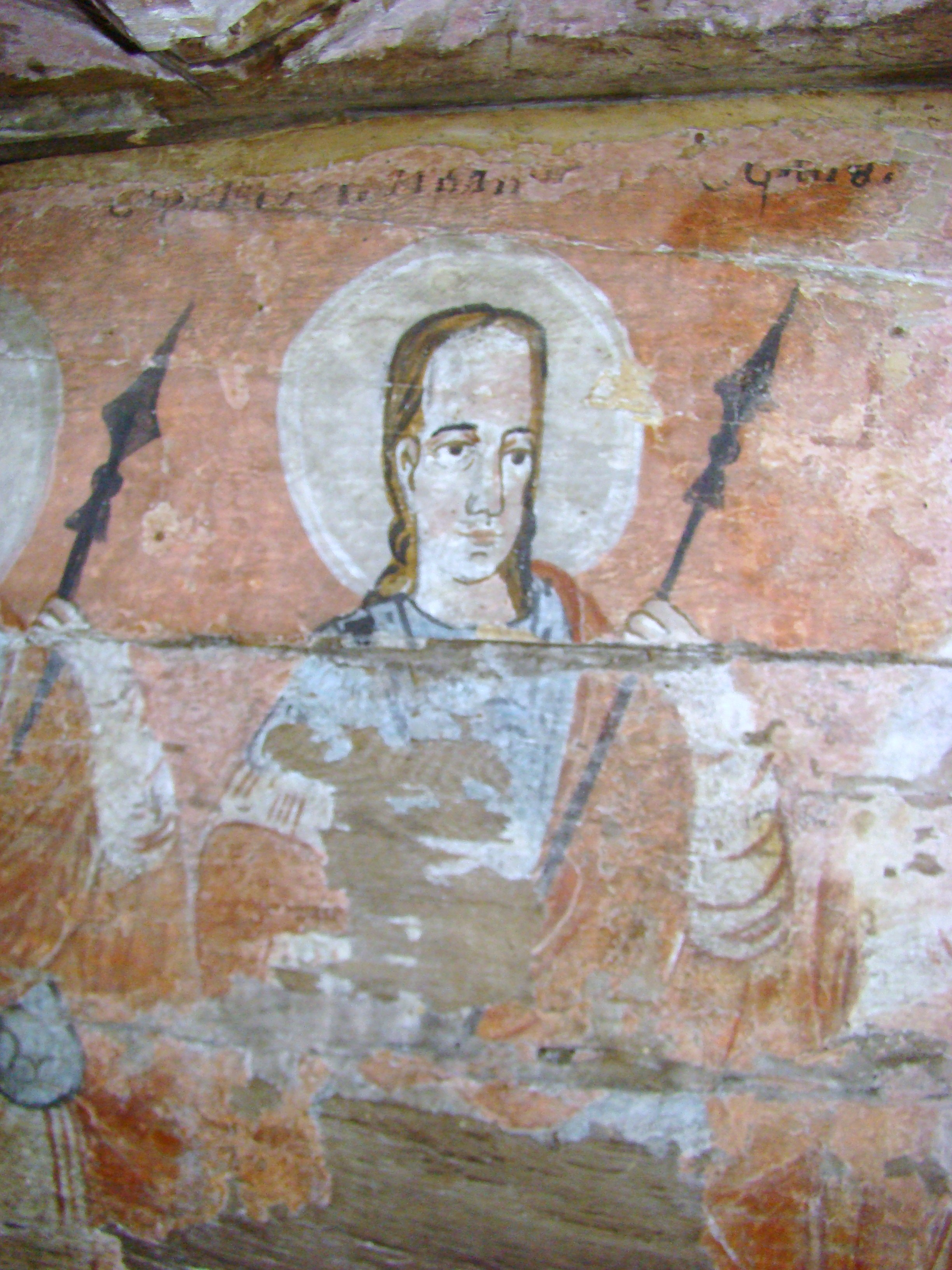
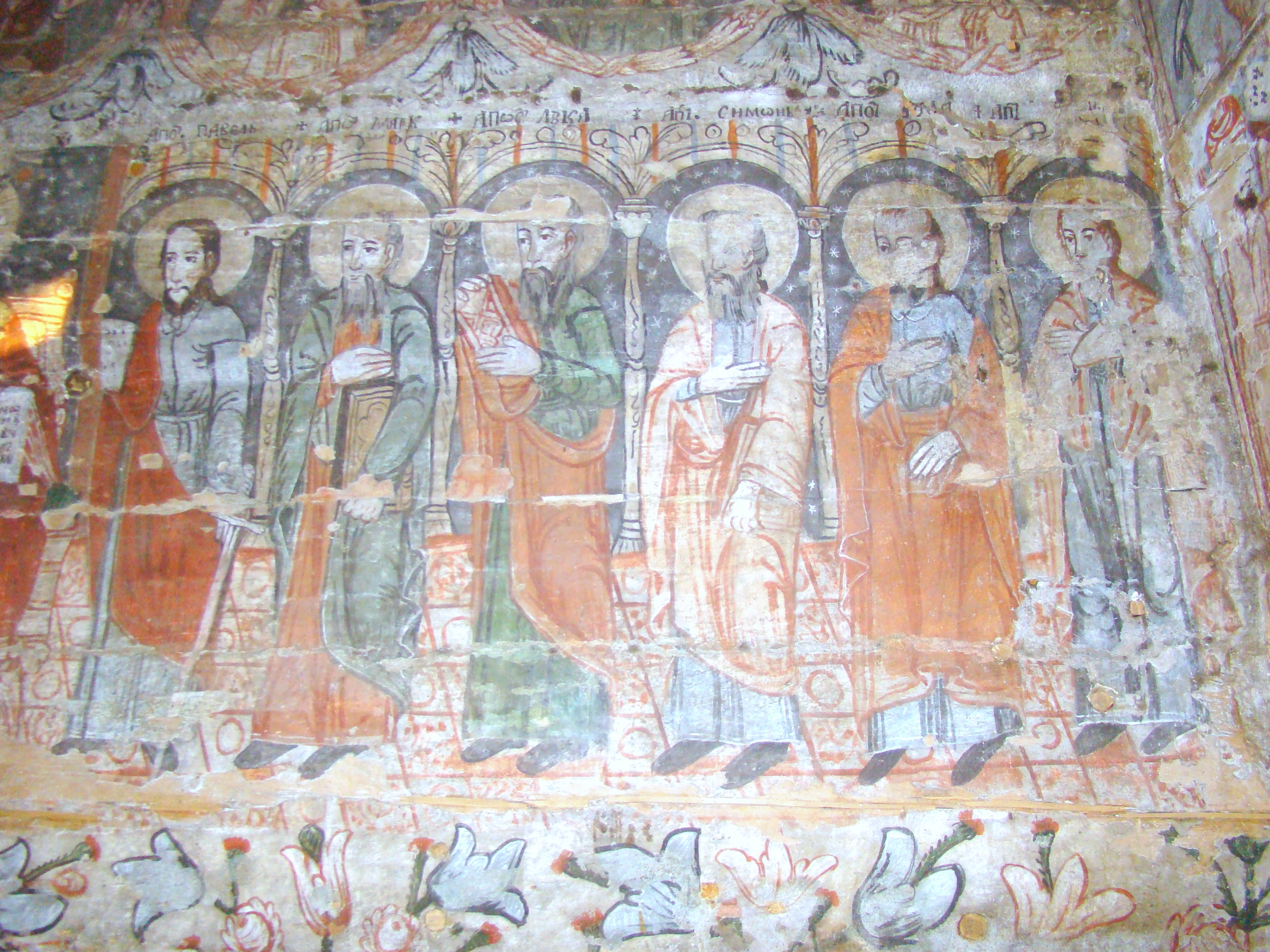
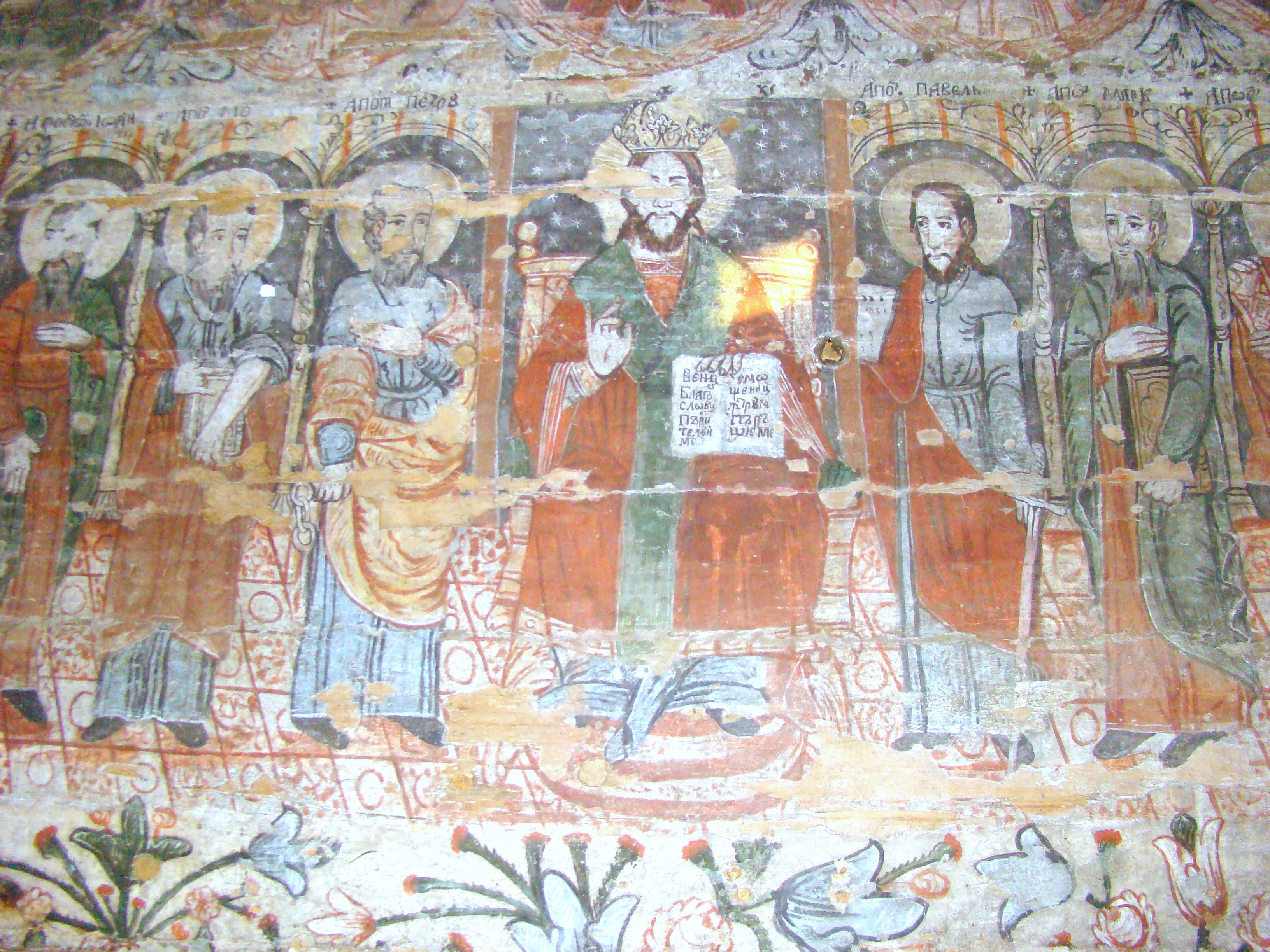
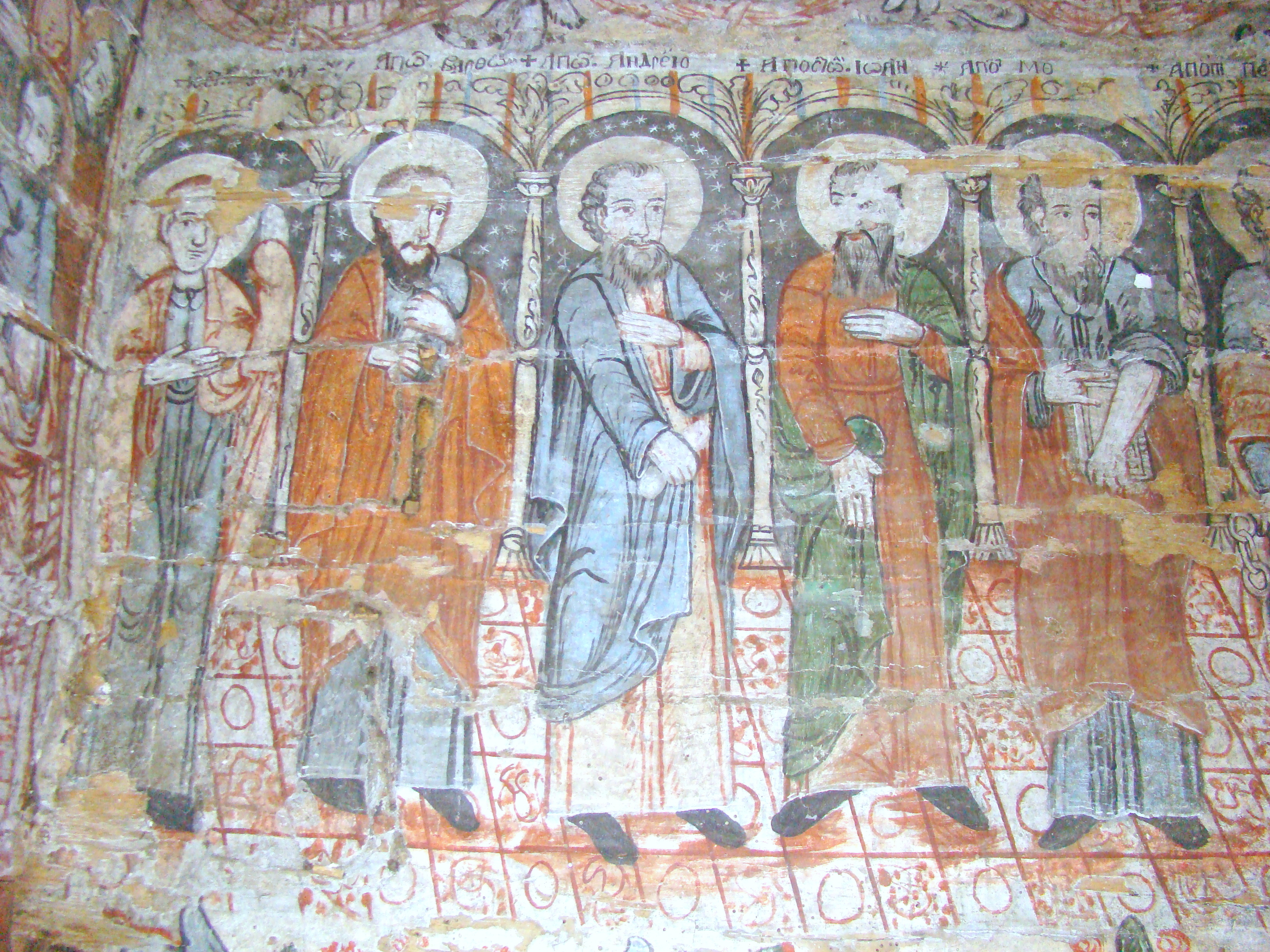
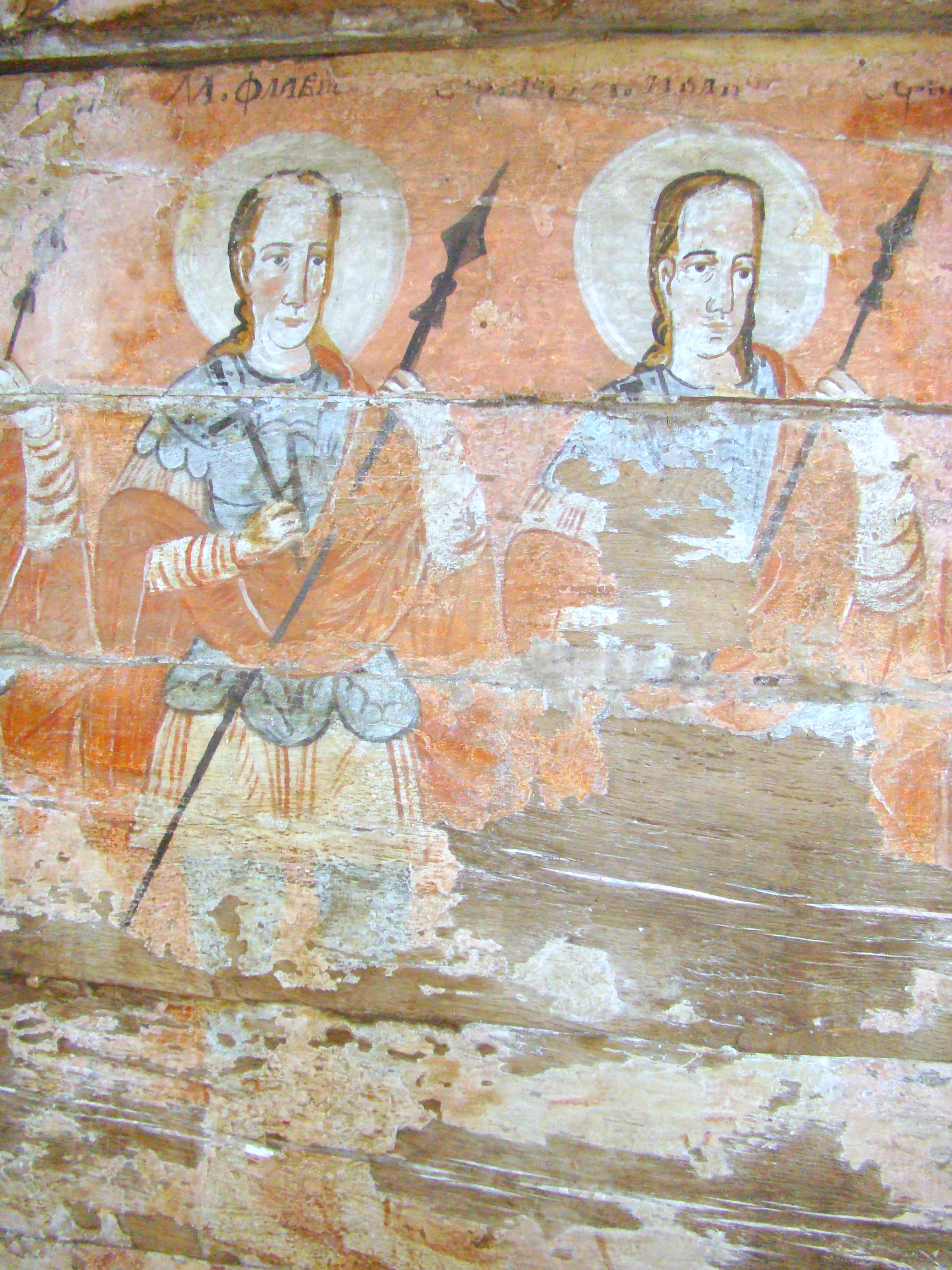
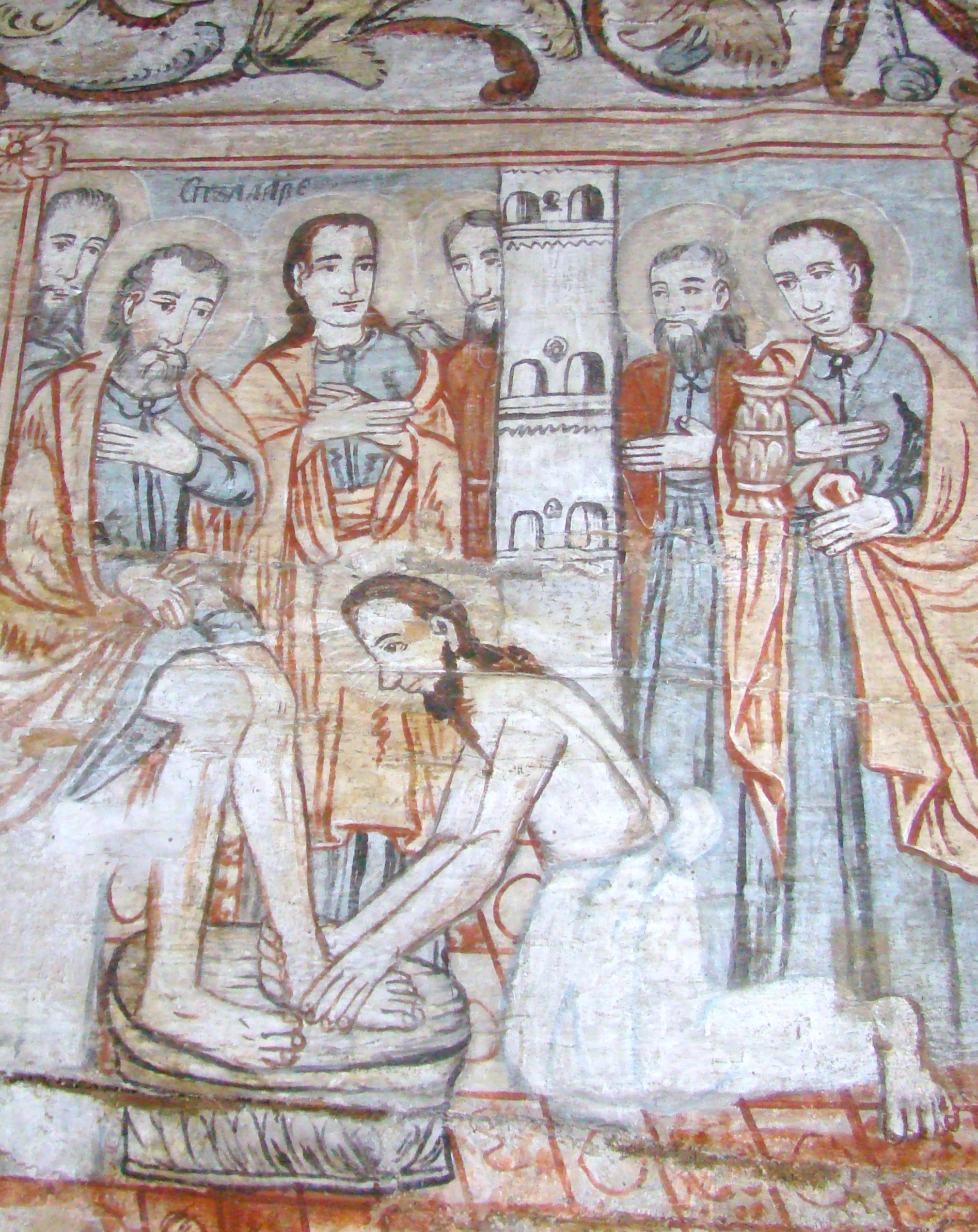
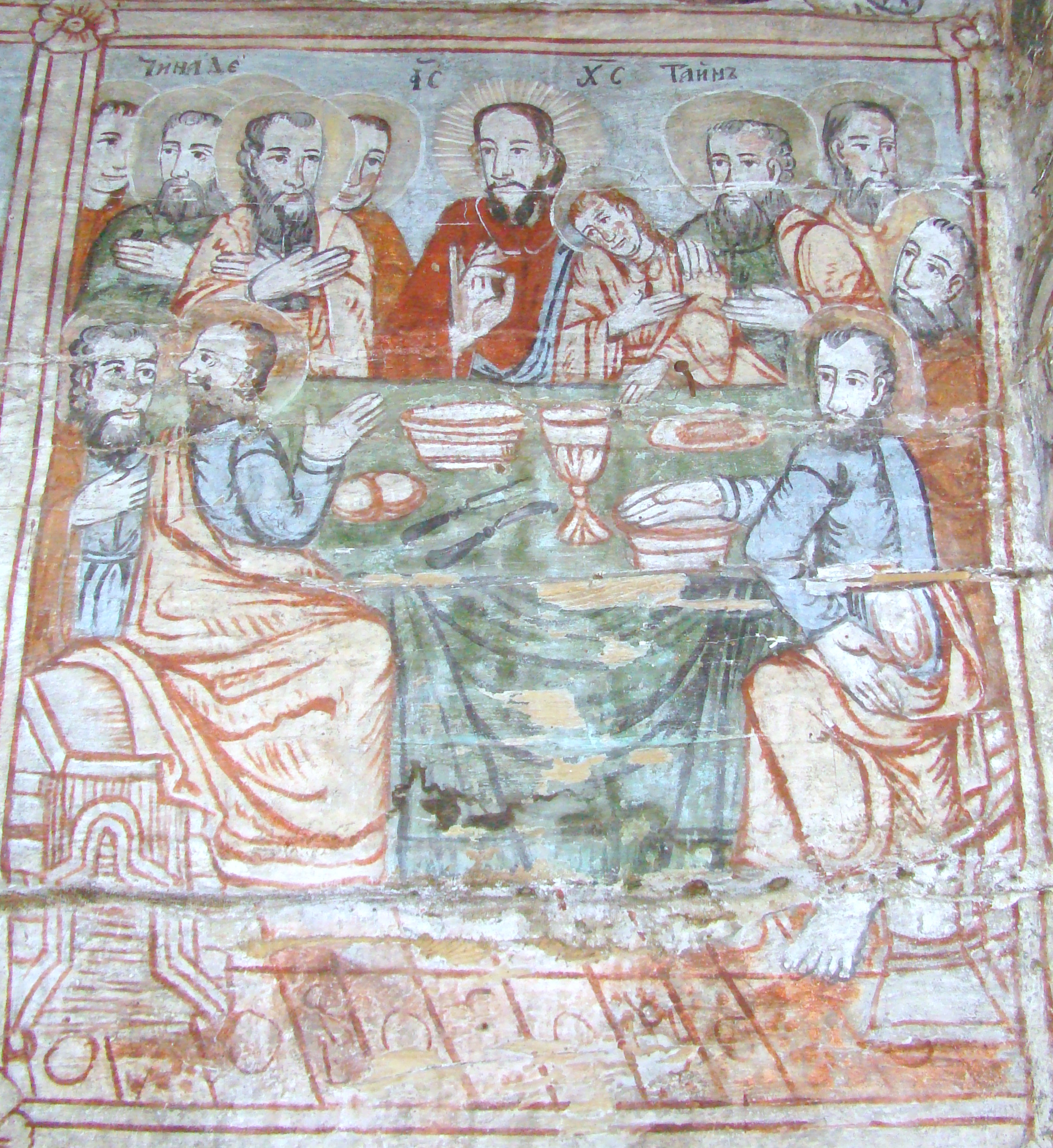
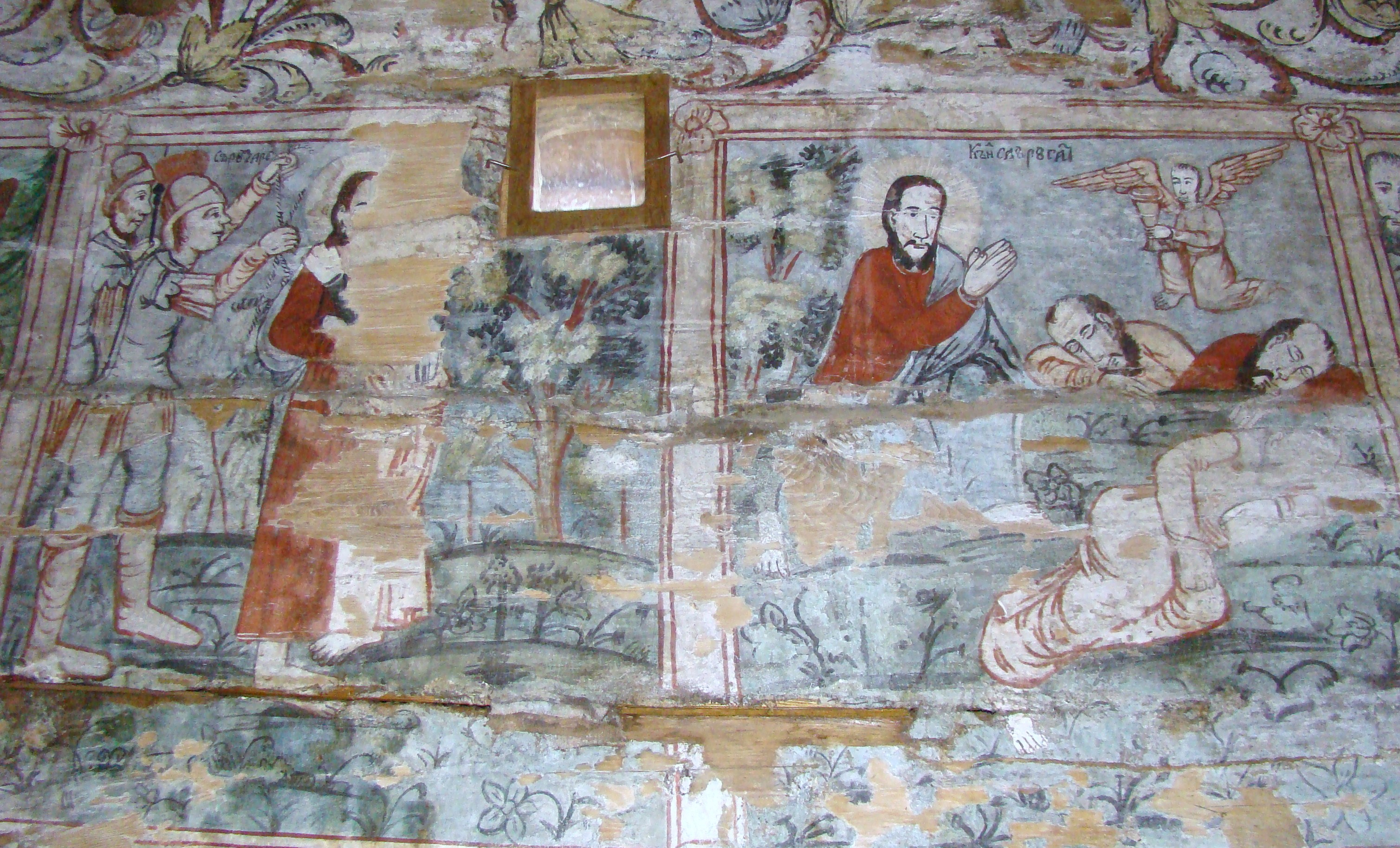
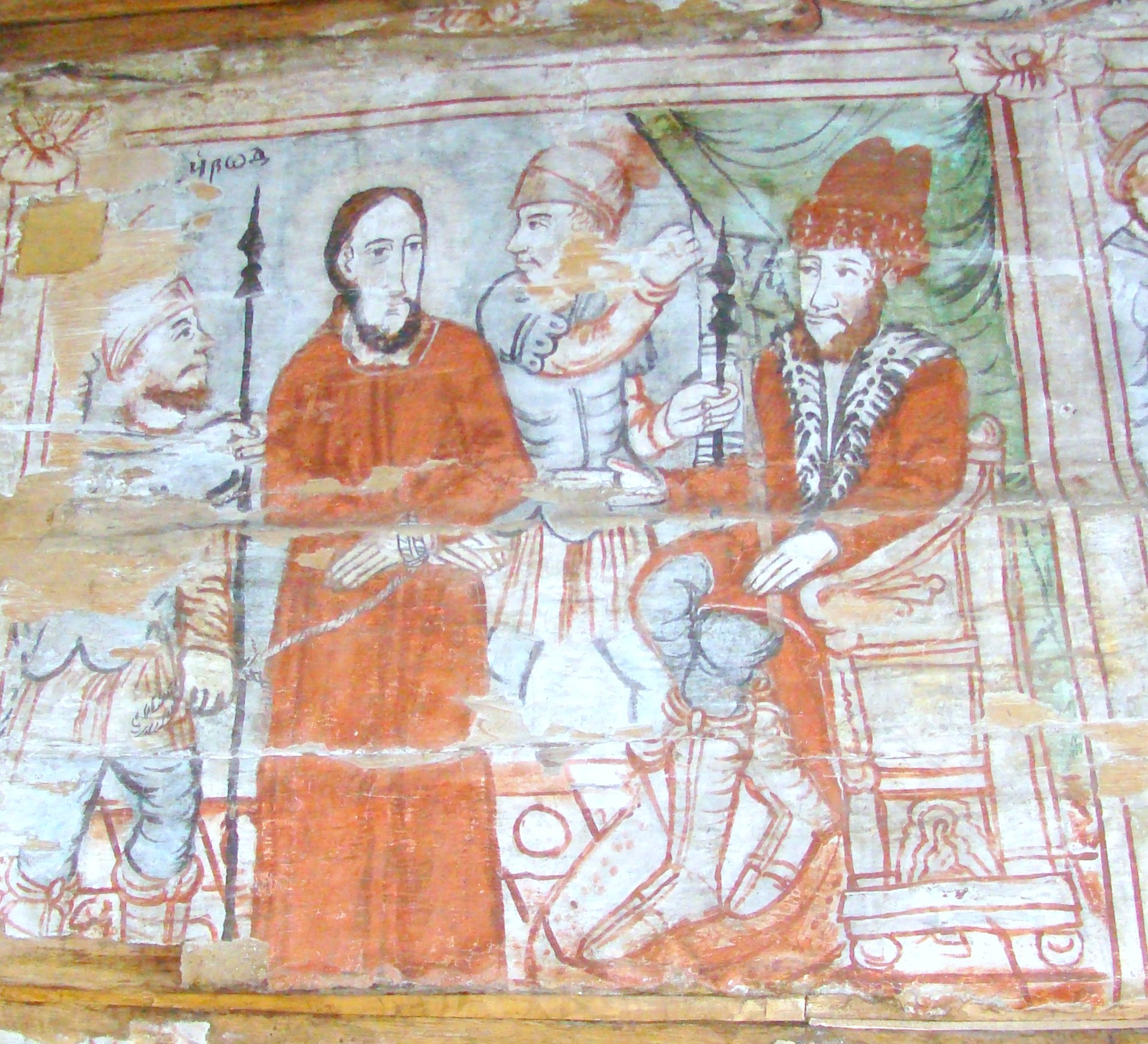
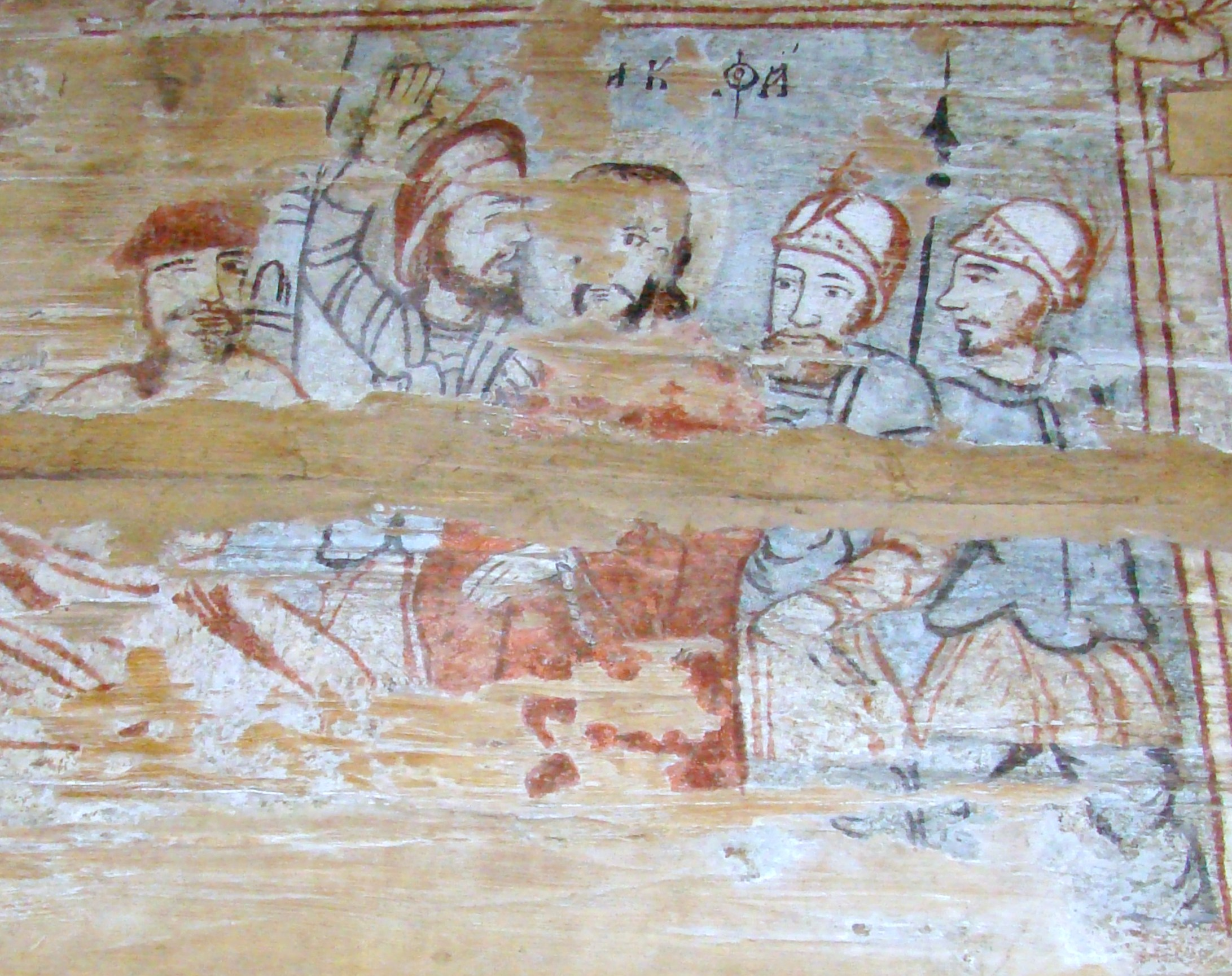
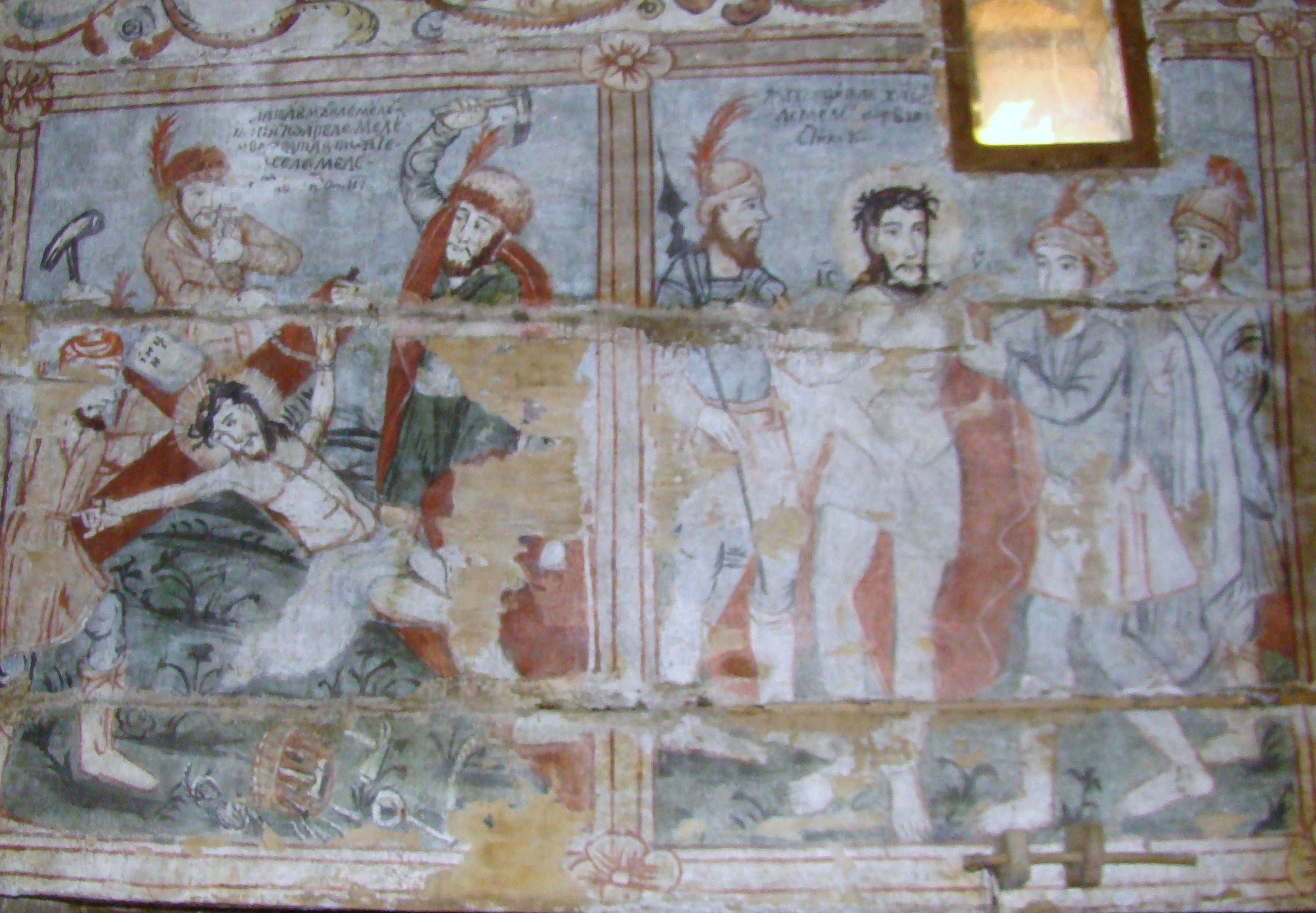
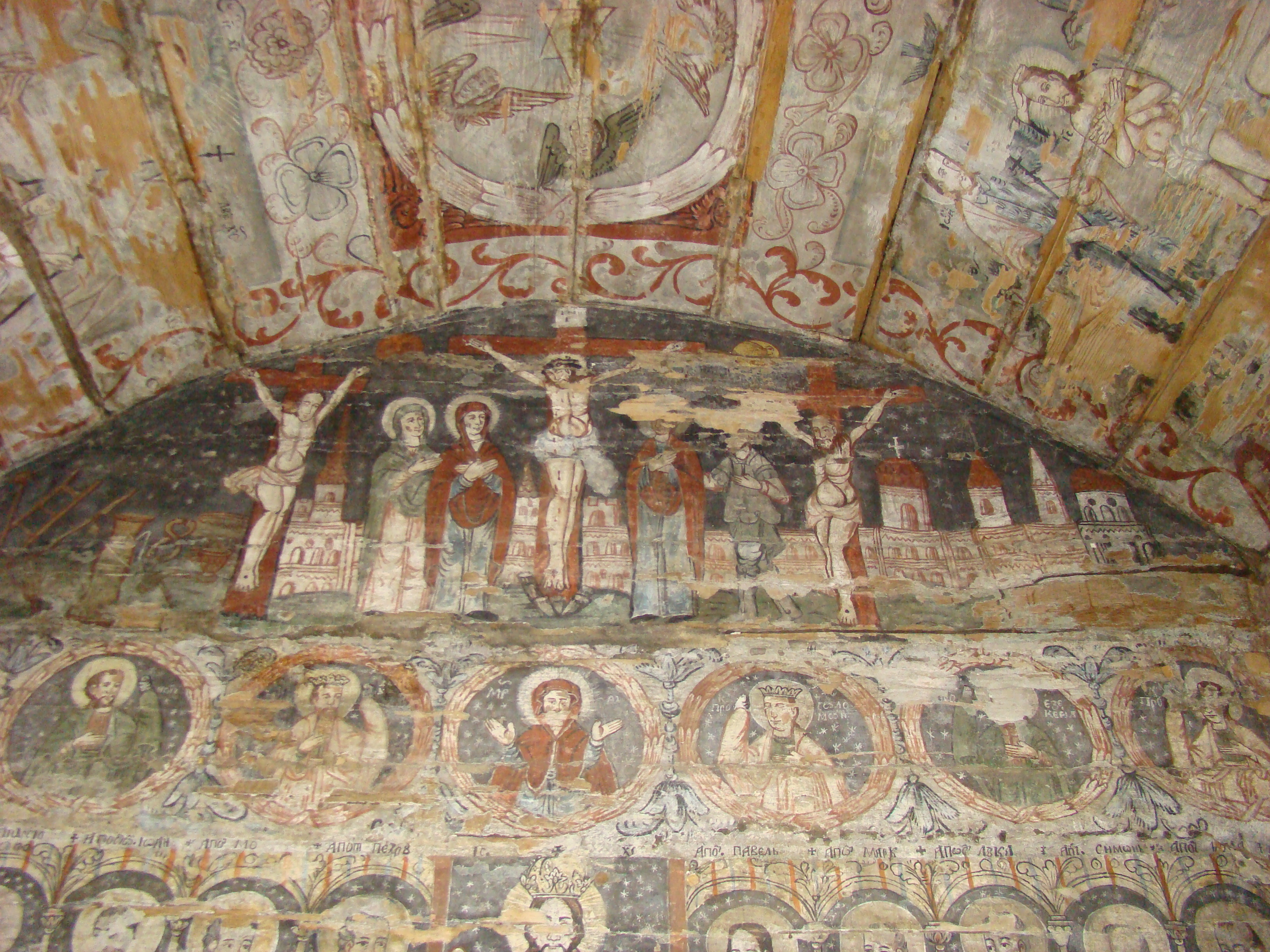
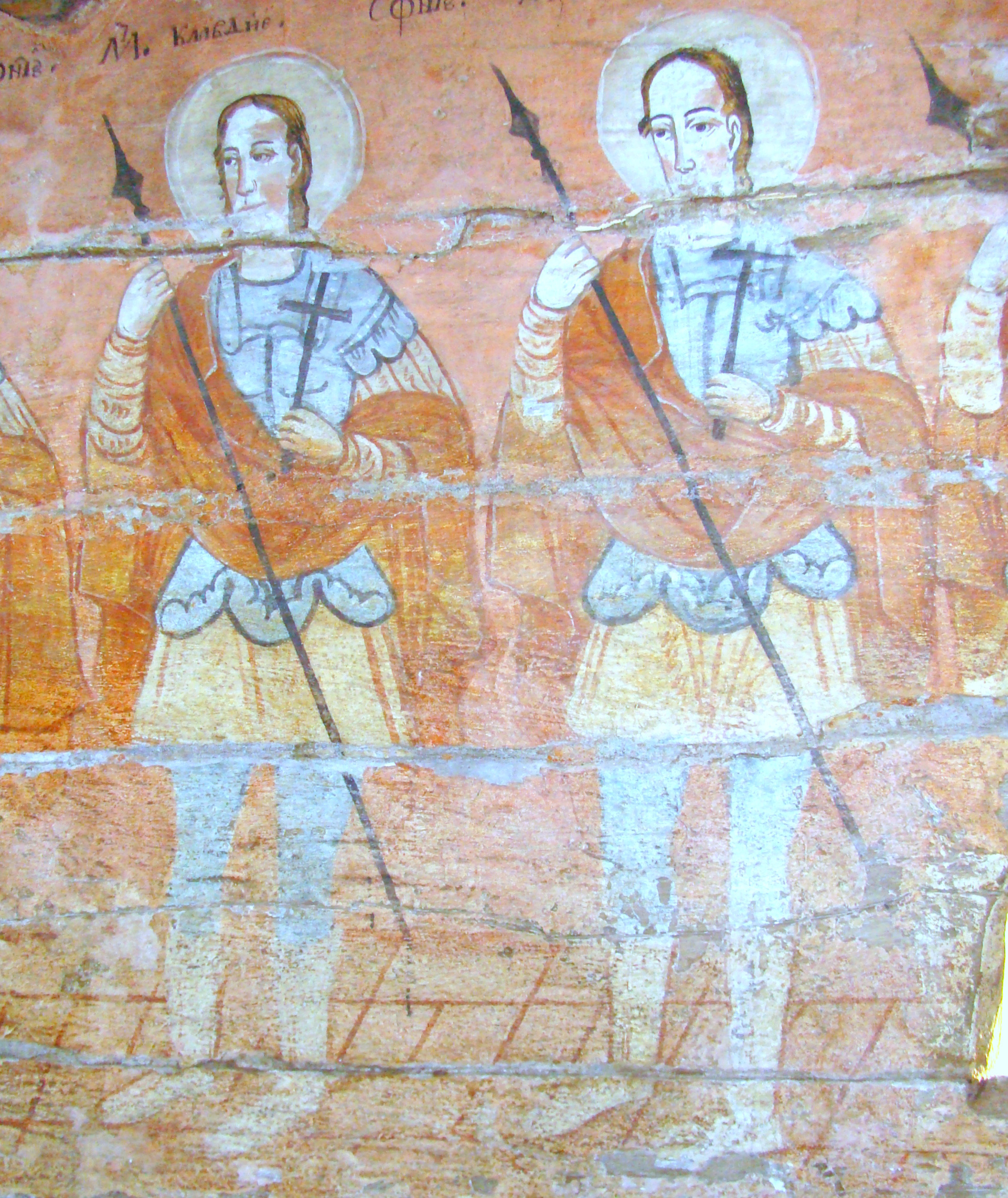
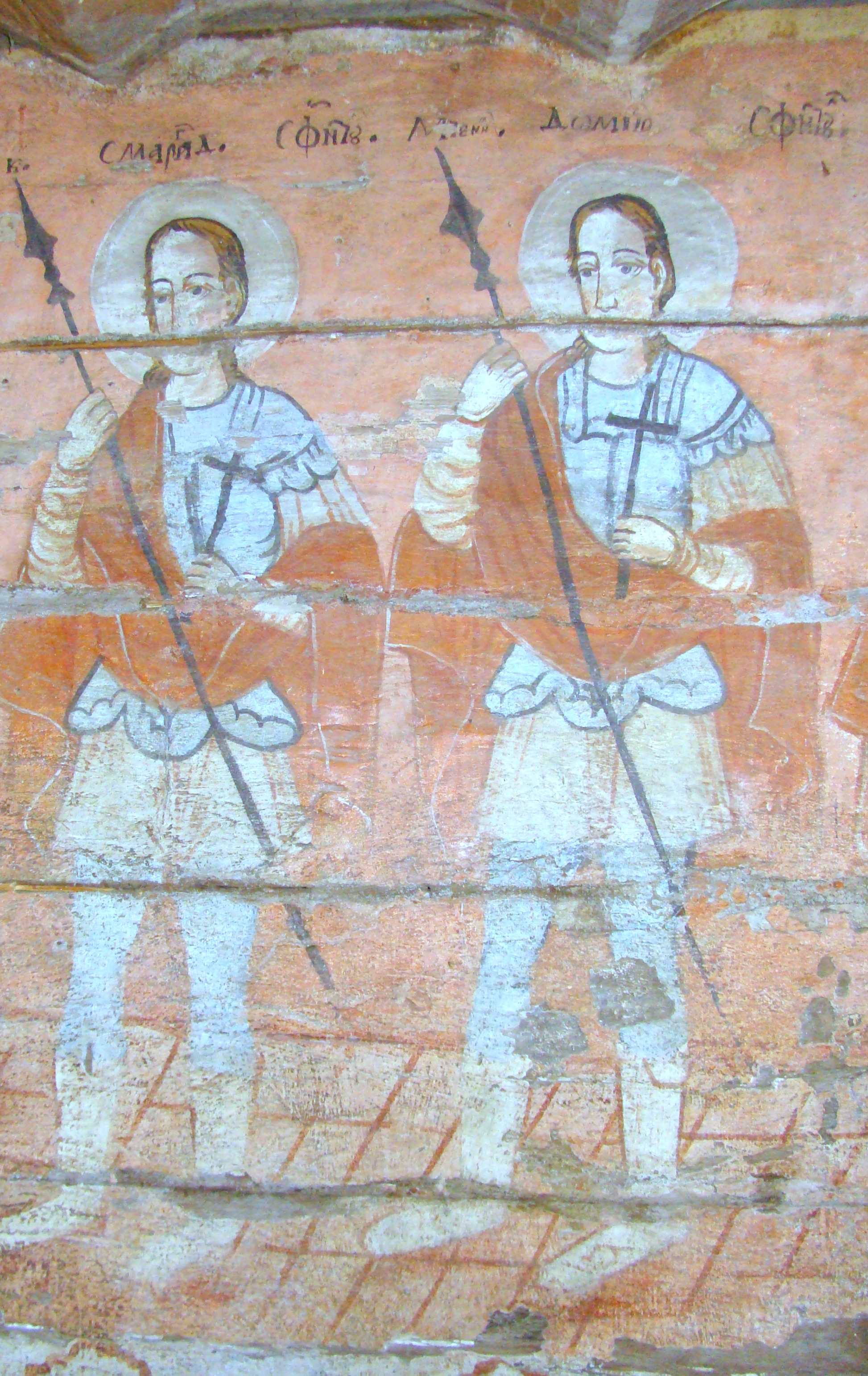
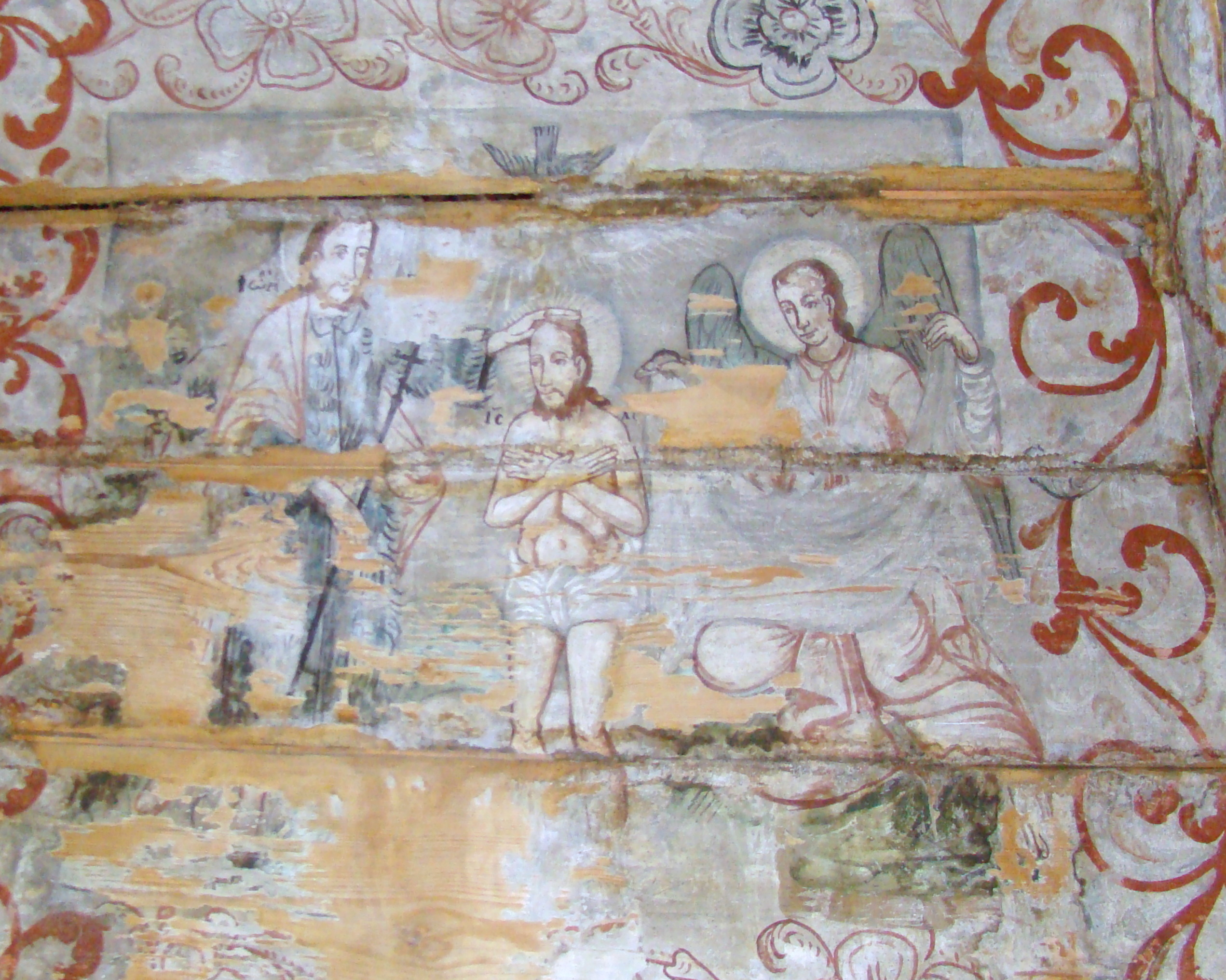
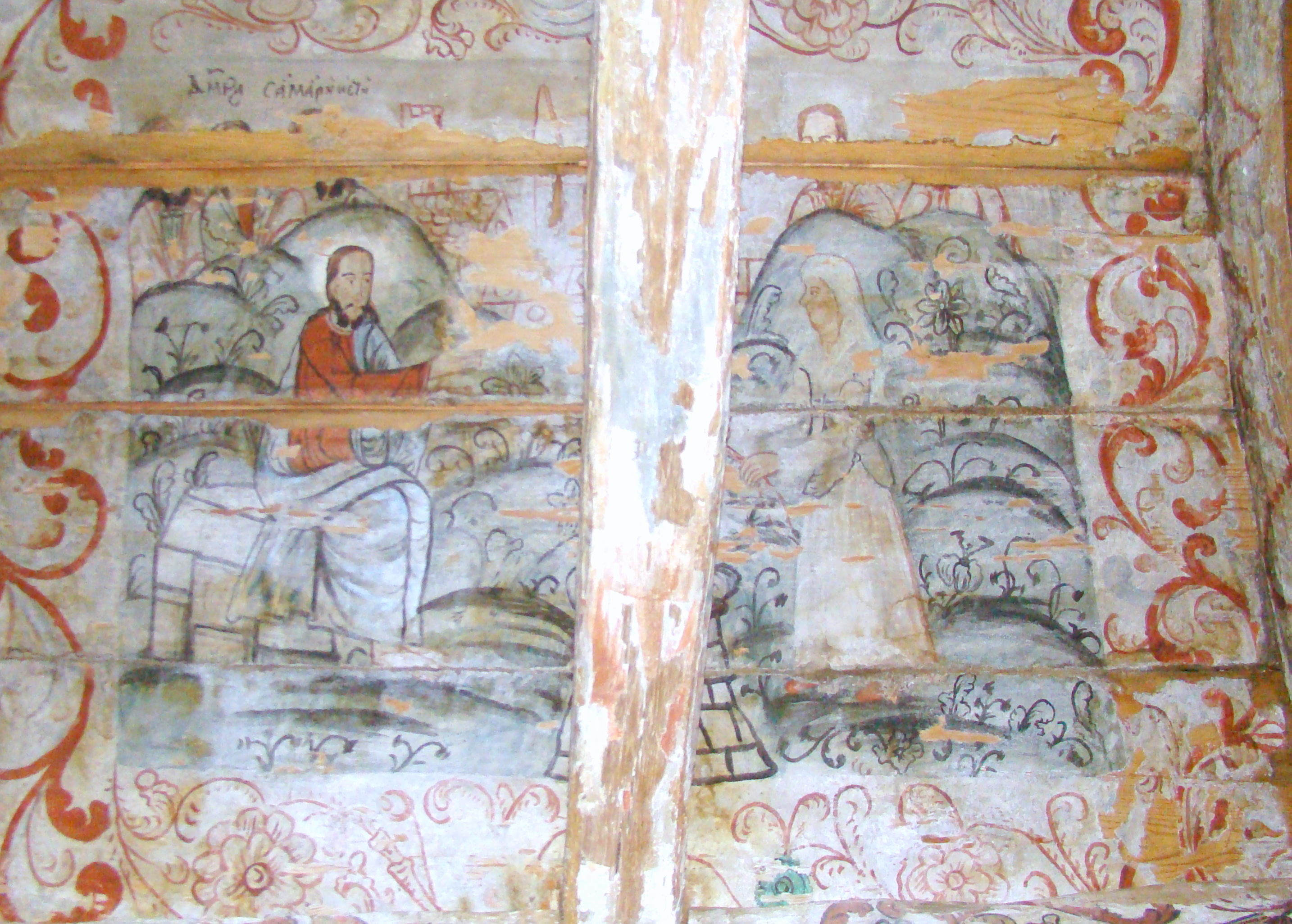
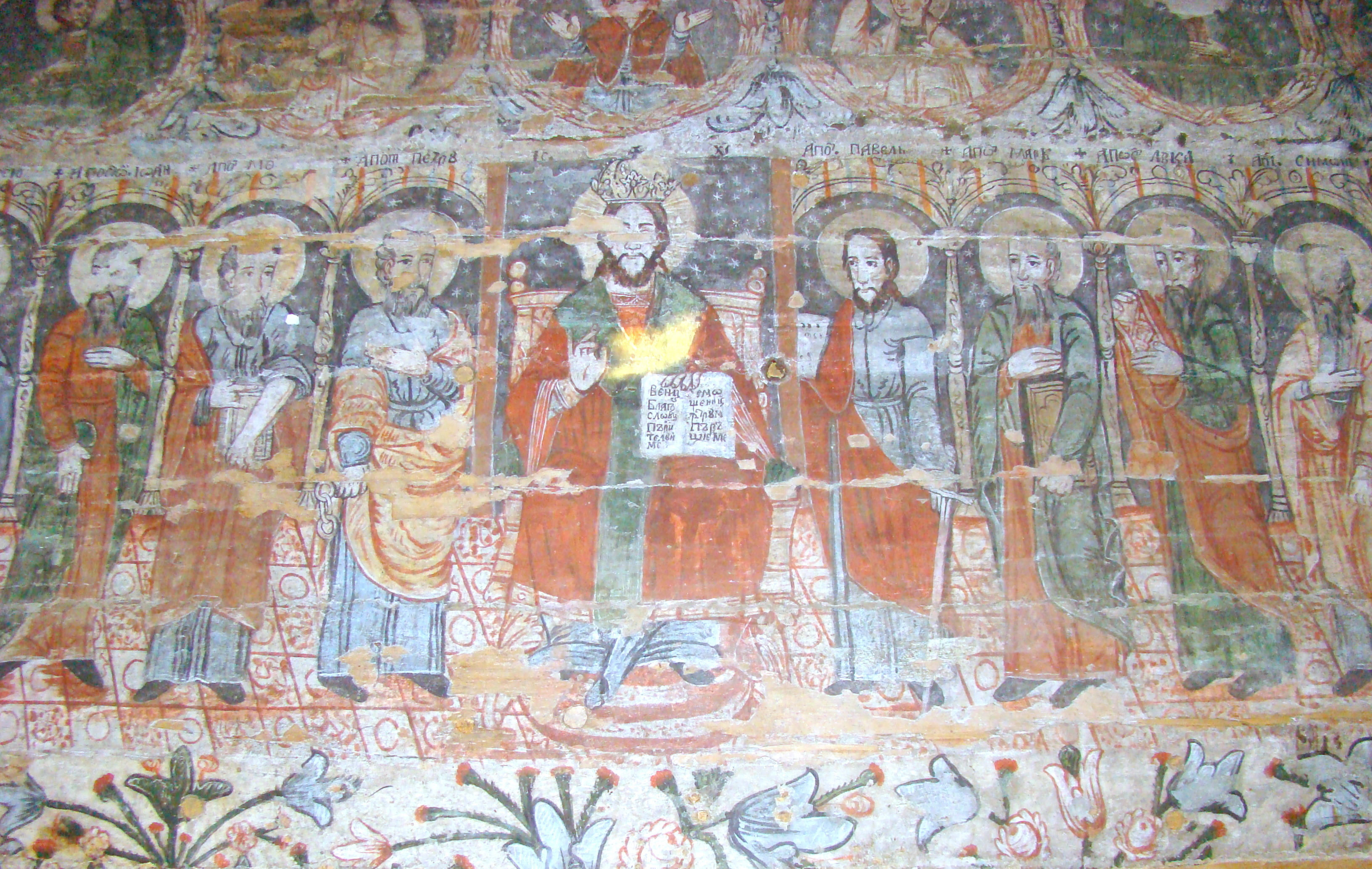
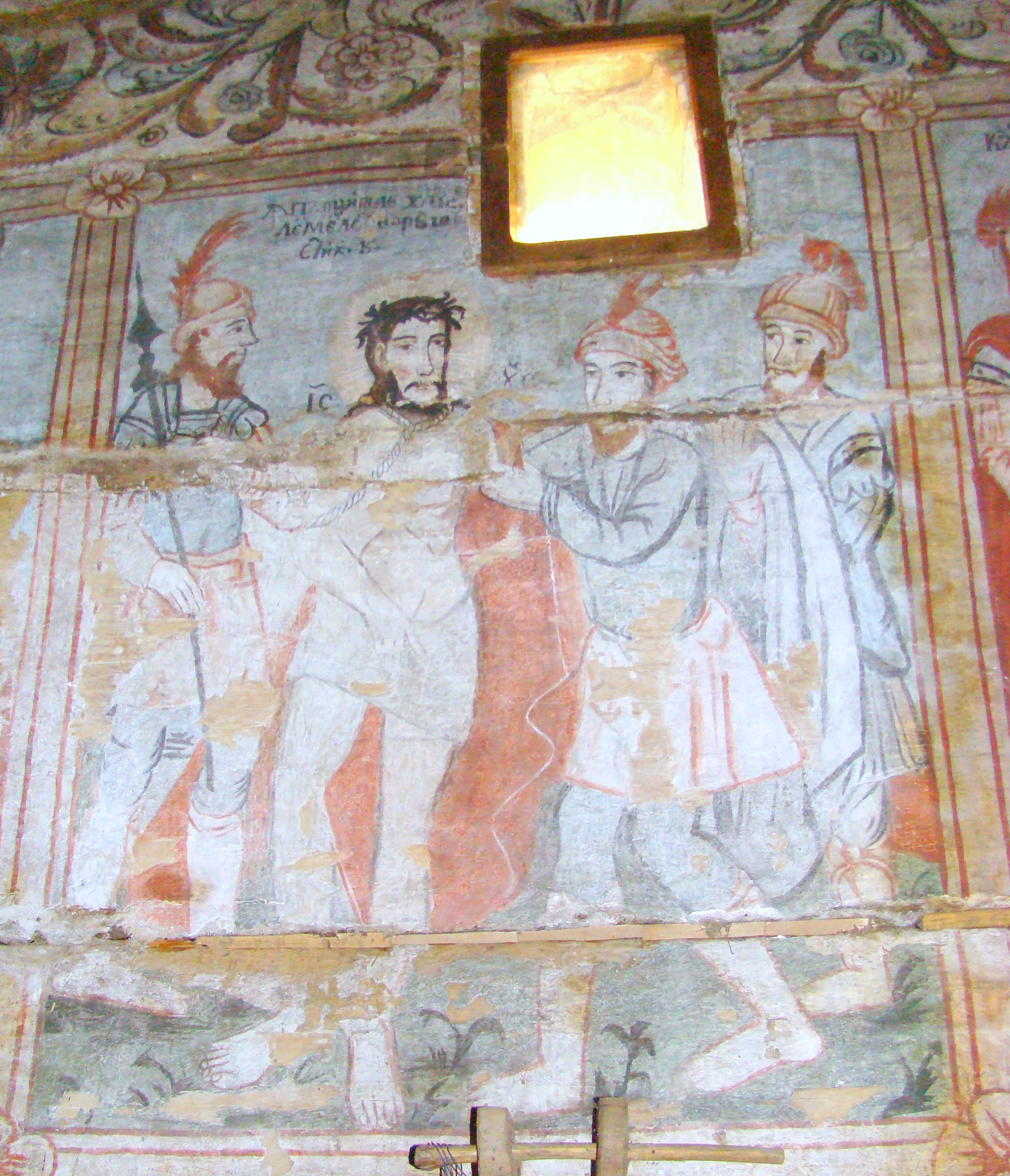
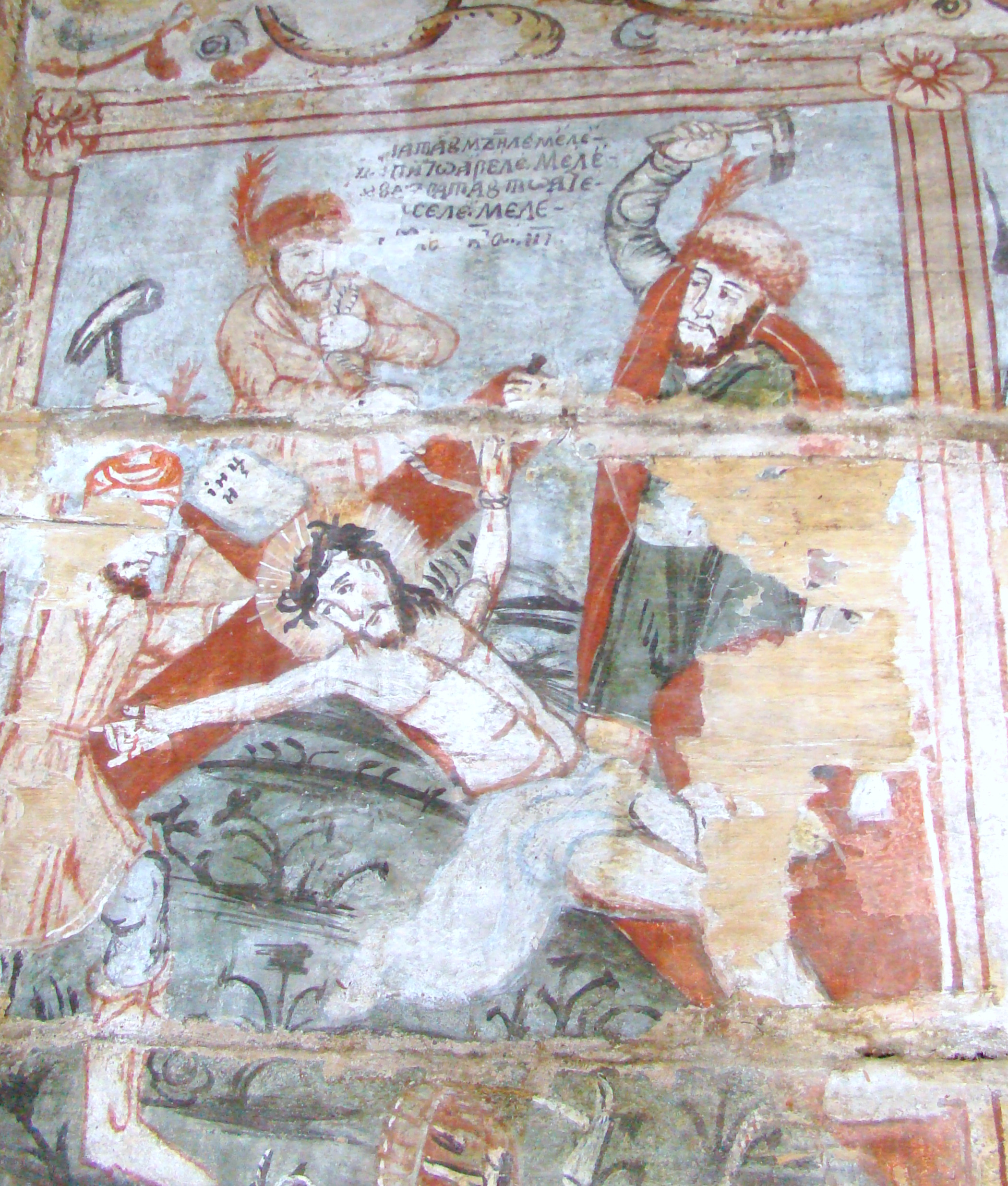
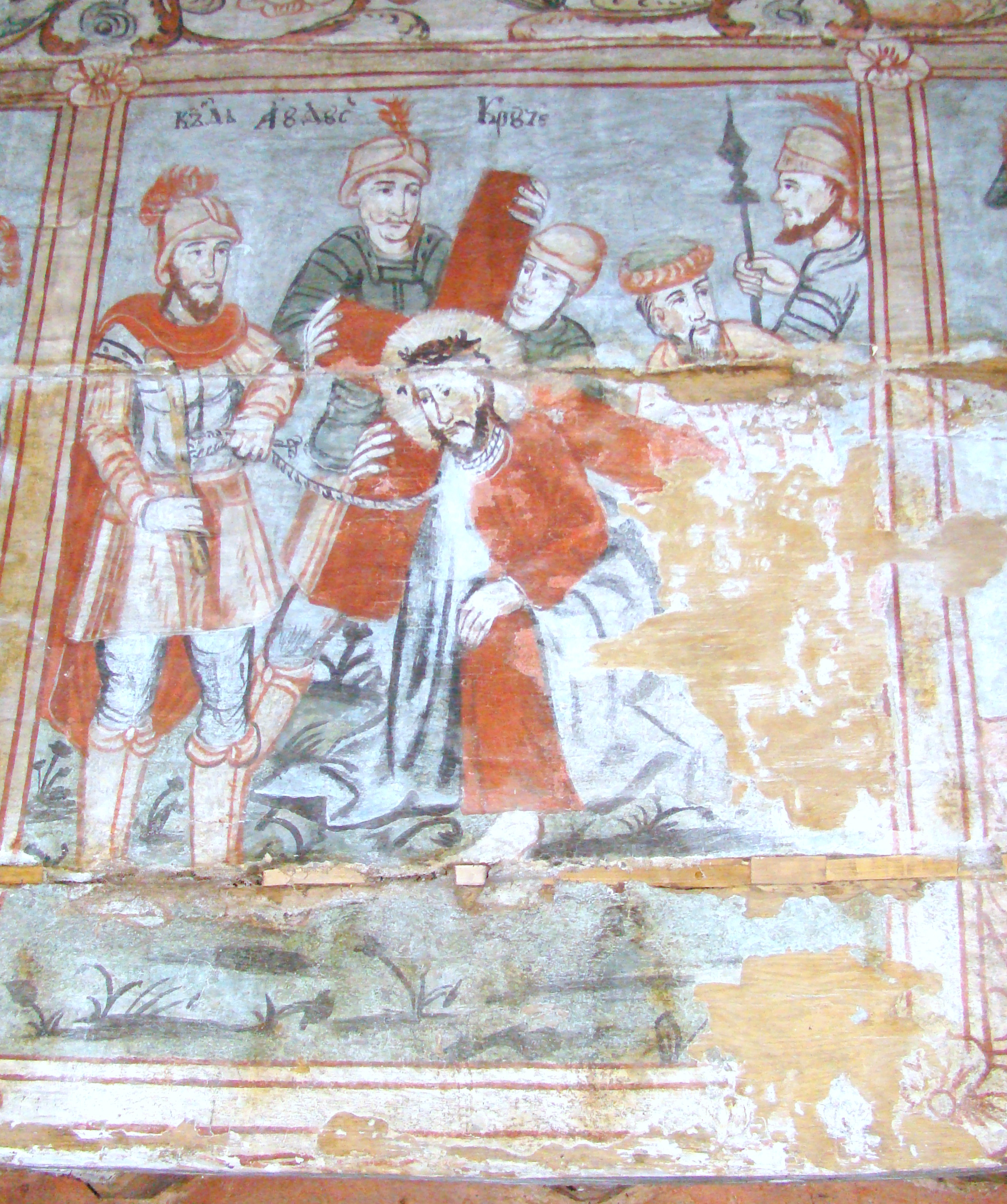
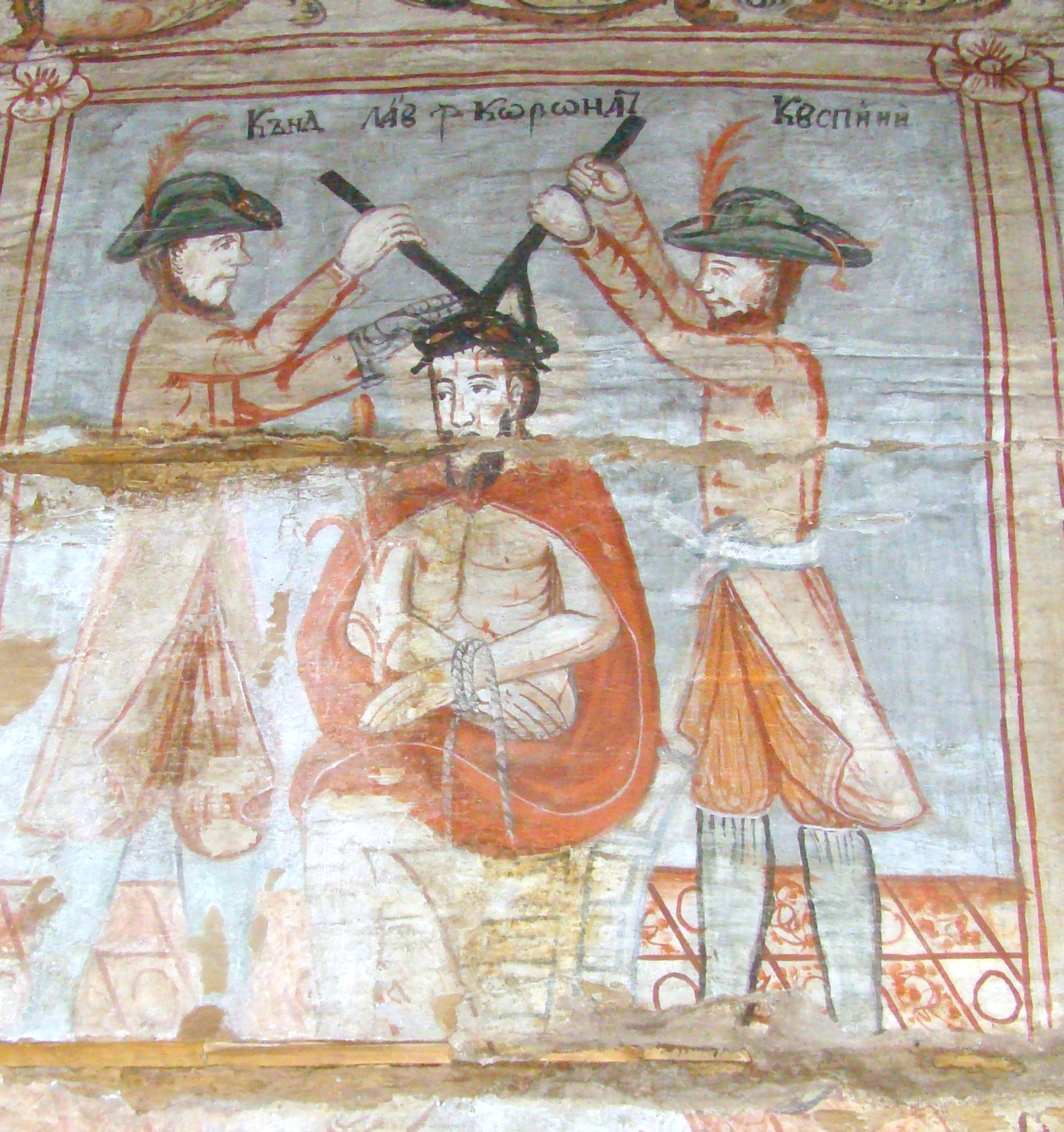
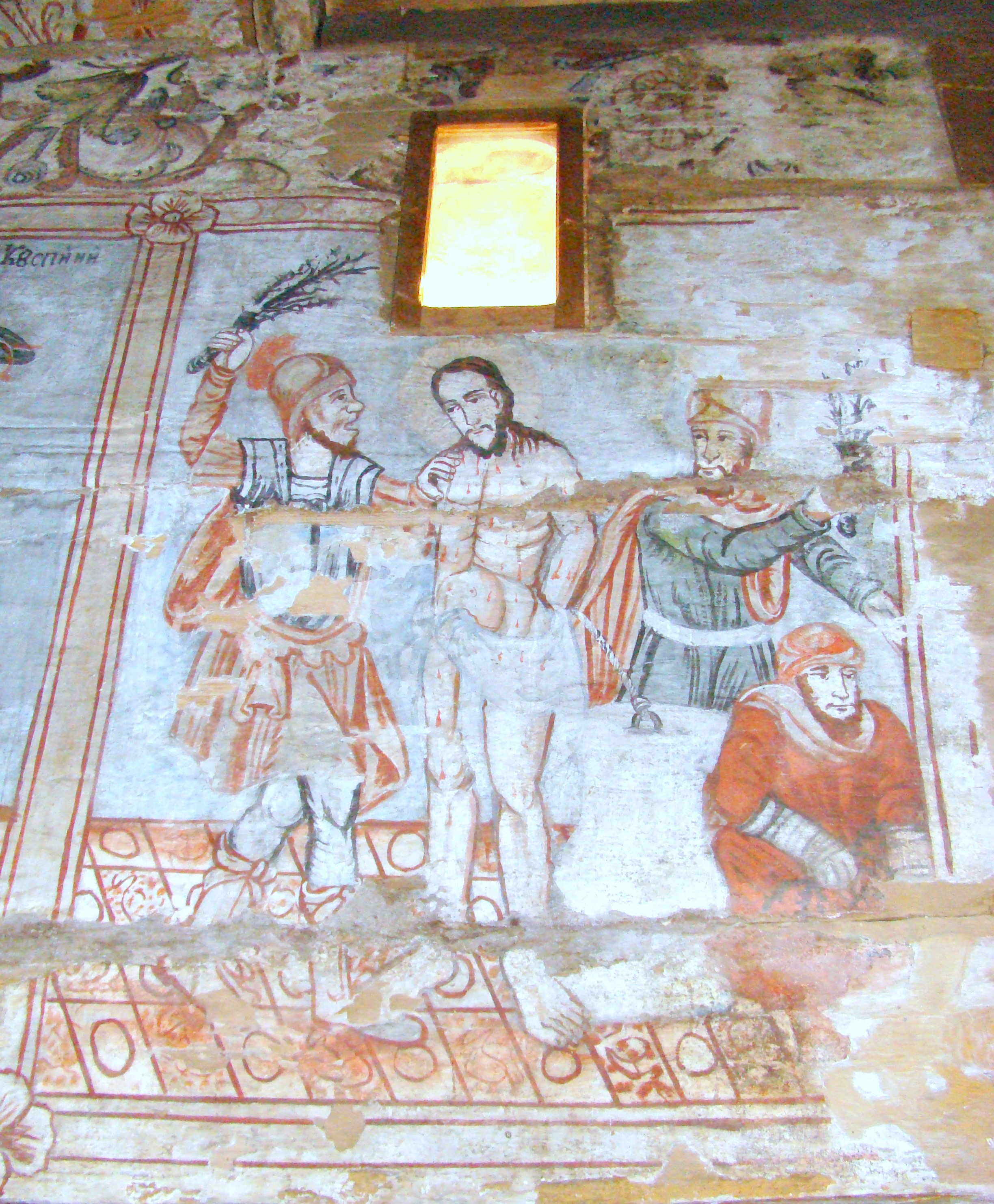
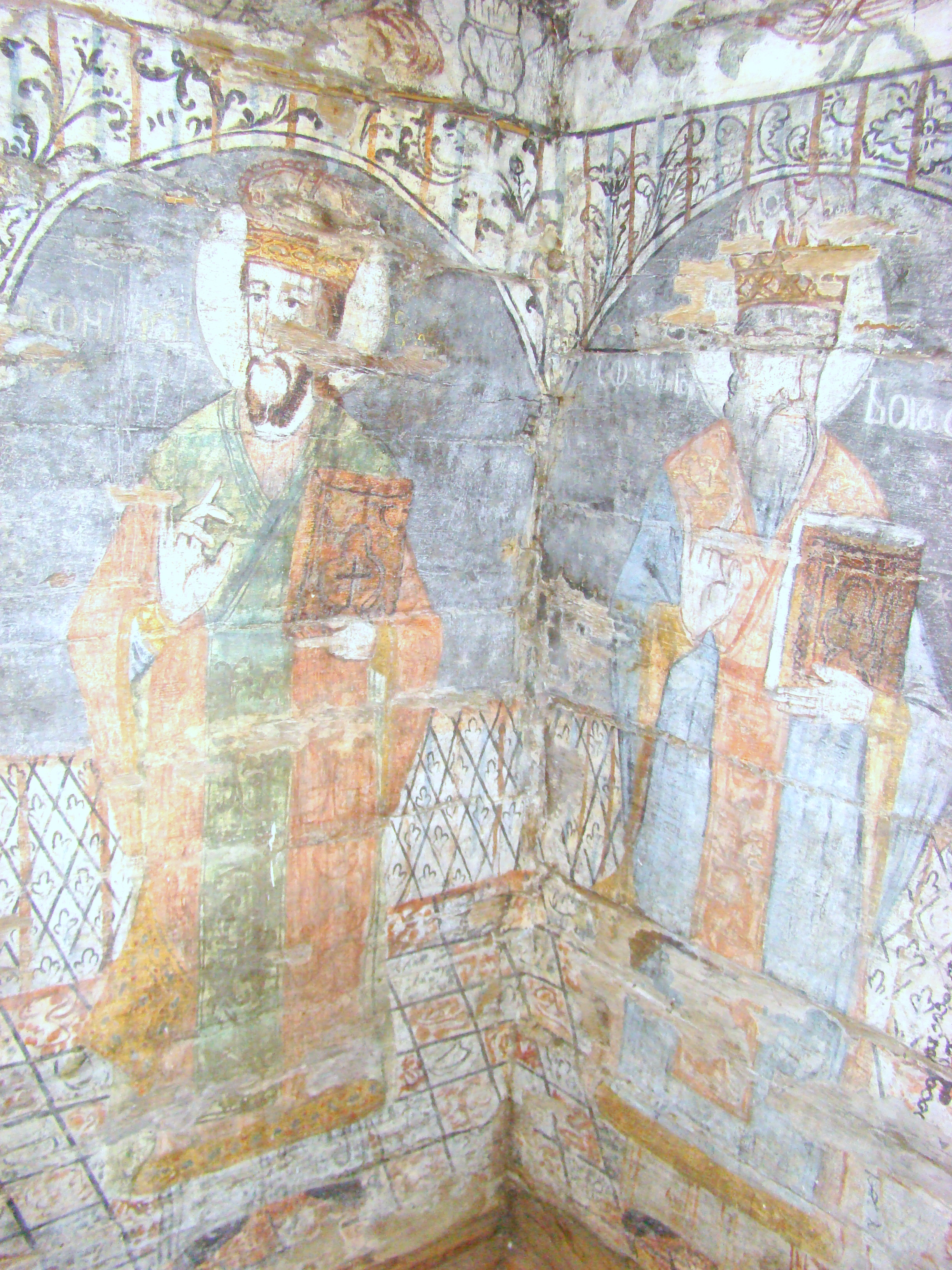
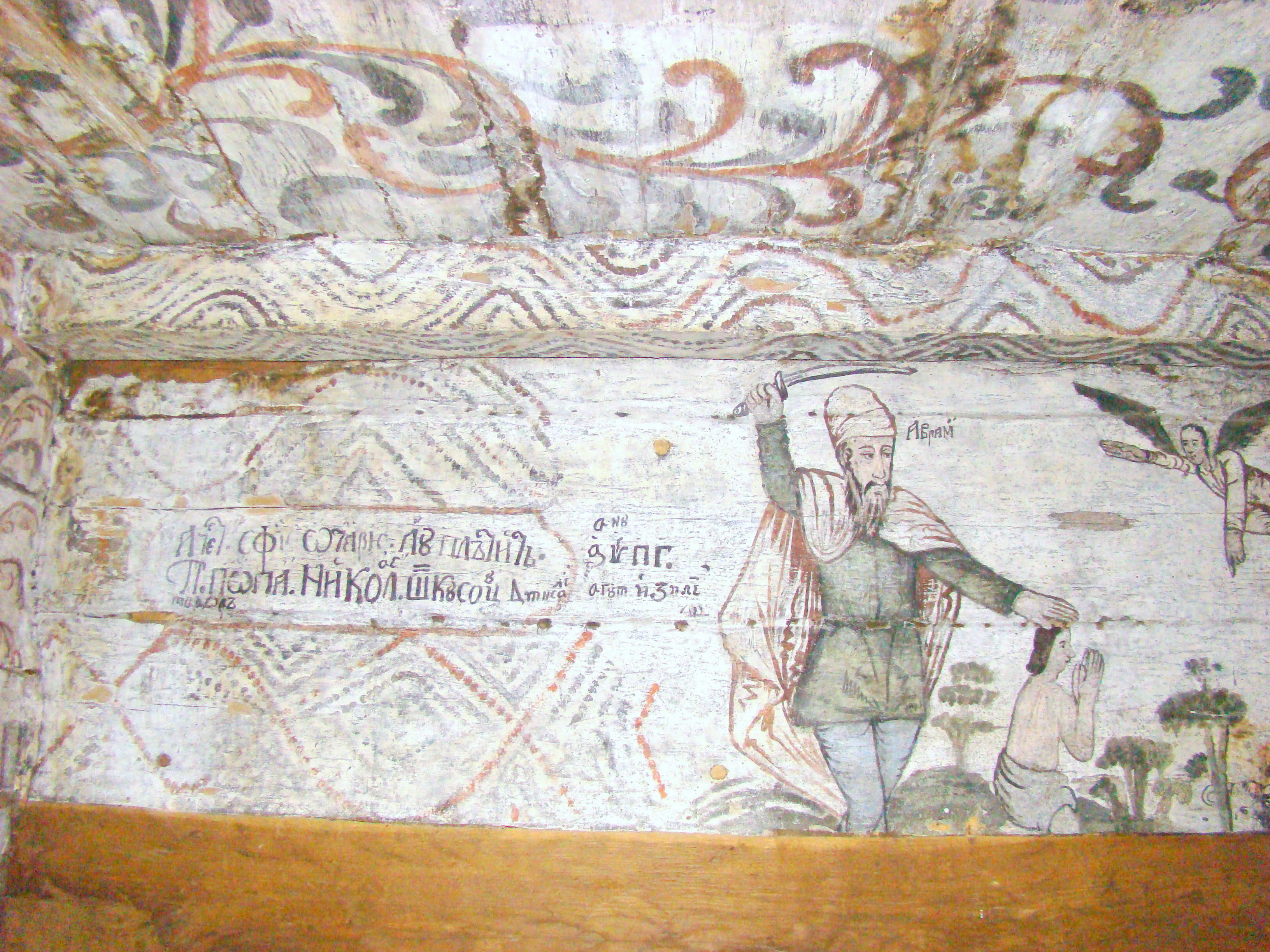
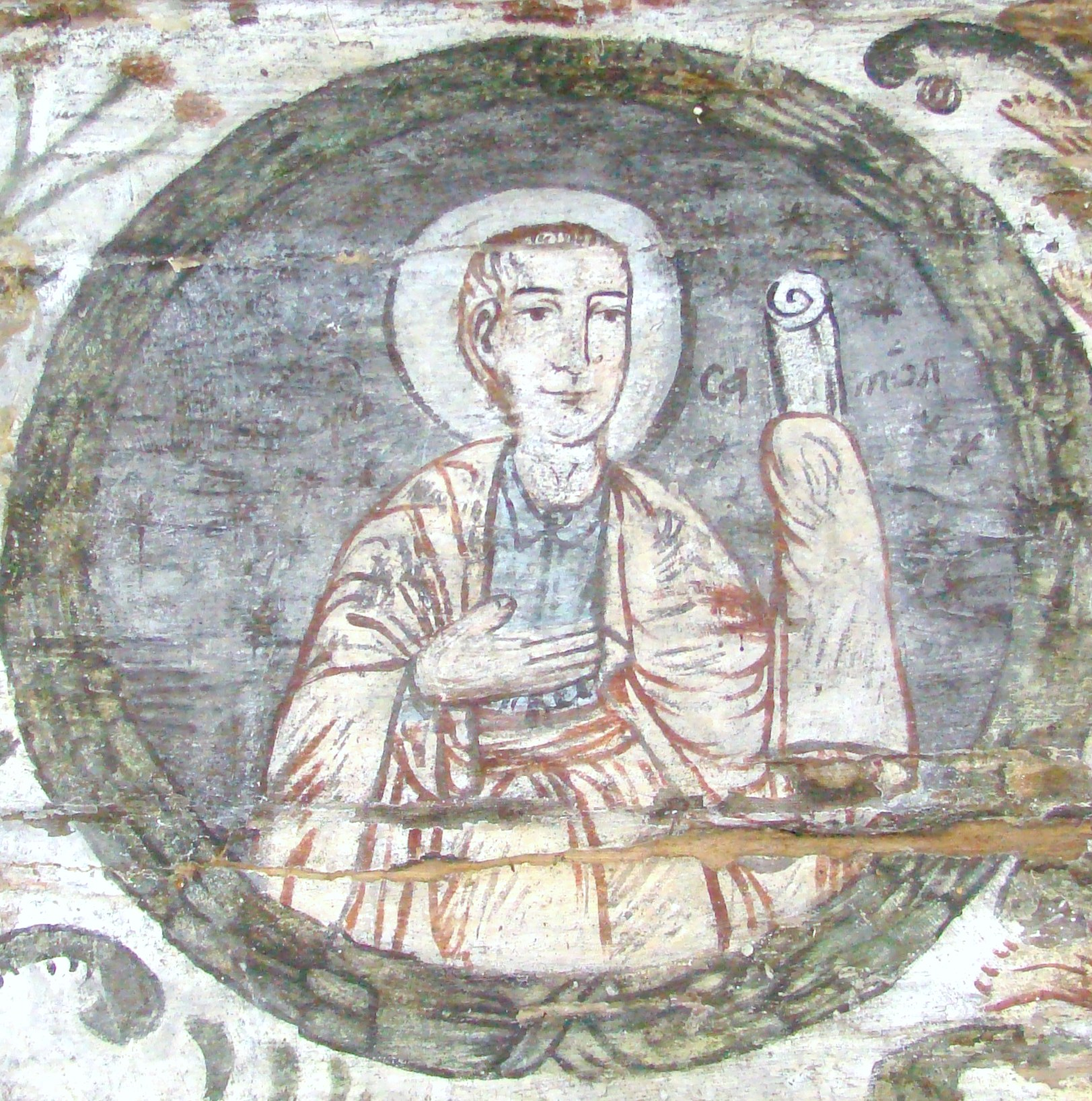
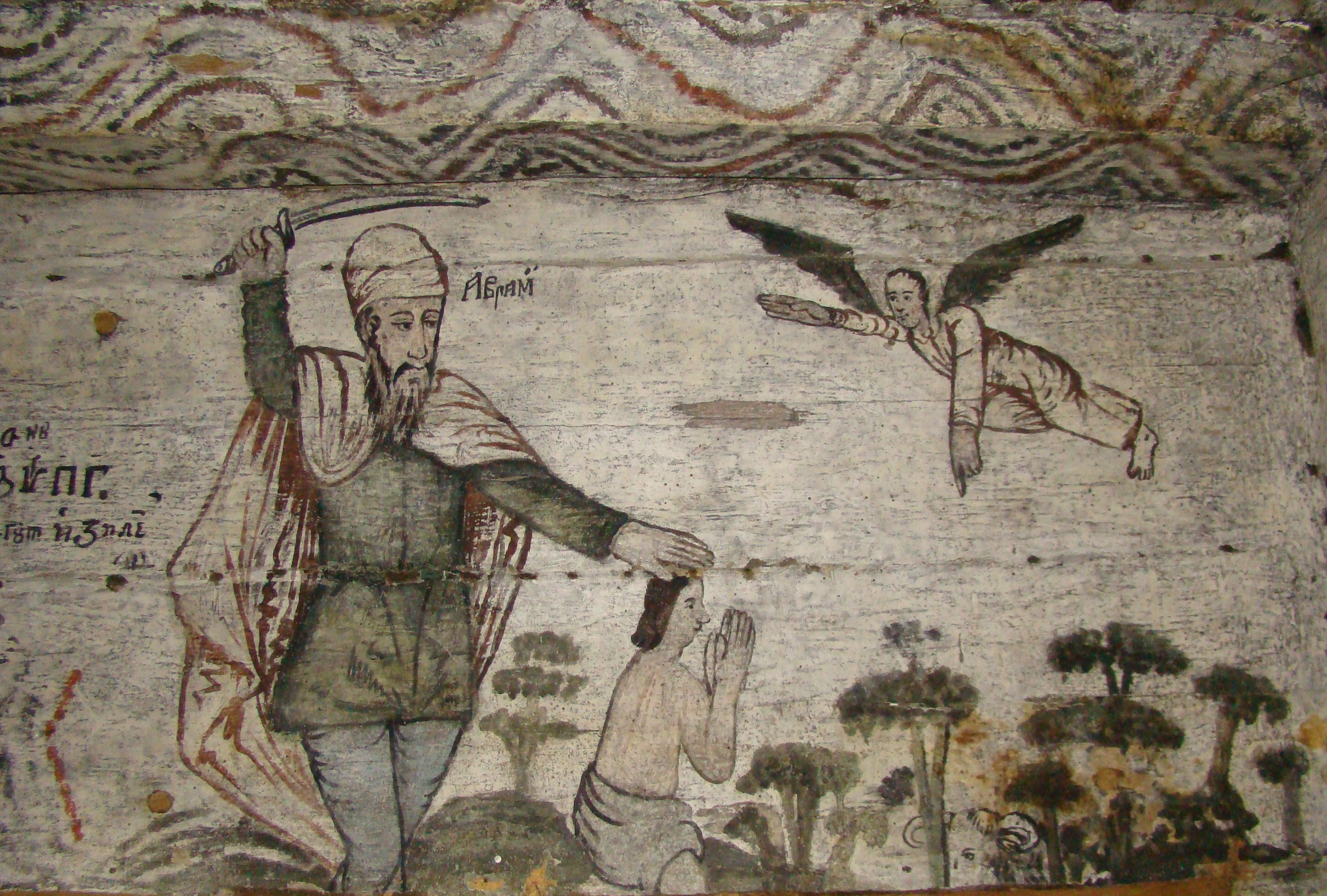
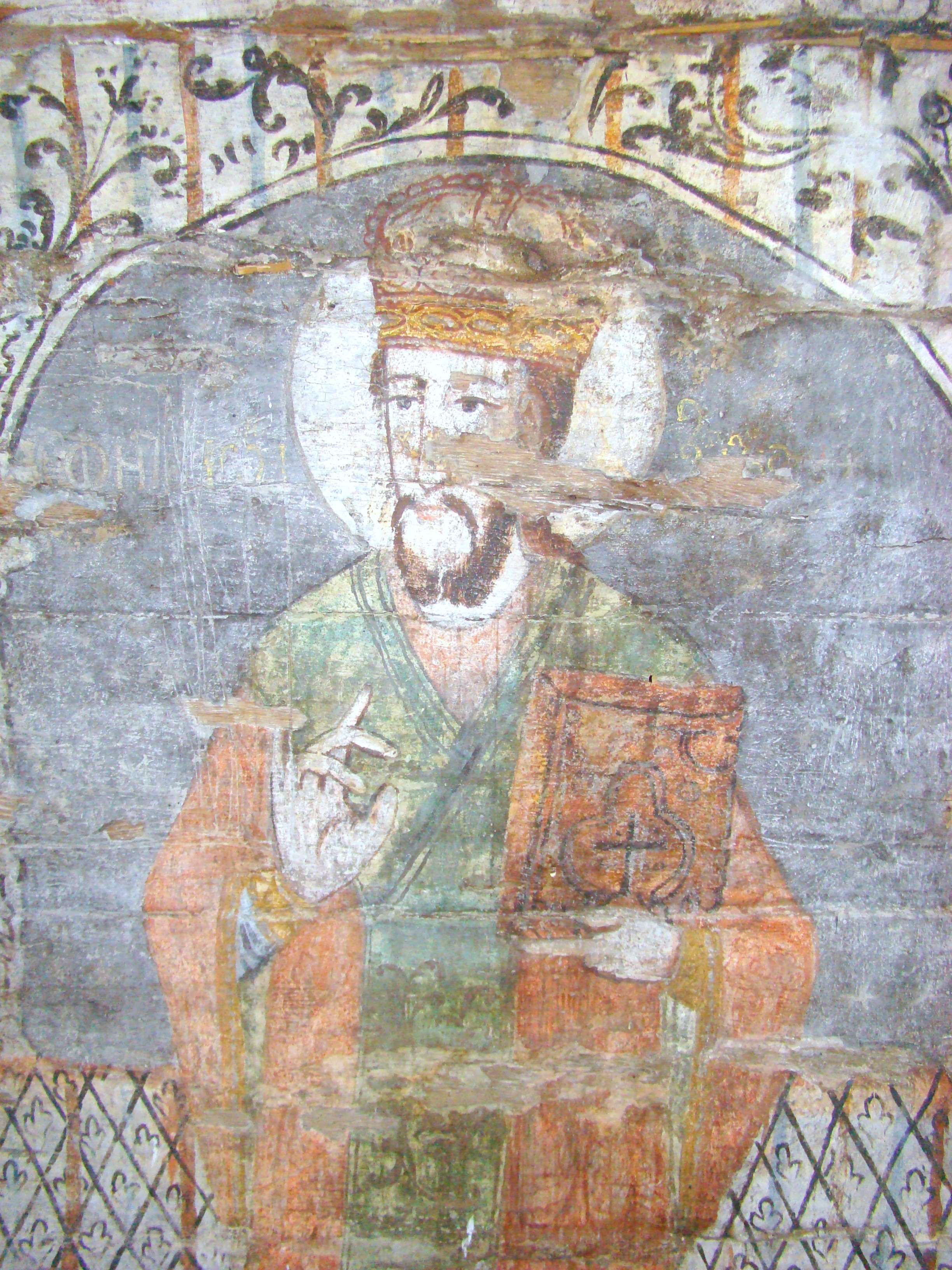
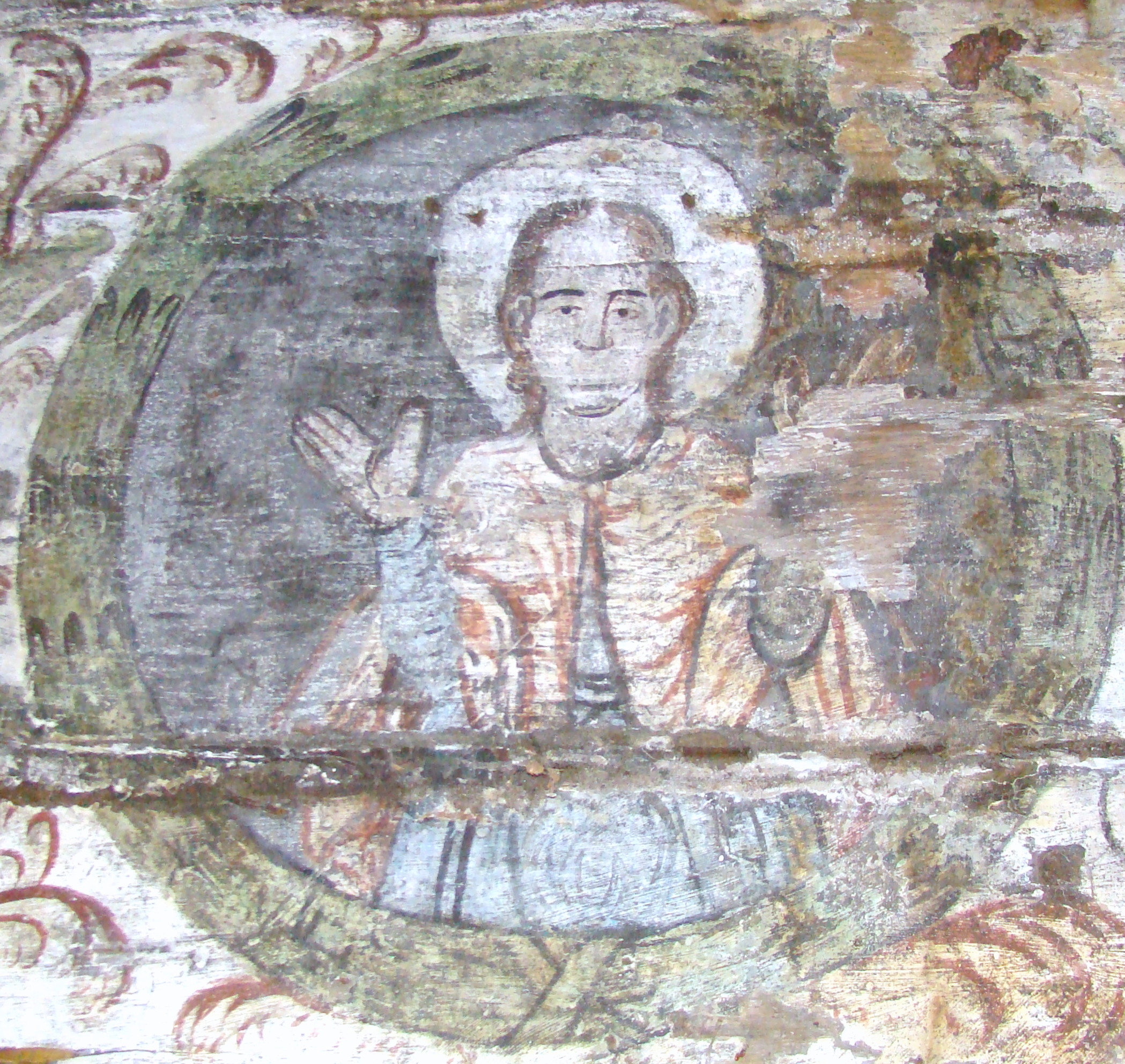
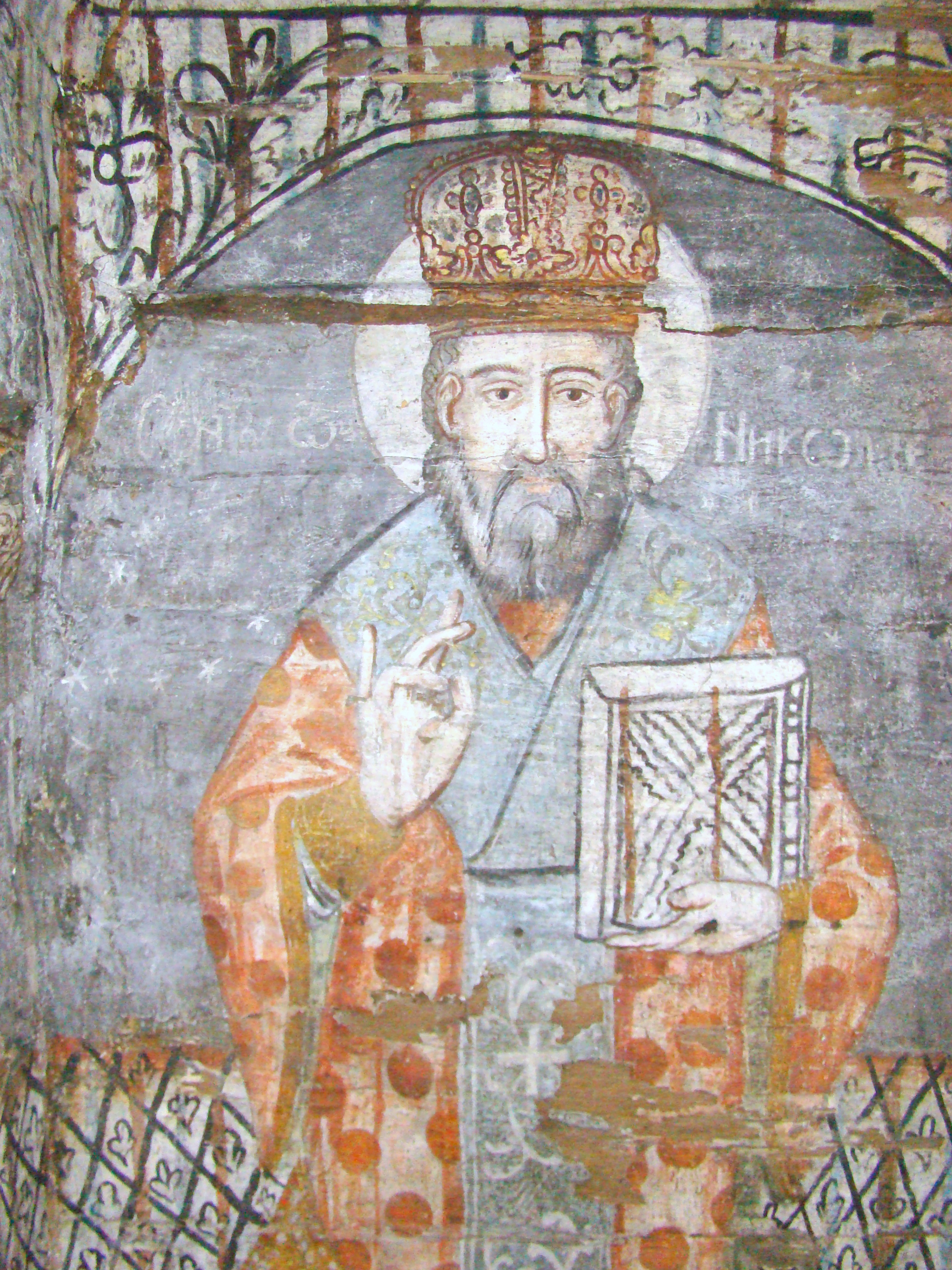
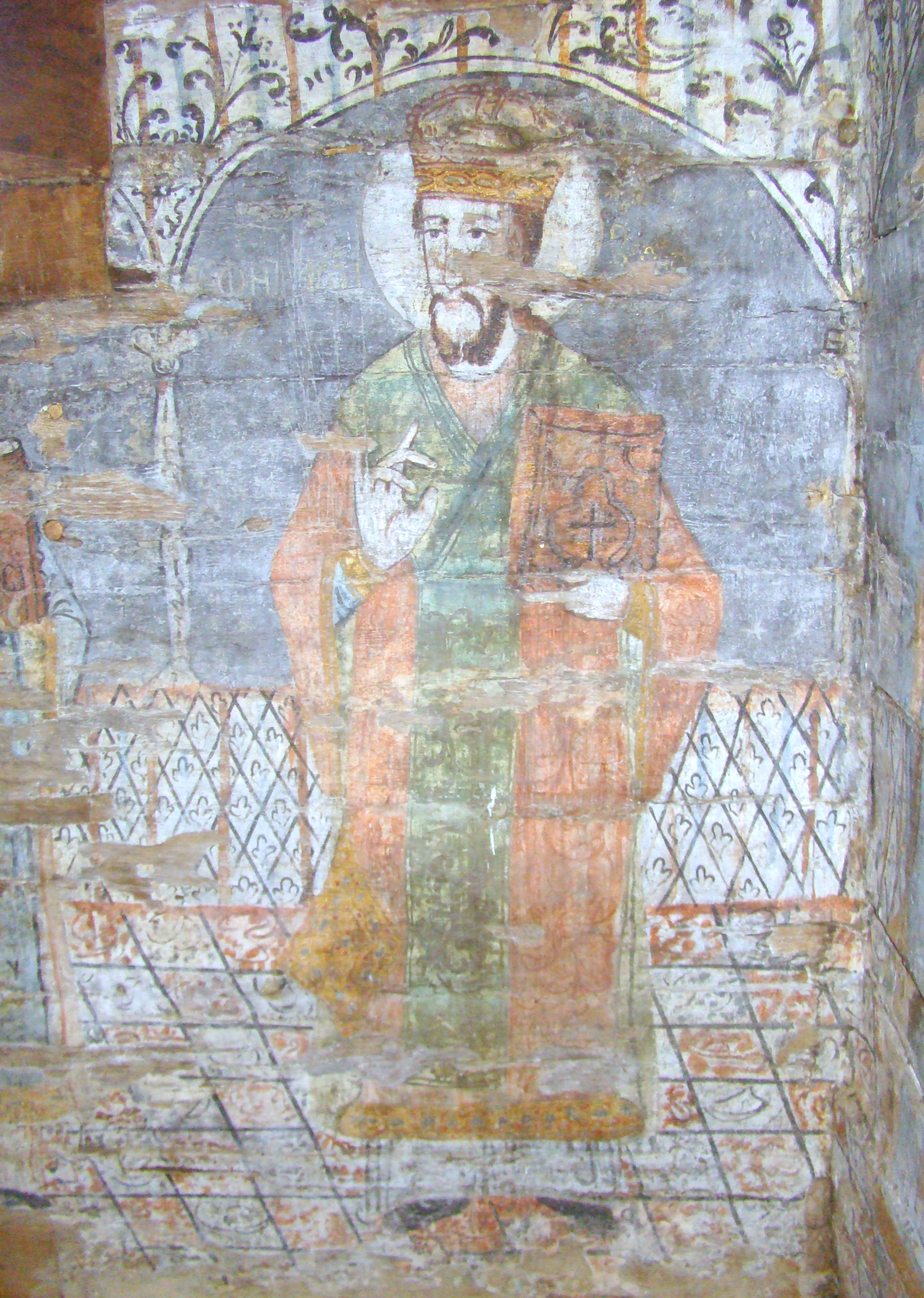
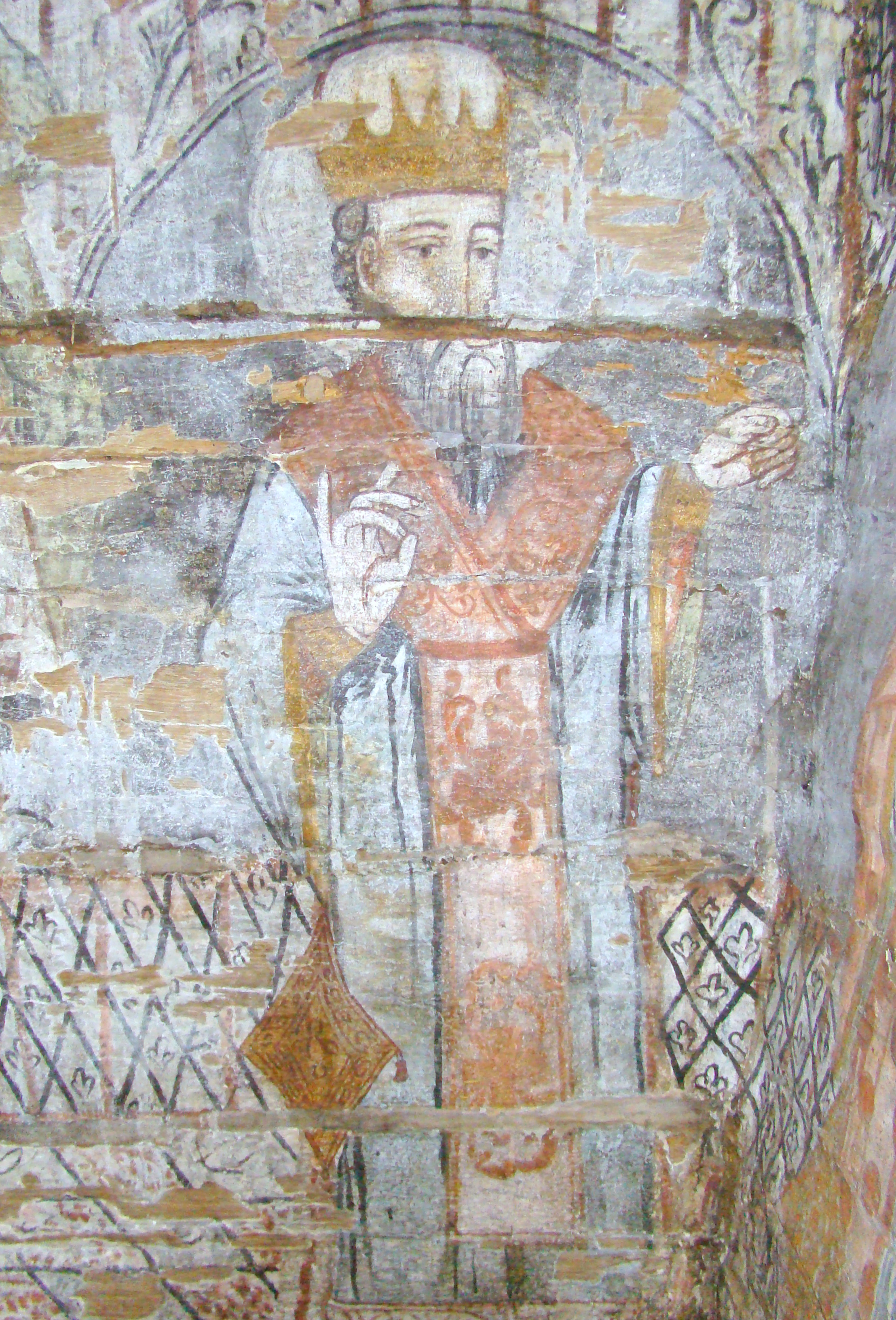
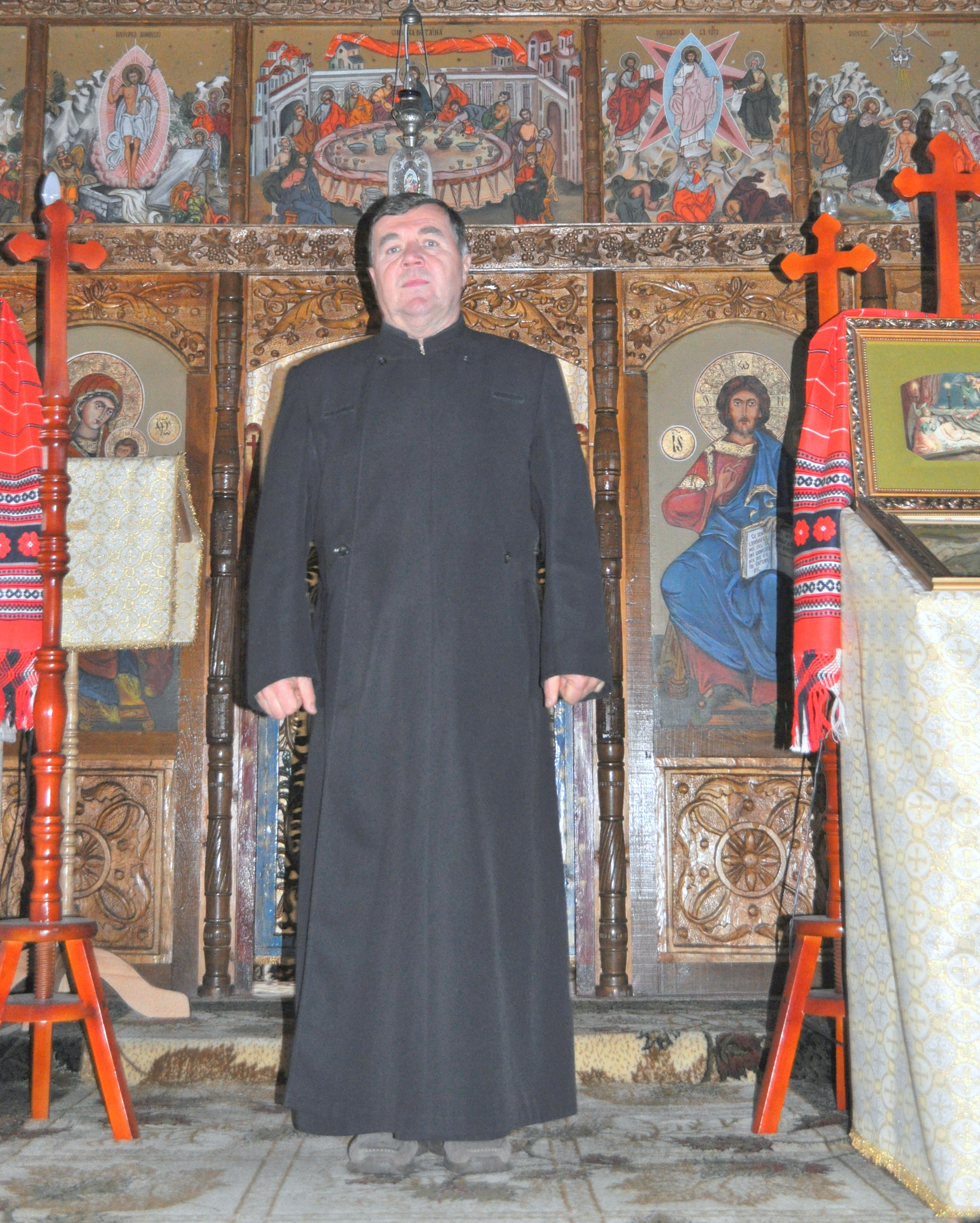

## Istoric și trăsături
Satul Racâș se întinde de-a lungul văii Almașului, iar biserica de lemn face parte dintr-o salbă de asemenea lăcașuri, cum ar fi Baica, Sânpetru Almașului, Sânmihaiu Almașului, Bălan, Borza, Var.
Data edificării sale este incertă, dar in orice caz exista la mijlocul secolului al XVIII-lea. O cercetare bazată pe aplicarea metodei dendrocronologice, aduce informația că o parte a construcției, respectiv corpul principal (“butea”) ar data de la mijlocul secolului al XVI-lea (1558). Oricum, înfățișarea bisericii este deosebită față de toate  celelalte, prezentând o poală de acoperiș, care acoperă târnațul de pe latura de sud, se oprește în dreptul absidei și se desfășoară și pe fațadele de nord-vest. O asemenea conformație a acoperișului se întâlnește la biserica din Domin, pe valea Someșului. Absida pătrată decroșată este acoperită cu un tavan de fel ca pronaosul, naosul având o boltă semicilindrică cu nașterea pe grinzi longitudinale, așezate în consolă pe pereții din bârne de stejar.
Prispa este un volum de accent, cu cinci stâlpi ciopliți simplu, cu fusul subțiat către mijloc și înterupt de o brățară rotunjită. Capetele stâlpilor au fost doar cioplite dreptunghiular, păstrându-se aproape de grosimea trunchiului de stejar folosit. Asemenea model de stâlp apare în pictura  unora dintre biserici. Fixarea stâlpilor în cosoroabă s-a realizat după un sistem de început, mai vechi, fără a contura o arcadă. Acest detaliu, ca și cel al deschiderii modeste a globurilor de uși, ferestre, face parte din trăsăturile arhaice ale bisericii și pledează  pentru vechimea ei, cu întoarcere spre secolele XVI – XVII.
Între anii 2000 – 2002, biserica este supusă unui proces de restaurare. Ea nu mai fusese folosită de mulți ani. În afară de substrucția deficitară, o parte a bolții, ca și timpanul vestic nu mai existau, iar piese  importante din pereți și turn erau degradate într-o proporție majoră, așa încât înlocuirea lor nu putea fi evitată. Restaurarea picturii a adus mari beneficii definirii valorilor culturale ale acestui ansamblu.

## Pictura bisericii
Nu există nicăieri în biserică, o inscripție care să aducă numele celui care a trudit la podoaba zugrăvită. În altar, pe peretele ce-l desparte de naos, se poate citi o însemnare zugrăvită cu negru, referitoare la pictura din acel loc: “Acest sfânt oltari au plătit popa Nicolae și cu soția dumnealui Tudora, anu 1783 august 8 zile.” În acest spațiu al bisericii pictura s-a păstrat în bună măsură și prin comparație cu ceea ce există în naos și foarte redus in pronaos, se poate crede că zugrav a fost Ioan Pop din Unguraș, același care a pictat la Borza, la Păușa, la Brusturi. De altfel, satul său de naștere era foarte aproape de Racâș.
În absida altarului de află friza Ierarhilor plasată pe pereții de sud-est, iar scena Nașterii lui Isus, pe peretele de nord. Suprafața destinată nu era mare, dar compoziția cuprinde toate personajele și ipostazele recomandate de erminie. Maica Domnului se află în centrul imaginii, ținând pruncul pe un scutec și este înconjurată de Iosif, regii, magi, păstori, iar desupra sunt îngerii si steaua ce-și trimite razele lungi. O scenă complex realizată, cu economie de mijloace în desen și culoare. În schimb, Ierarhii și Proorocii, înfățișați în arcade primii și in medalioane rotunde, ceilalți, arată toate însemnele, cu detalii de modelare a figurilor, mâinilor, veșmintelor. Tavanul este decorat cu un motiv vegetal bogat, care închide Sfânta Troiță în centru. Ansamblul pictural al absidei se completează pe peretele vestic, deasupra golurilor de uși, cu scena Jertfei lui Isaac, zugrăvită de asemenea cu puțină culoare și mult desen.
Naosul desfășoară spațiul cel mai generos pentru decorul mural. Bolta cuprinde în ax o compoziție decorativă, pe Isus Pantocrator, imaginea celor 4 vânturi, pe care le păzesc îngerii, după care se succed pe poalele bolții, scene din viața lui Isus și din Patimi: Botezul, Rugăciunea lui Isus, Samariteanca la fântână, Spălarea picioarelor ucenicilor săi, Cina cea de Taină. O parte din pictura bolții a fost distrusă, iar partea spre pronaos, dispărută. Pereții de nord si sud prezintă mucenicii, într-un ritm vertical al siluetelor tăiat de cel pe diagonală al sulițelor. Figurile prelungite pe care zugravul le-a creat ca model al său arată un desen ferm al componentelor feței, fără distorsuni. Cu aceeași grijă sunt desenate mâinile și părți ce compun costumul militar specific. Uniformitatea nu a putut fi evitată, toți sunt la fel.
Pronaosul orb, fără ferestruicile tăiate în bârnele navei și altarului, a păstrat fragmente din ilustrarea Parabolei fecioarelor cuminți si nebune. Fetele cuminți sunt subtituite de mironosițe și în consecință au caracteristicile lor de înfățișare. Diferența între cele două grupuri este făcută prin îmbrăcăminte, atitudine, poziția candelelor. Mironosițele au un costum colorat, sunt acoperite și au o ținută oarecum rigidă: celelate au fost reprezentate printr-un desen simplu, în ocru, neacoperite, cu părul desfăcut, fără cruci în mâini, fără aureole. Gestica lor diferită însă, ca și desenul accentuat al rochiilor pe trup, relevă ușurința cu care zugravul a schimbat registrul de exprimare.
Pe peretele ce desparte nava de altar s-au pictat scenele specifice iconostasului. Acesta se desfășoară amplu, chiar dacă registrul icoanelor prăznicare nu există. În schimb, după imaginea Răstignirii, continuă friza de medalioane cu prooroci, iar sub ei – Apostolii. În scena plasată în partea cea mai de sus, perspectiva lineară a accentuat două rânduri ale schemei compoziționale: cetatea Ierusalimului cu bisericile sale, peste care se suprapune parțial ceea ce se întâmplă în față – cele trei răstigniri. Crucile și personajele intersectează pe vertical spațiul, obținându-se un efect de înălțare. Friza cu Apostoli a fost tratată cu atenție deosebită. Plasați între arcade desenate fin, cu ramuri decorative ce ies din colonete, apostolii exprimă mândria lor de ucenici și continuatori ai acțiunilor inițiate și practicate de învățătorul lor. Diferențiați prin vârstă și rol, acestea se exprimă prin atitudinea creată pentru fiecare, poziția mâinilor, cromatica mantiilor. Această friză sugerează eleganță, în primul rând la nivelul ideii și apoi la concretețea mijloacelor de expresie.

## Imagini din exterior

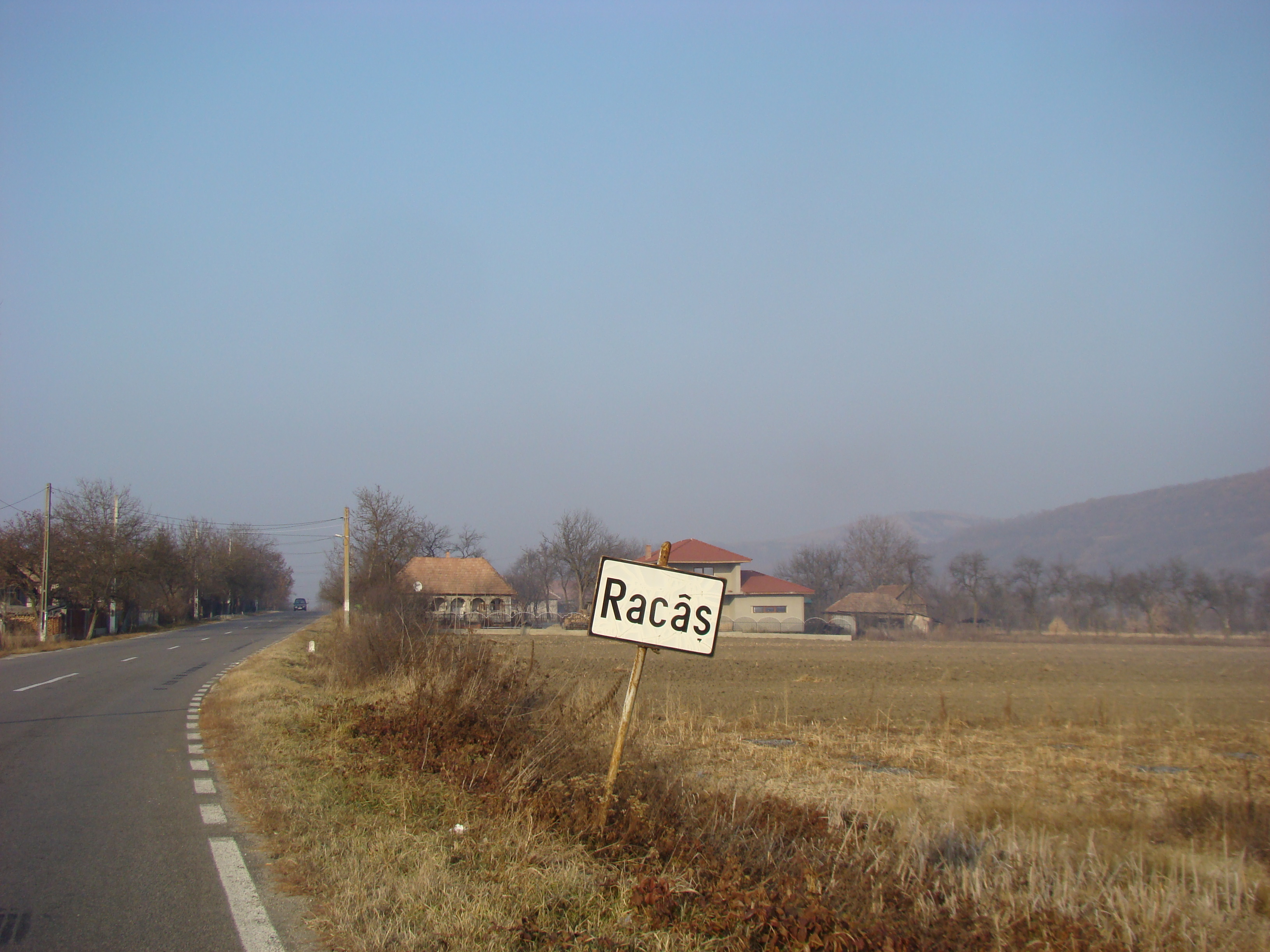
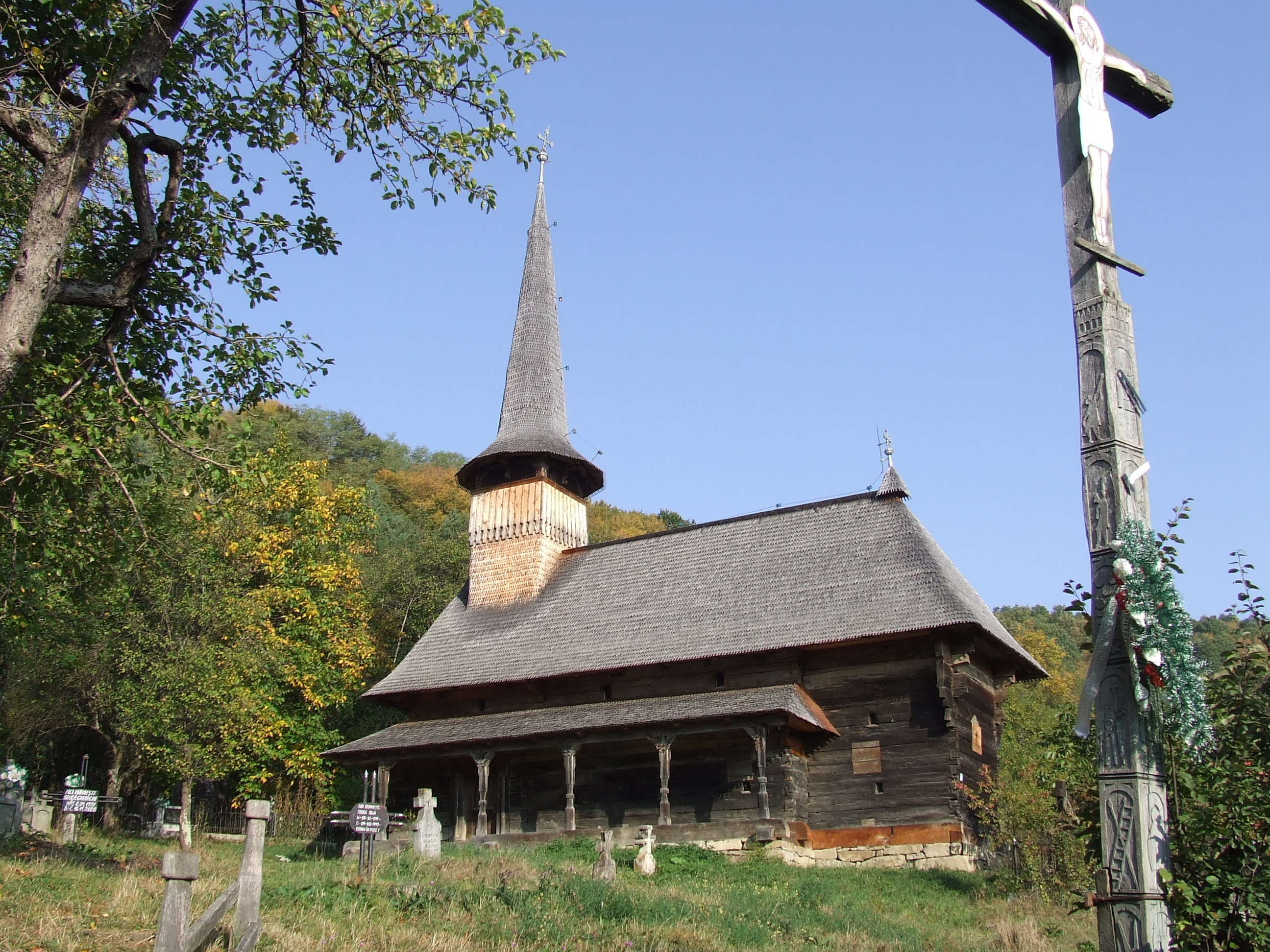
Vedere de ansamblu
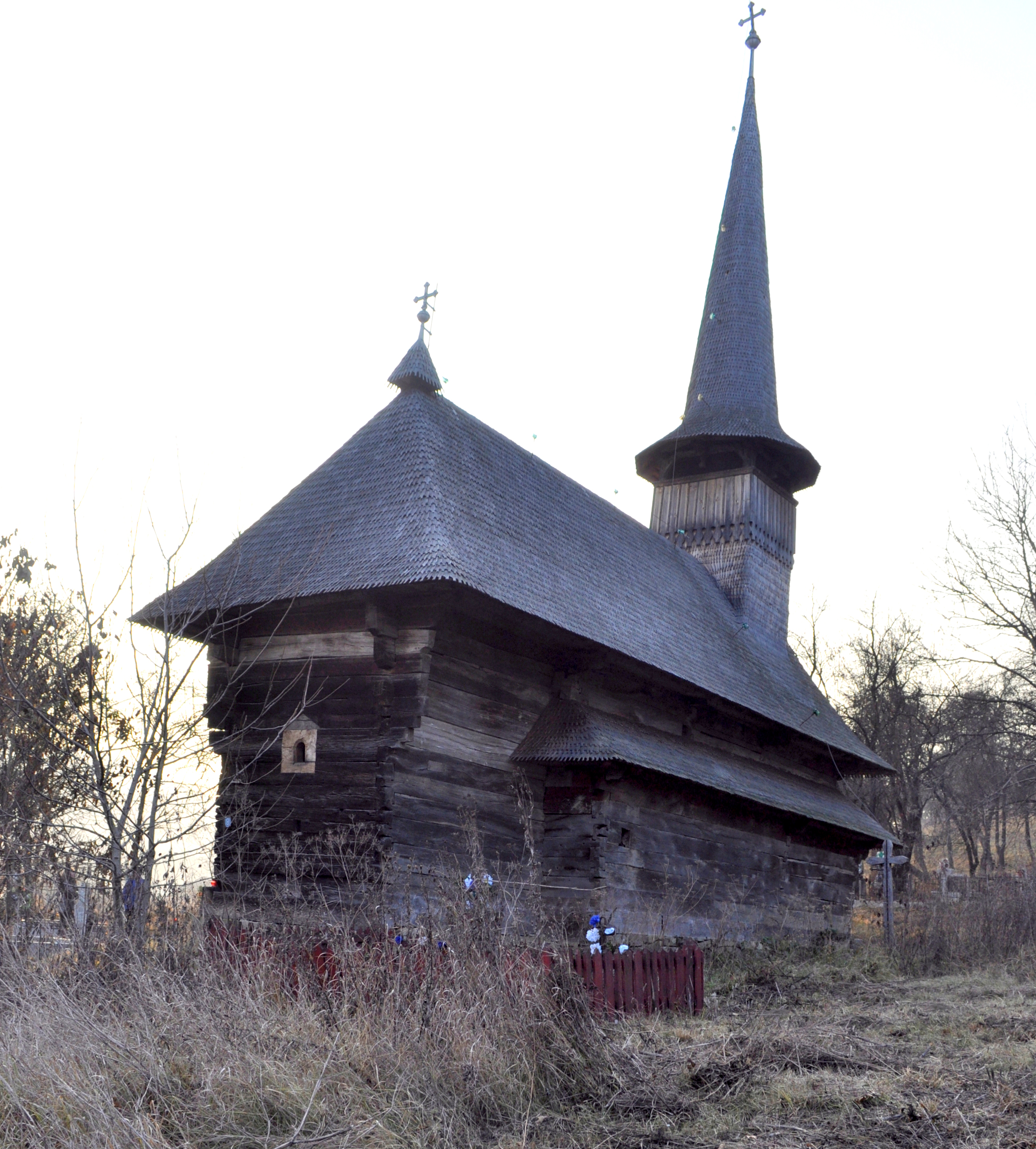
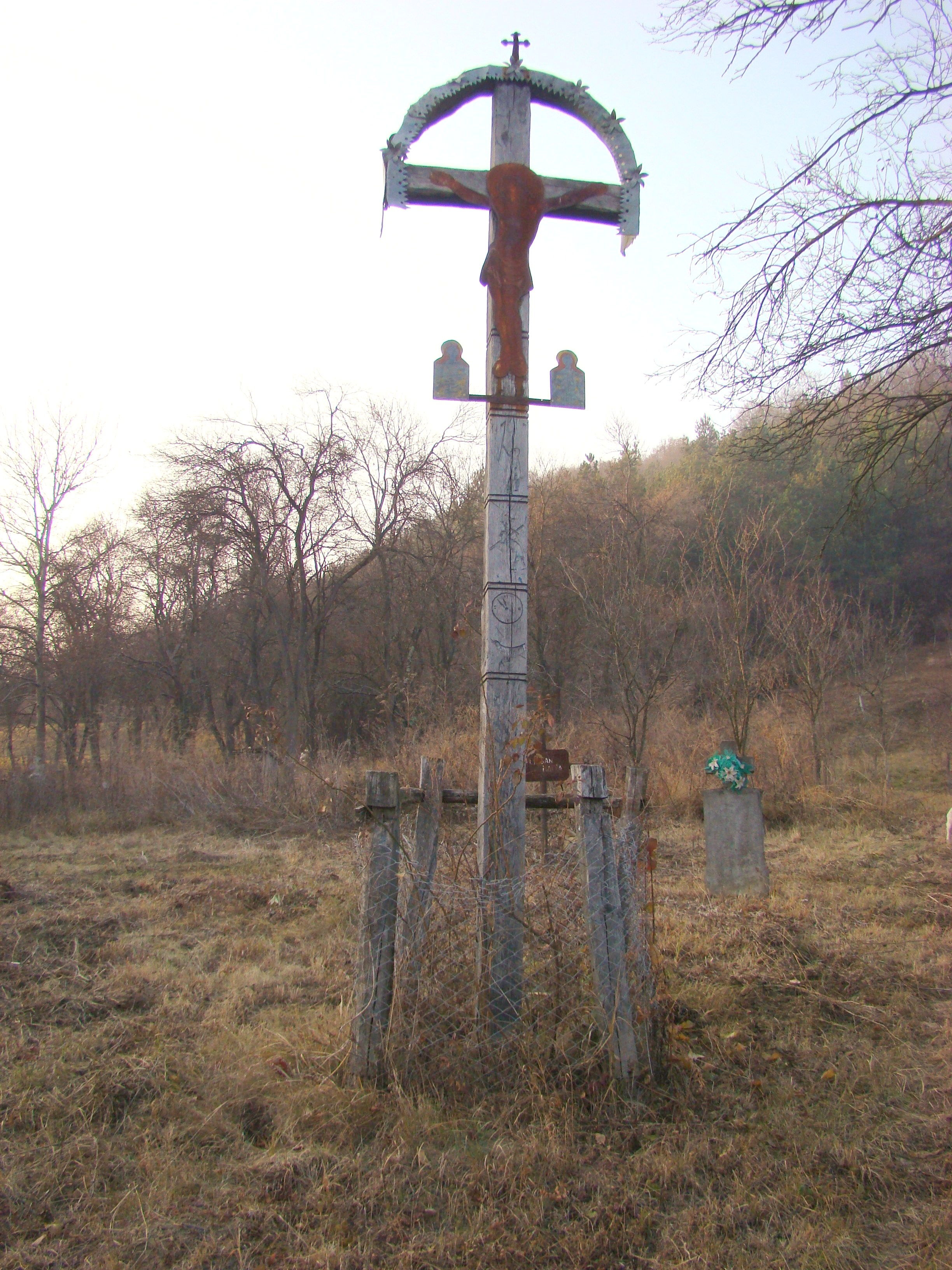
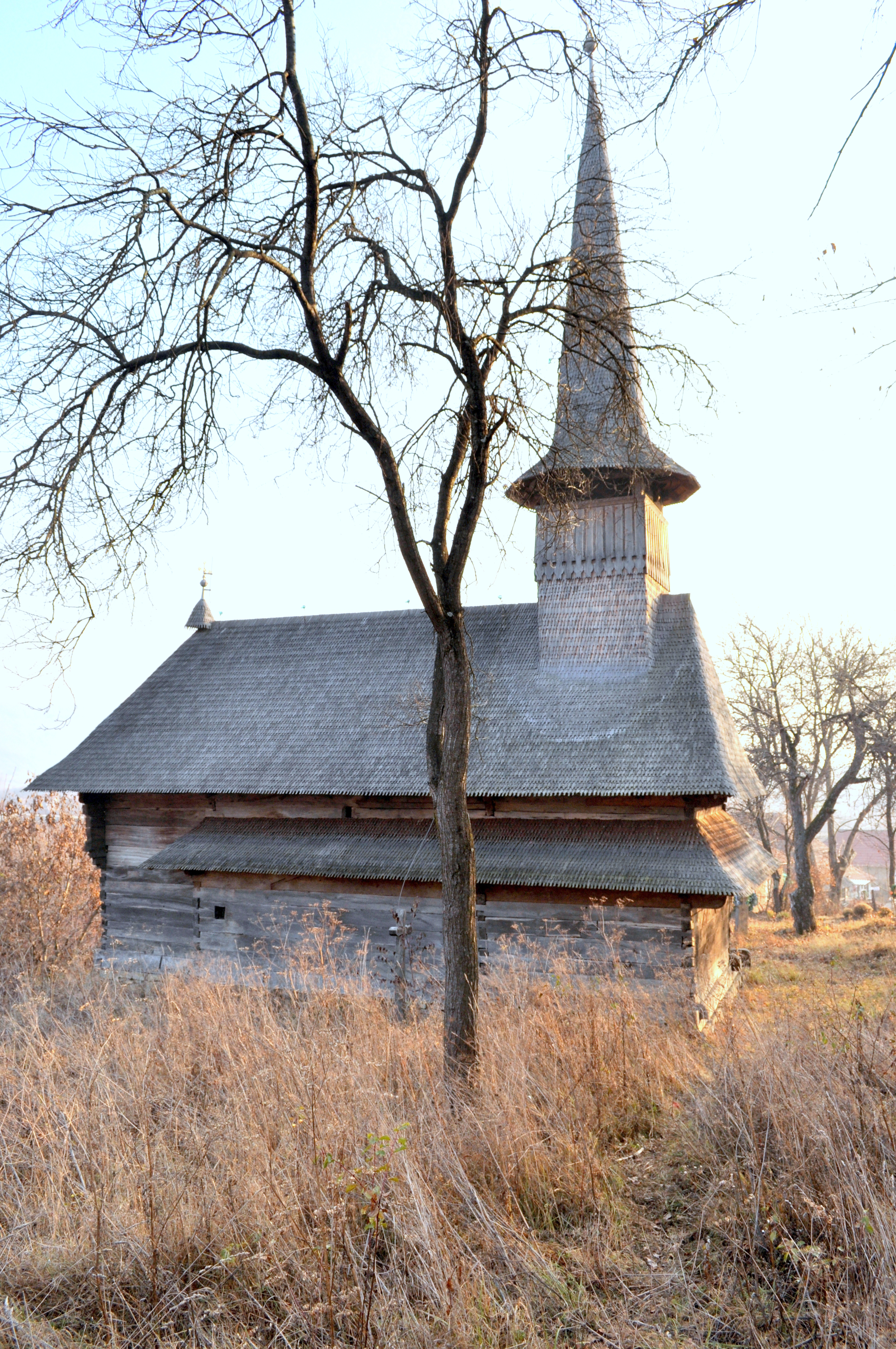
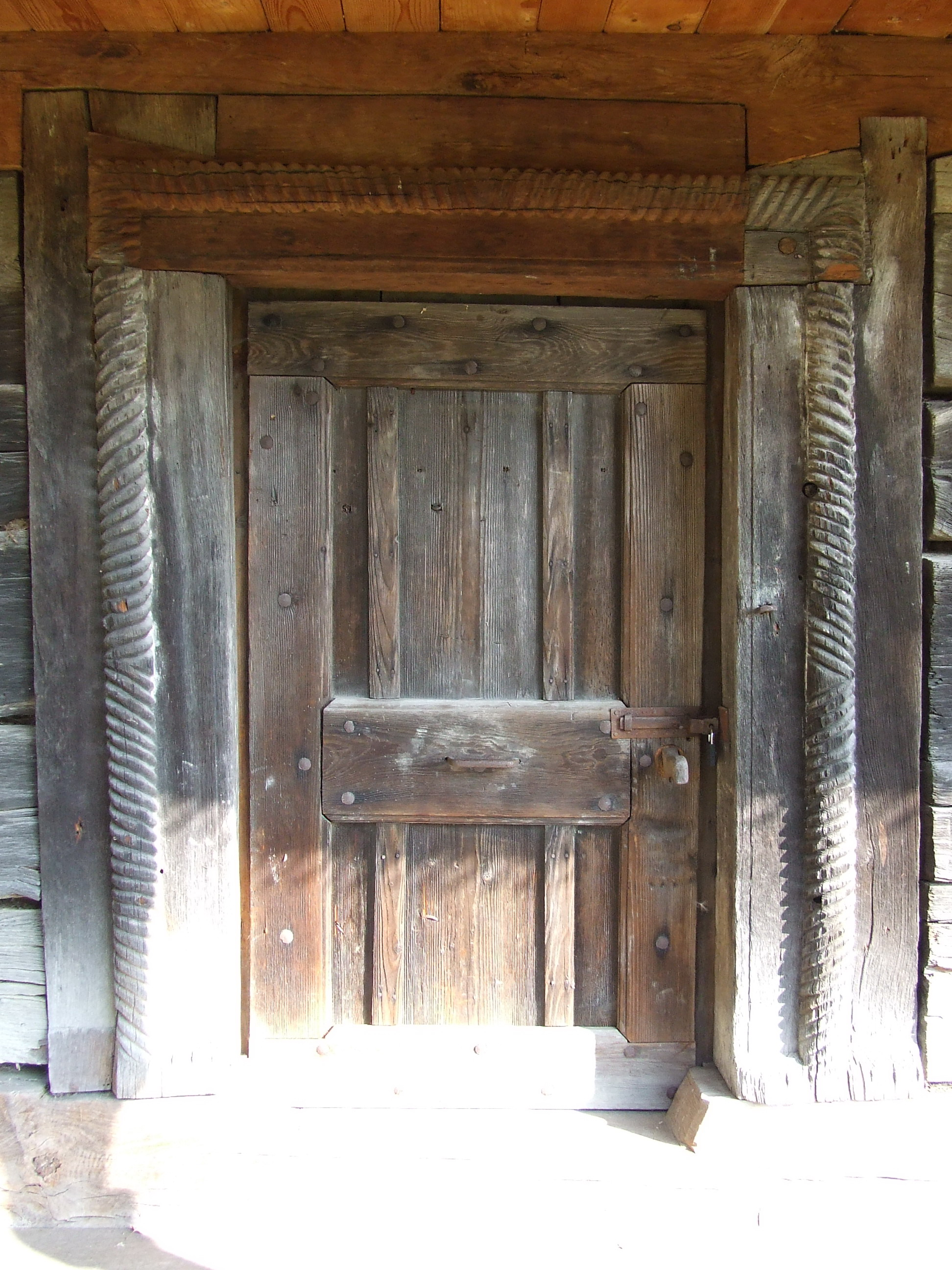
Portalul
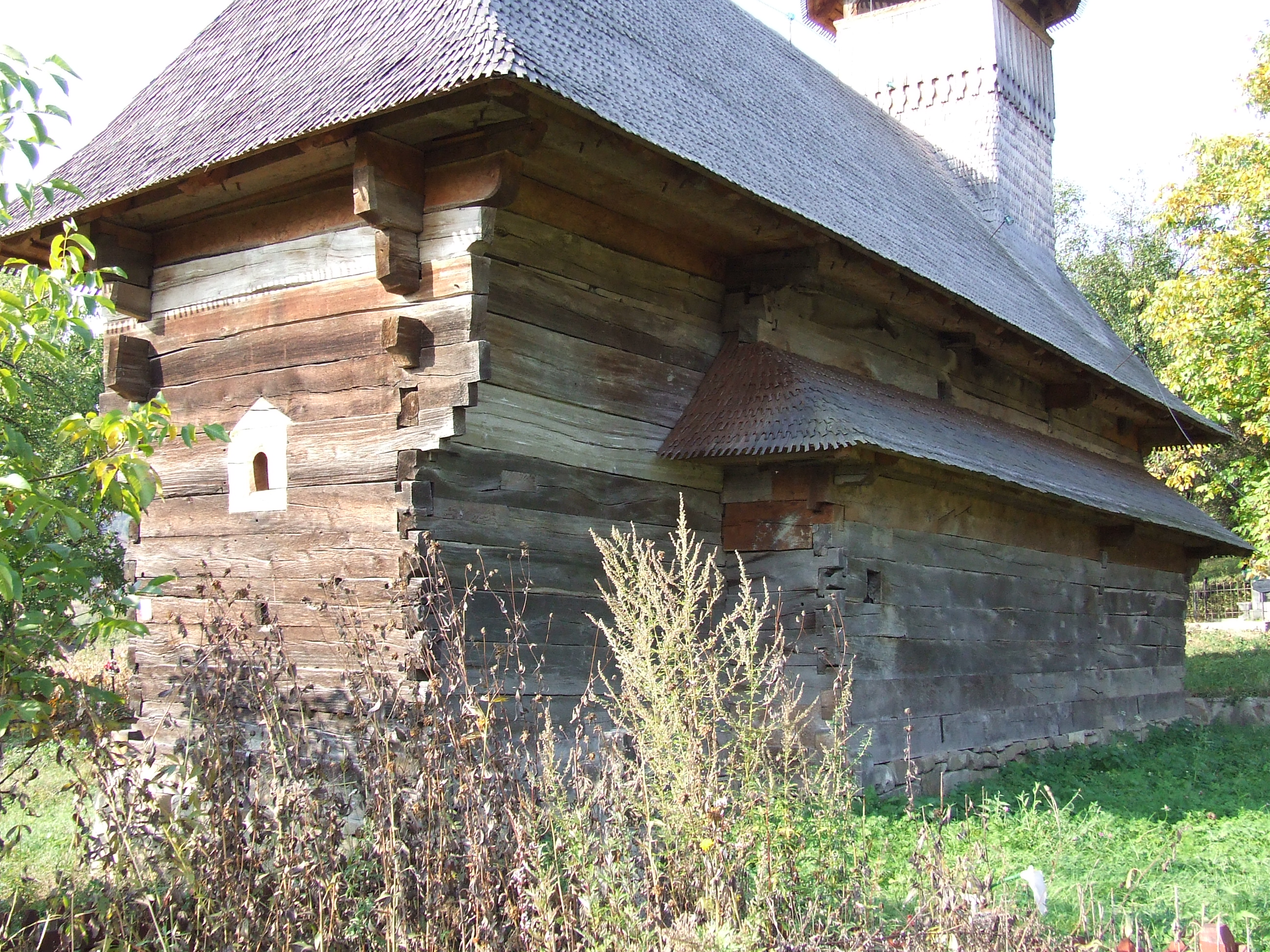
Butea bisericii
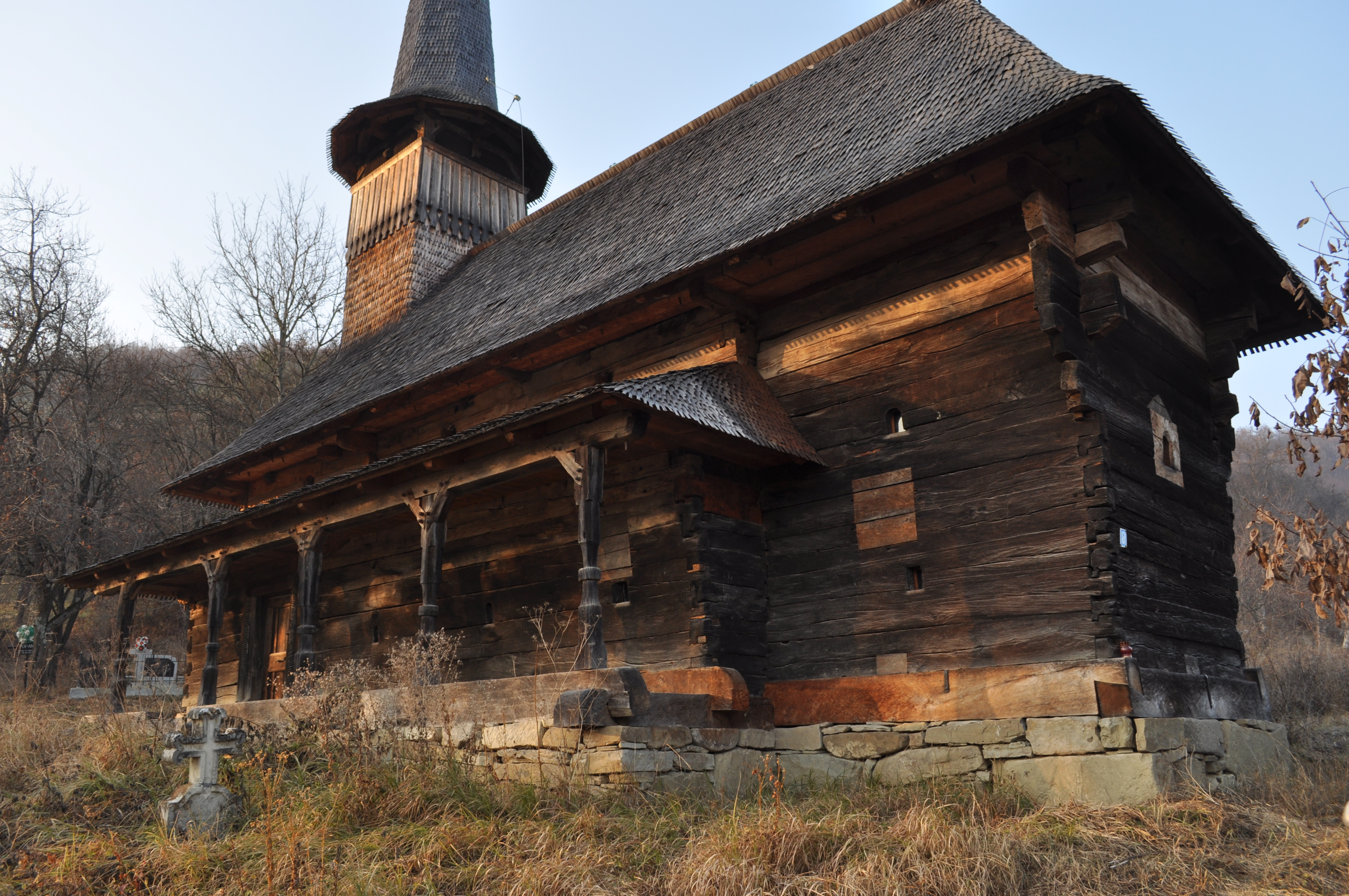
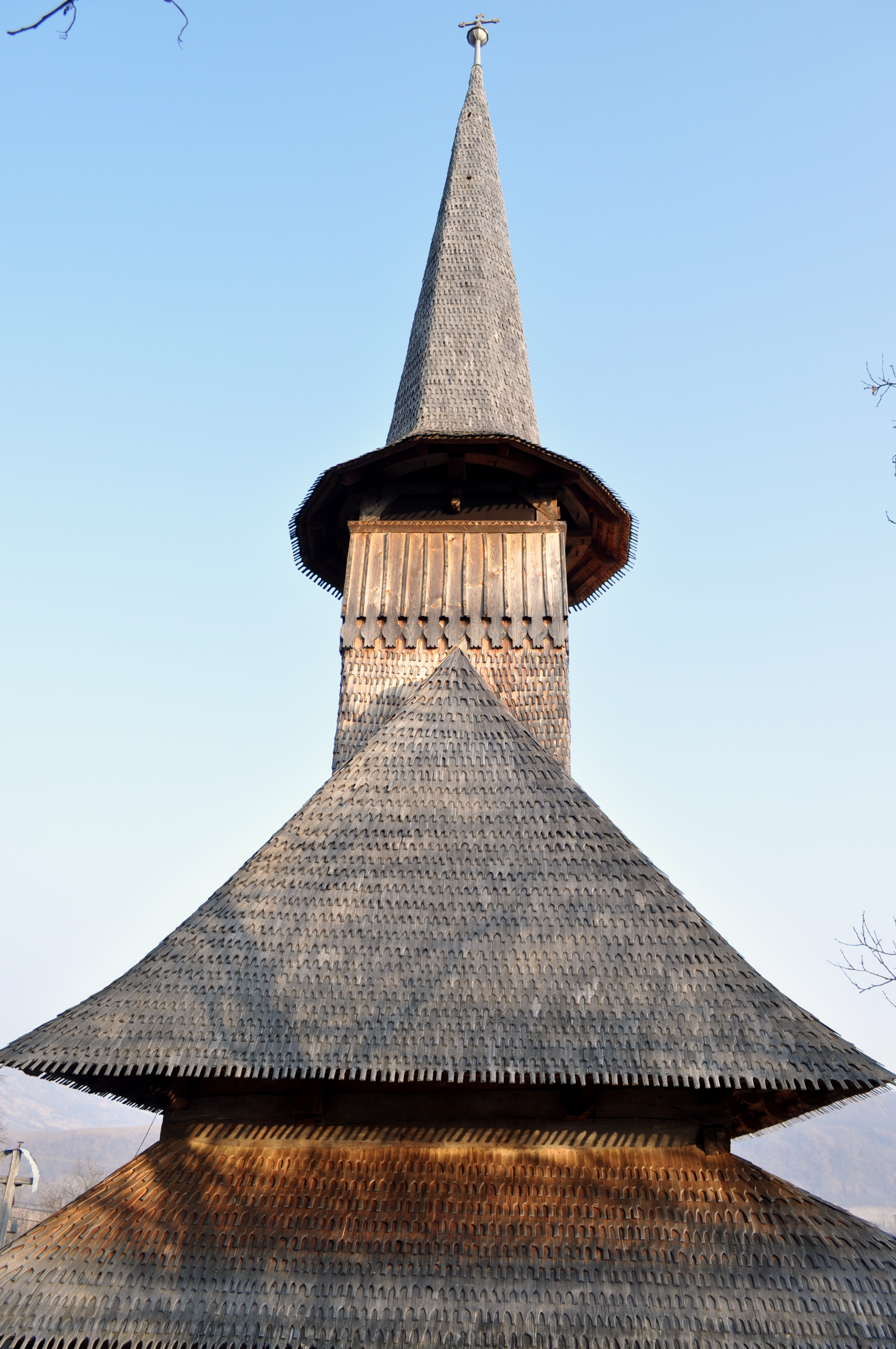
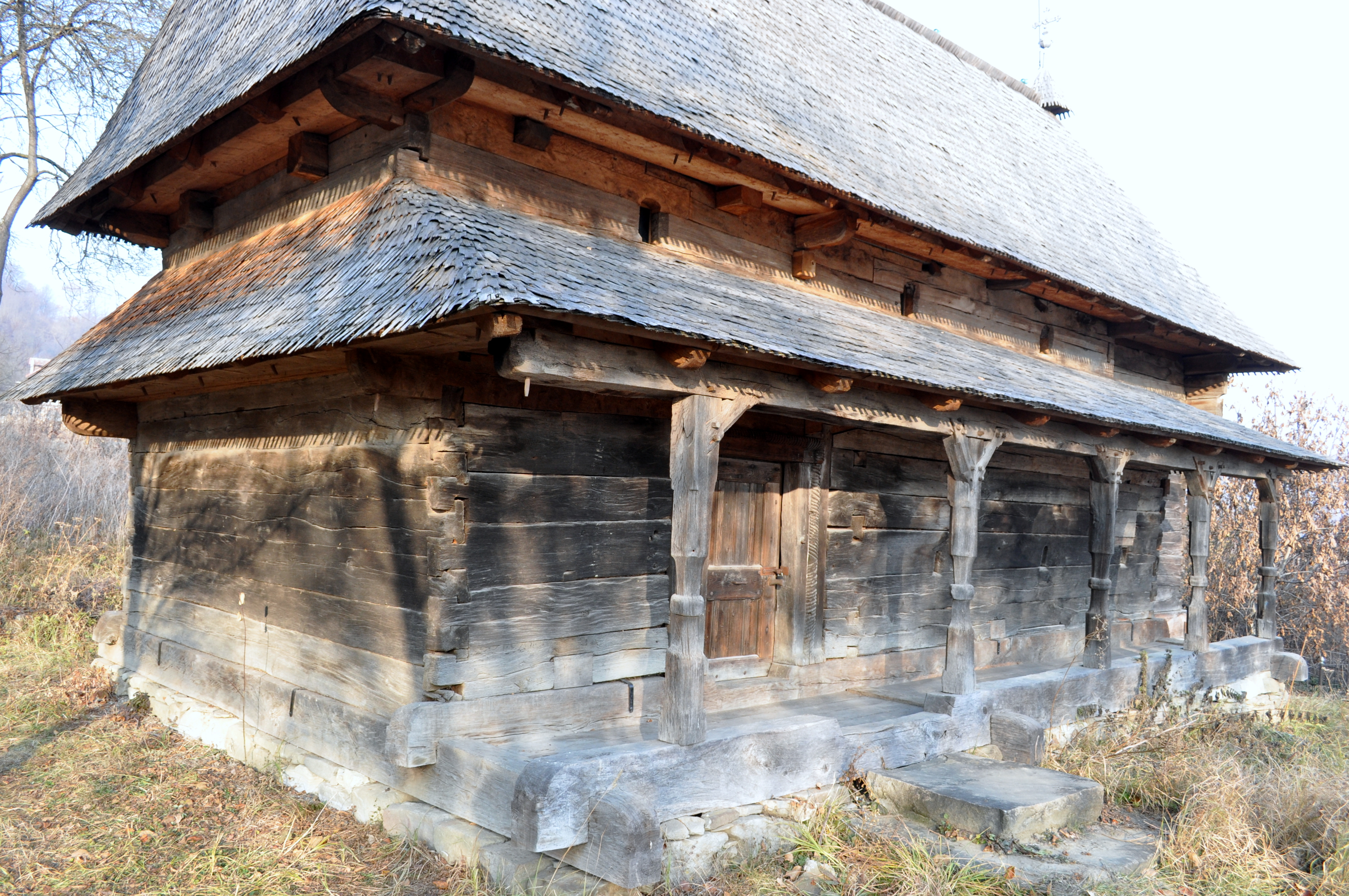
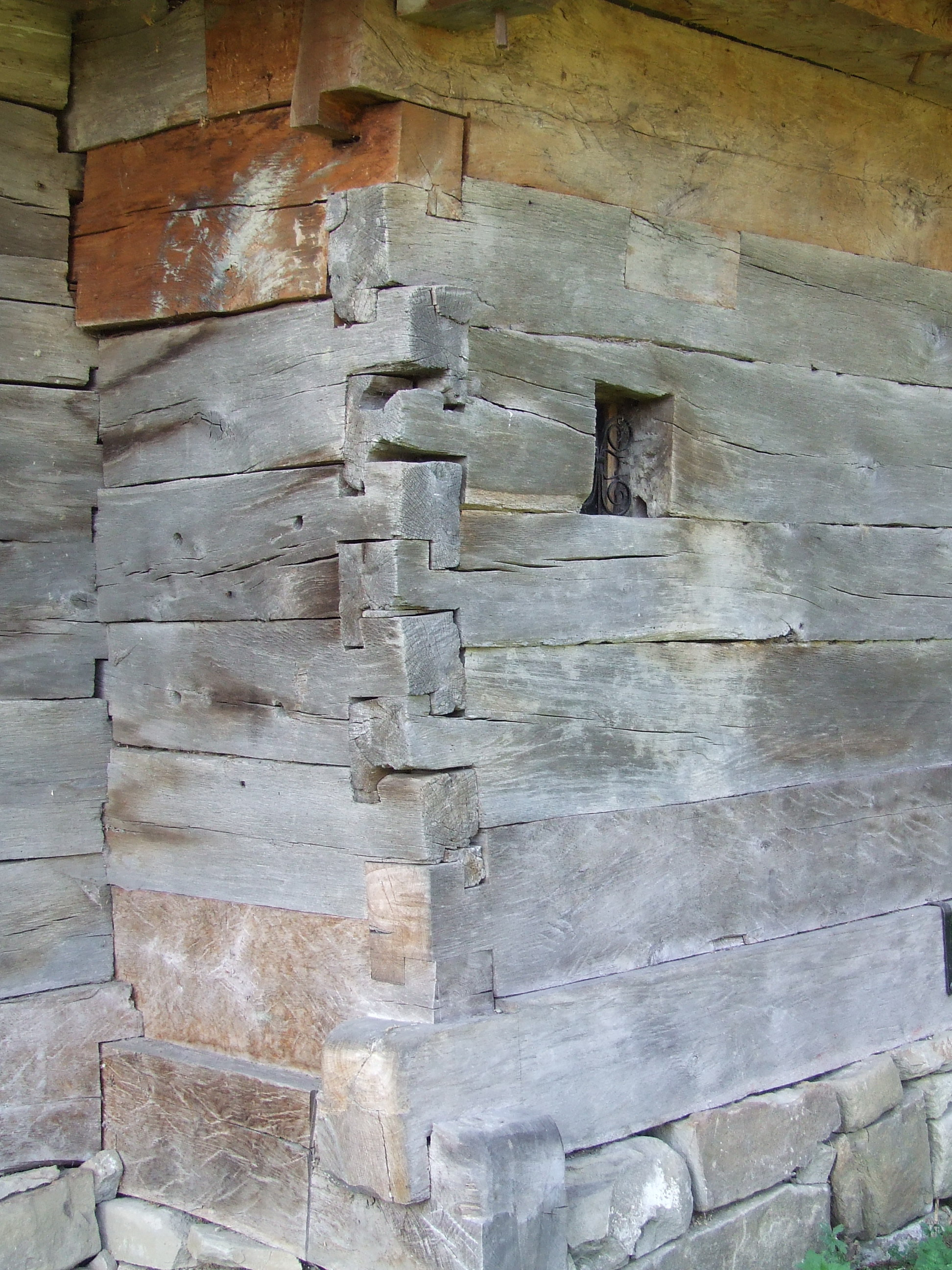
Decroșul absidei altarului
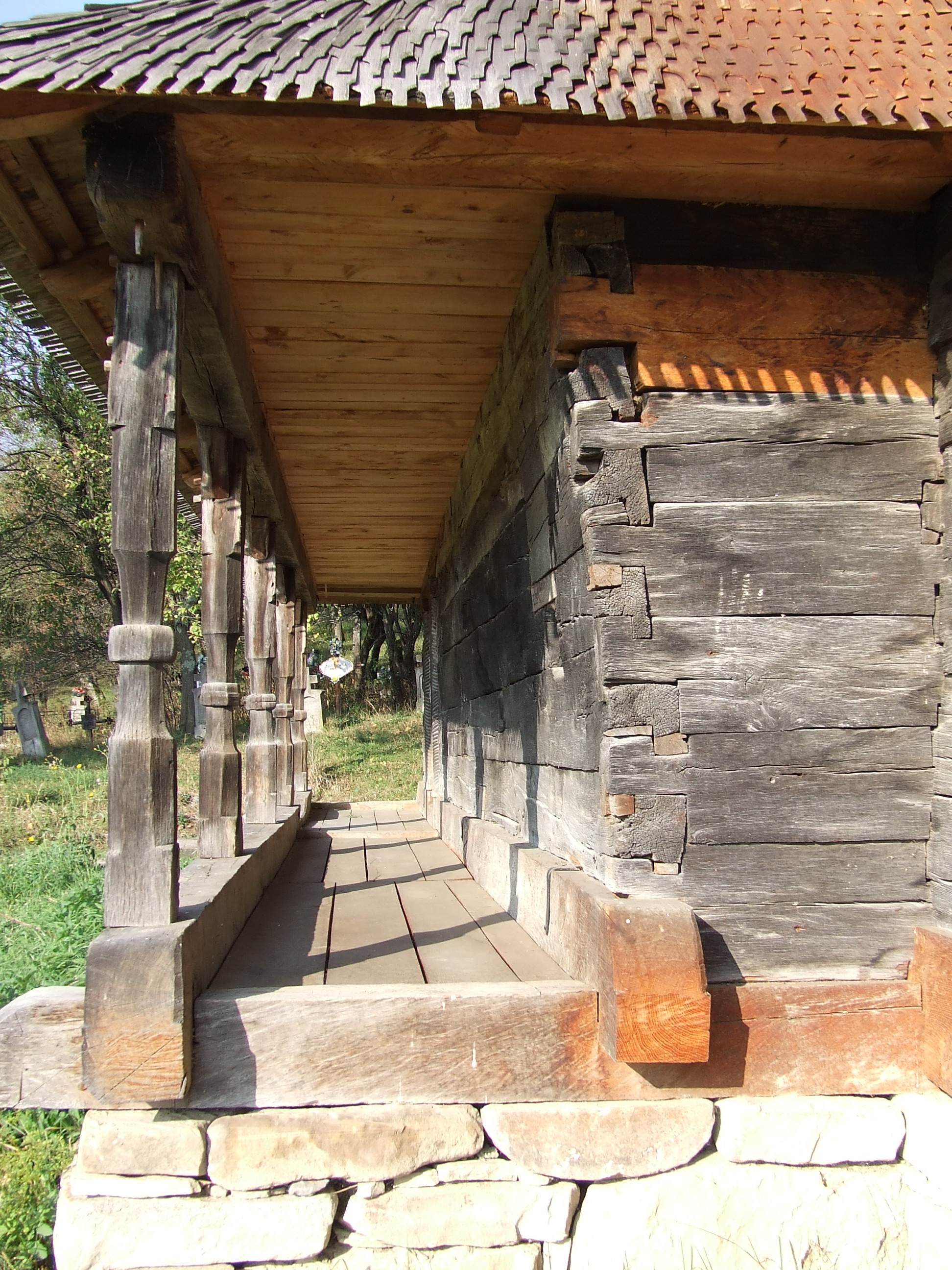
În prispa bisericii
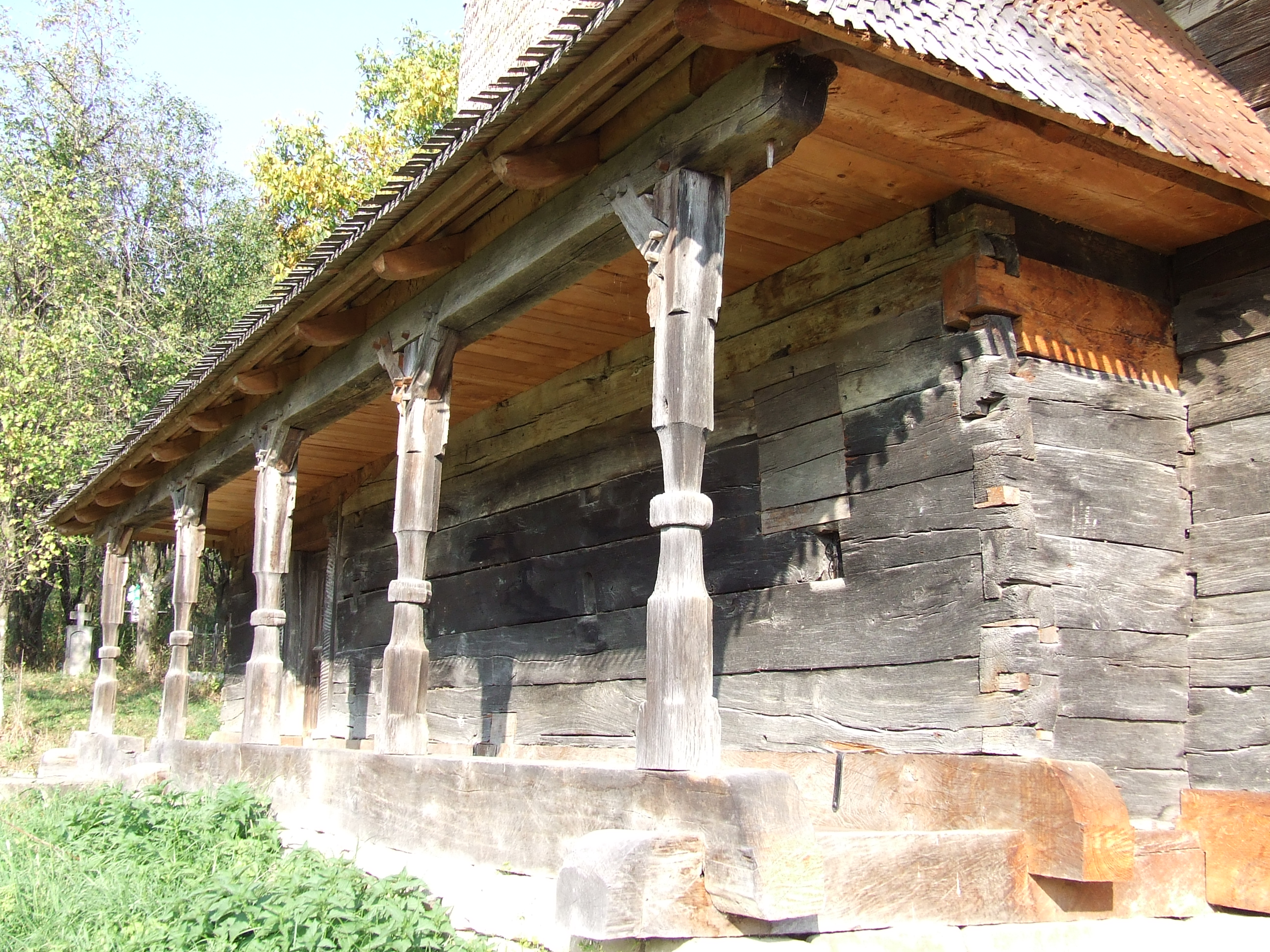
Prispa bisericii
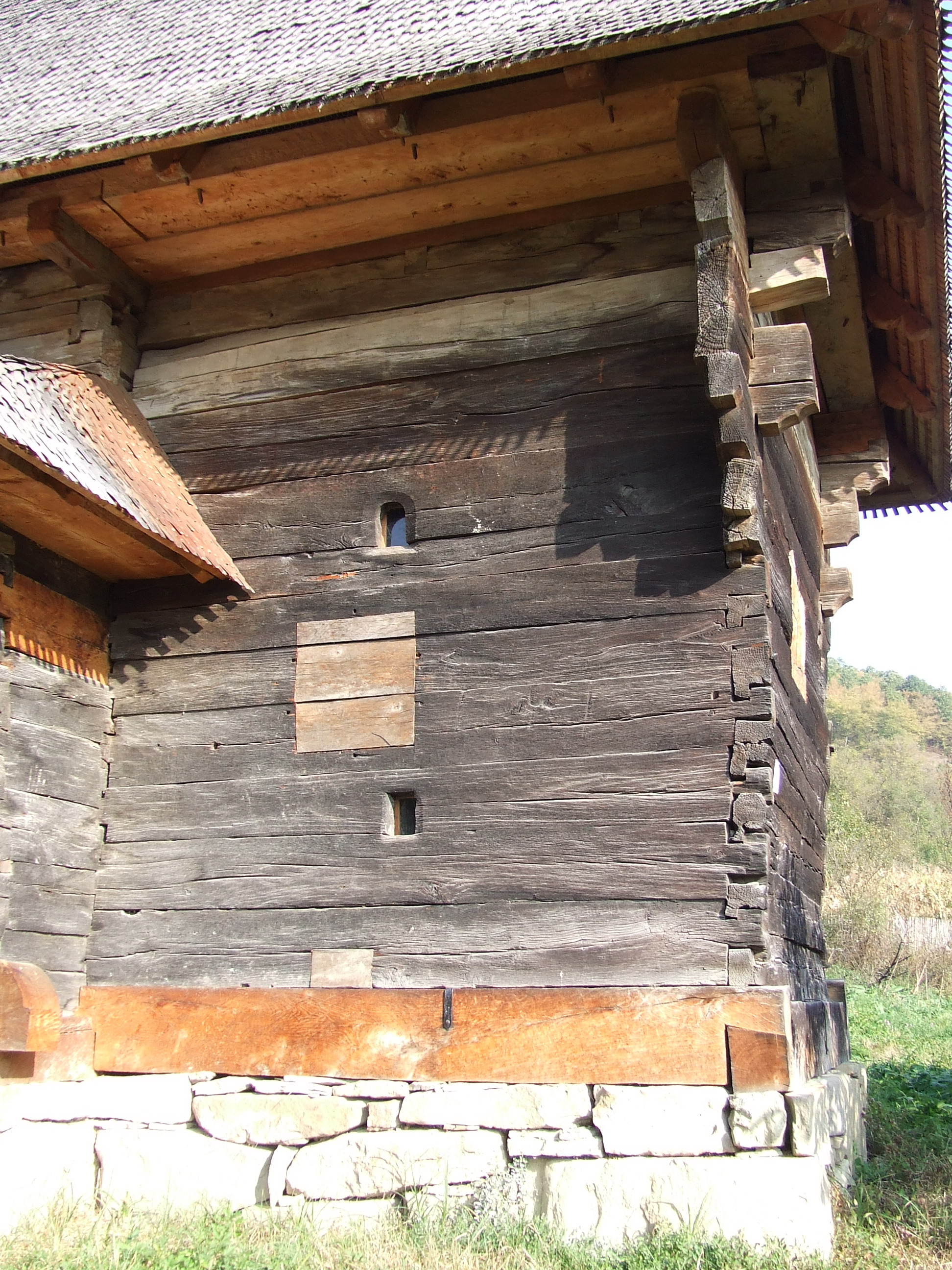
Vedere laterală a absidei altarului
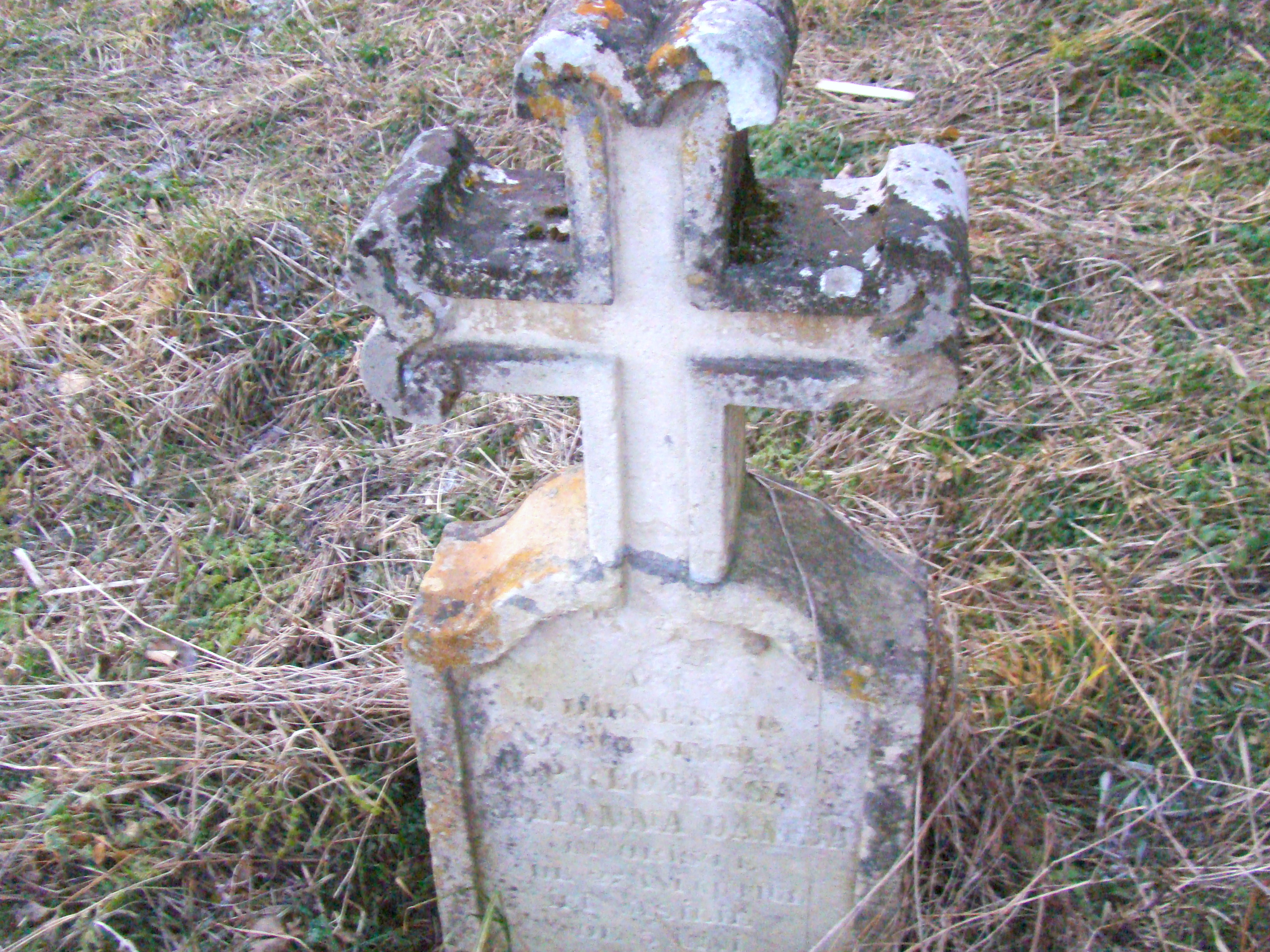
Cruce la un mormânt
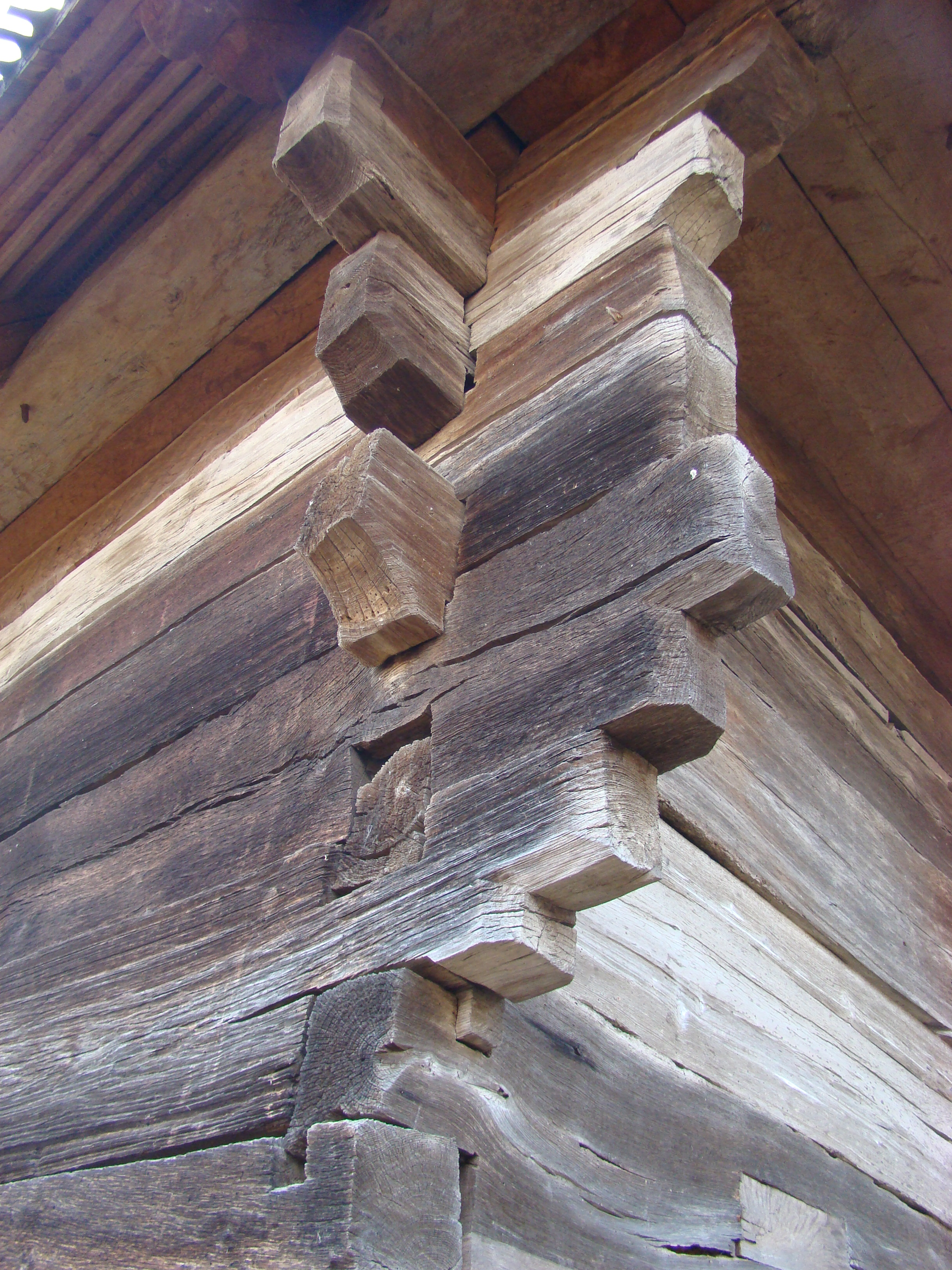
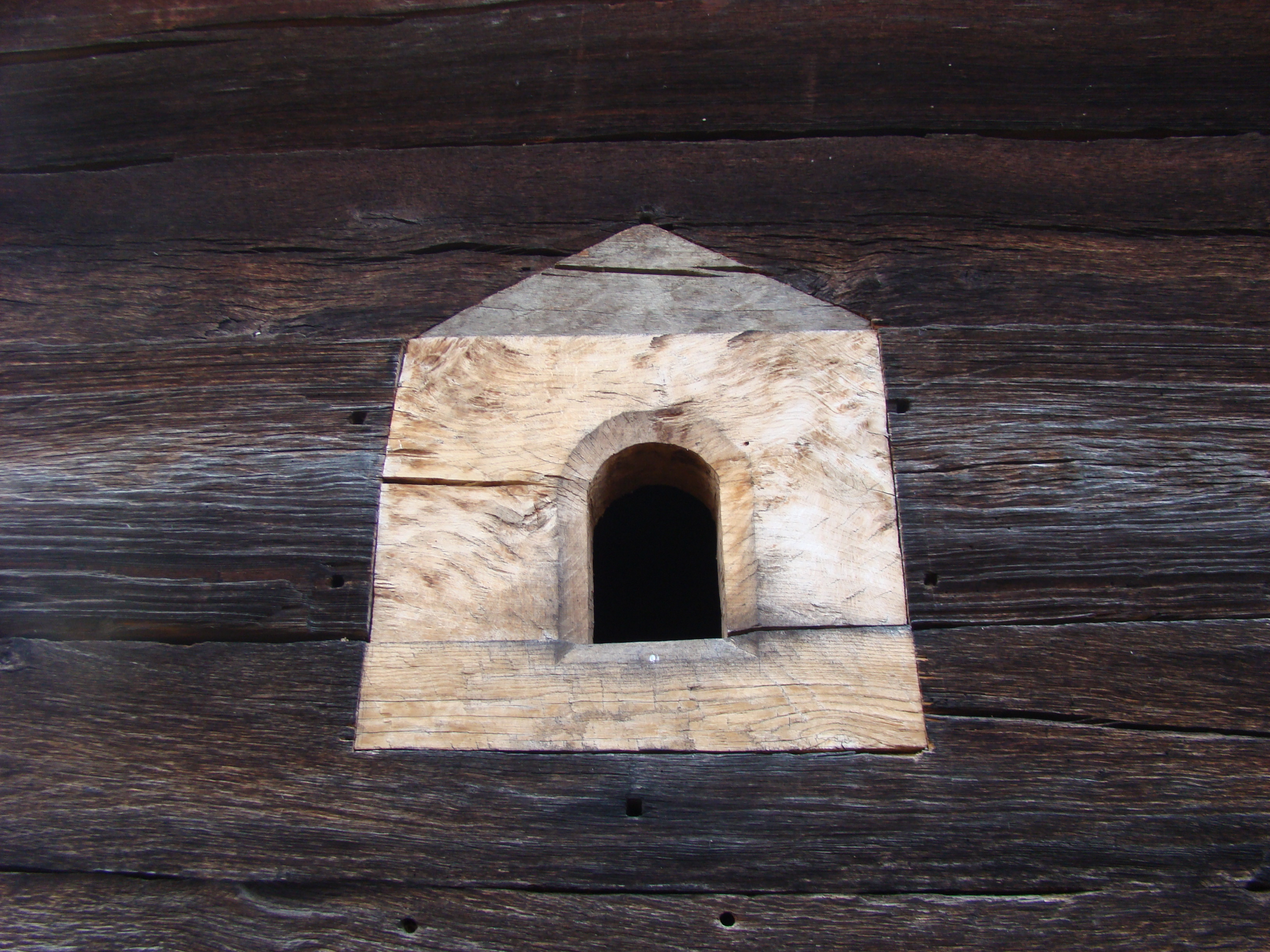
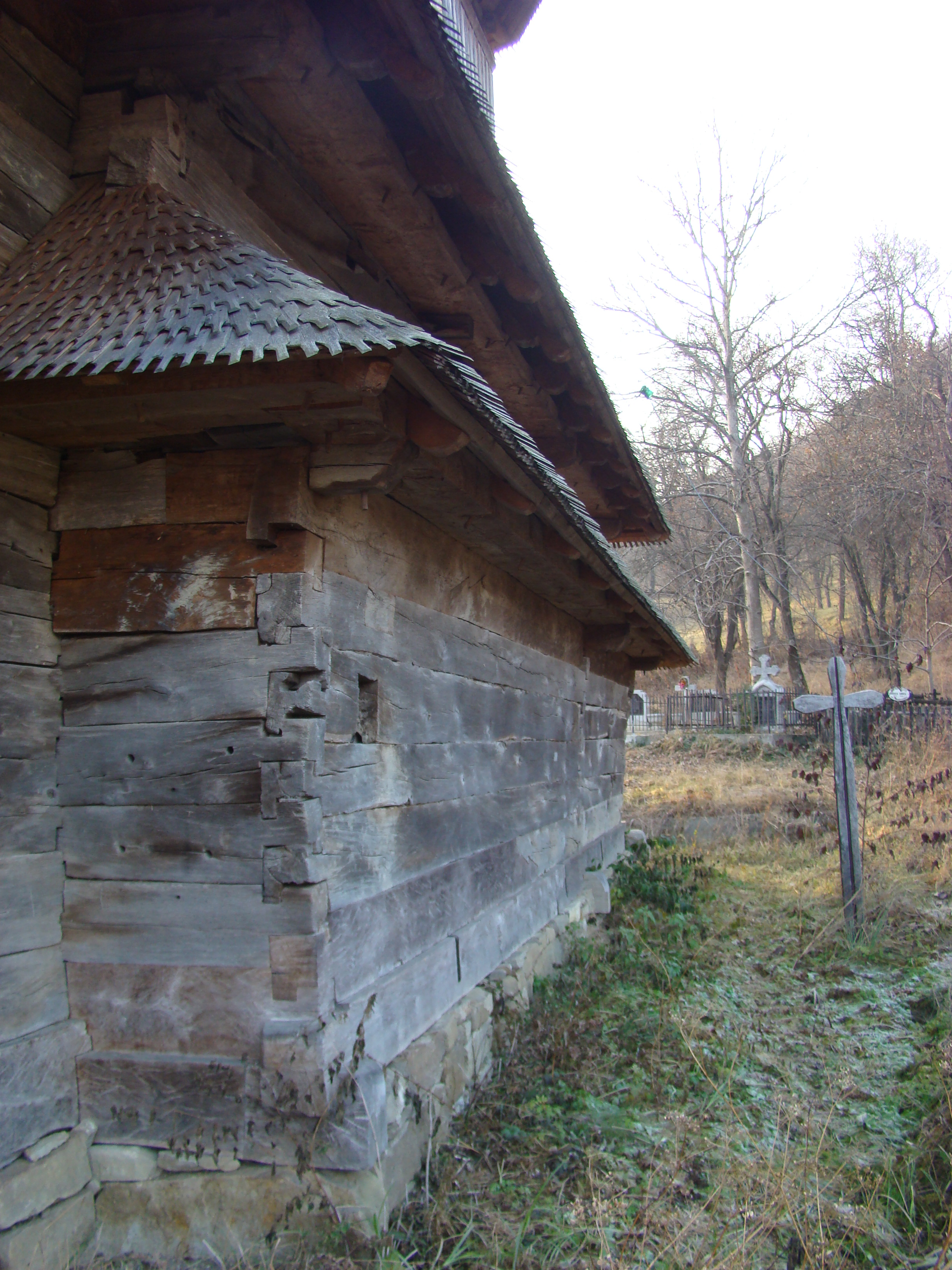
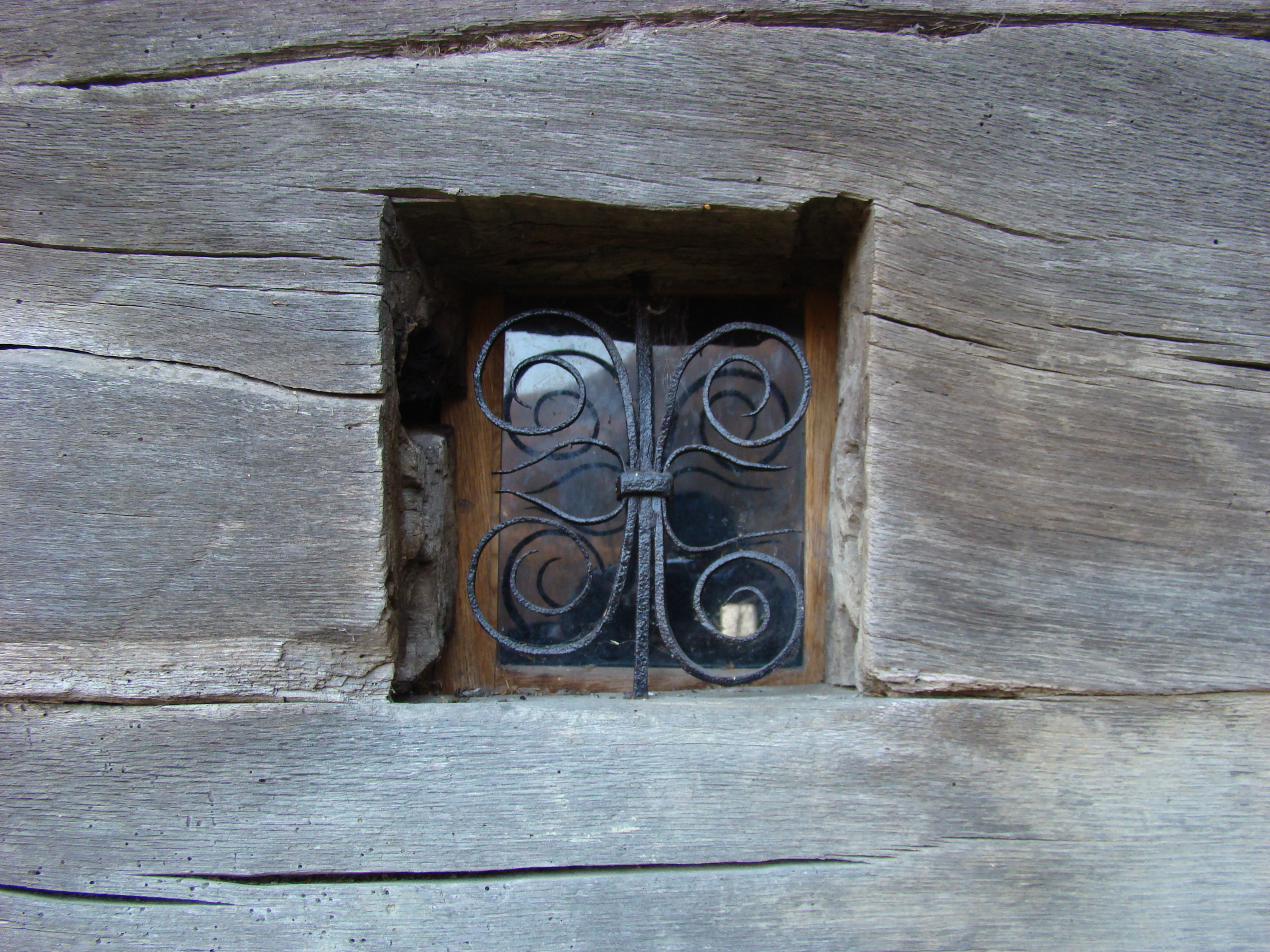
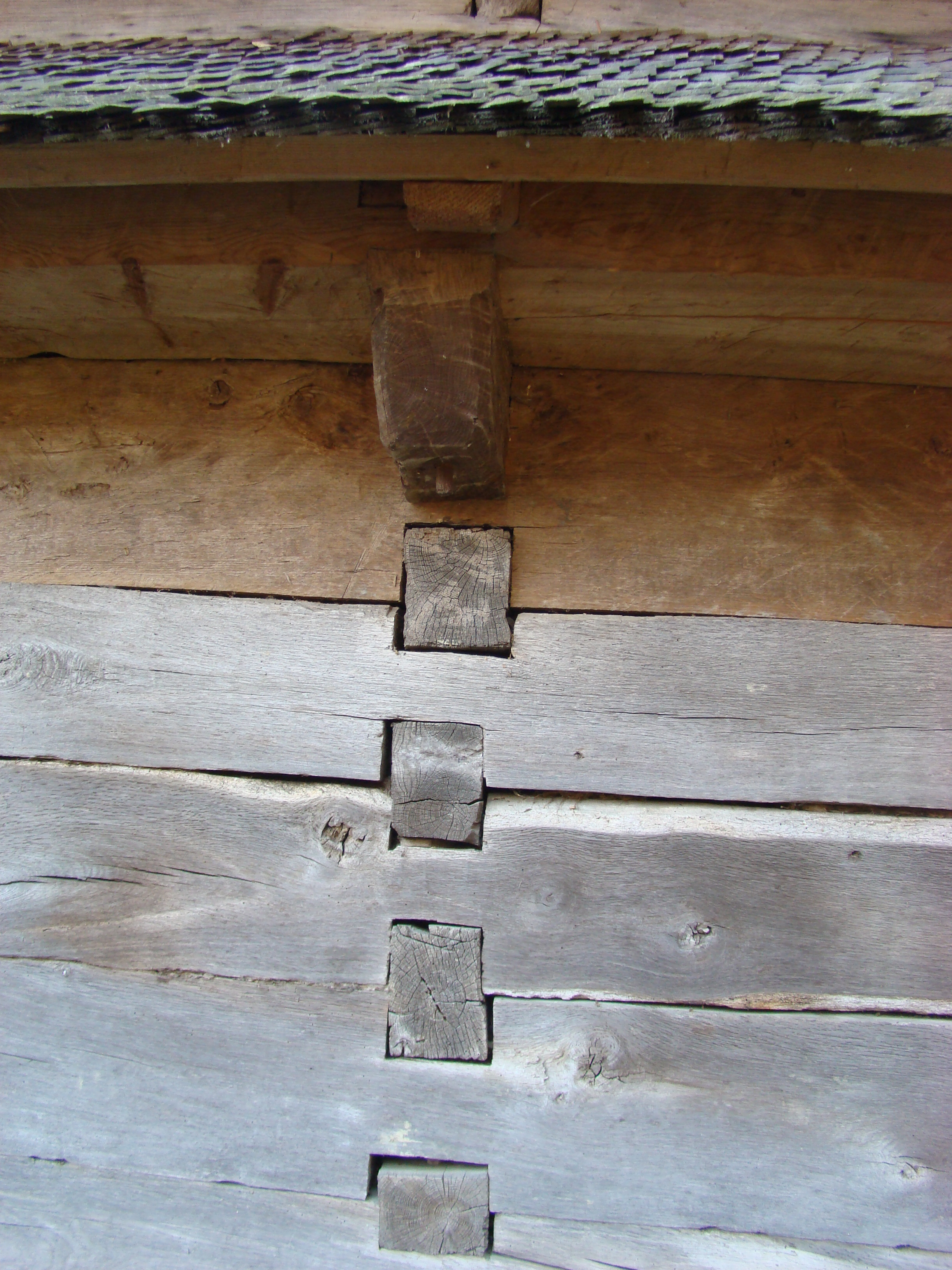
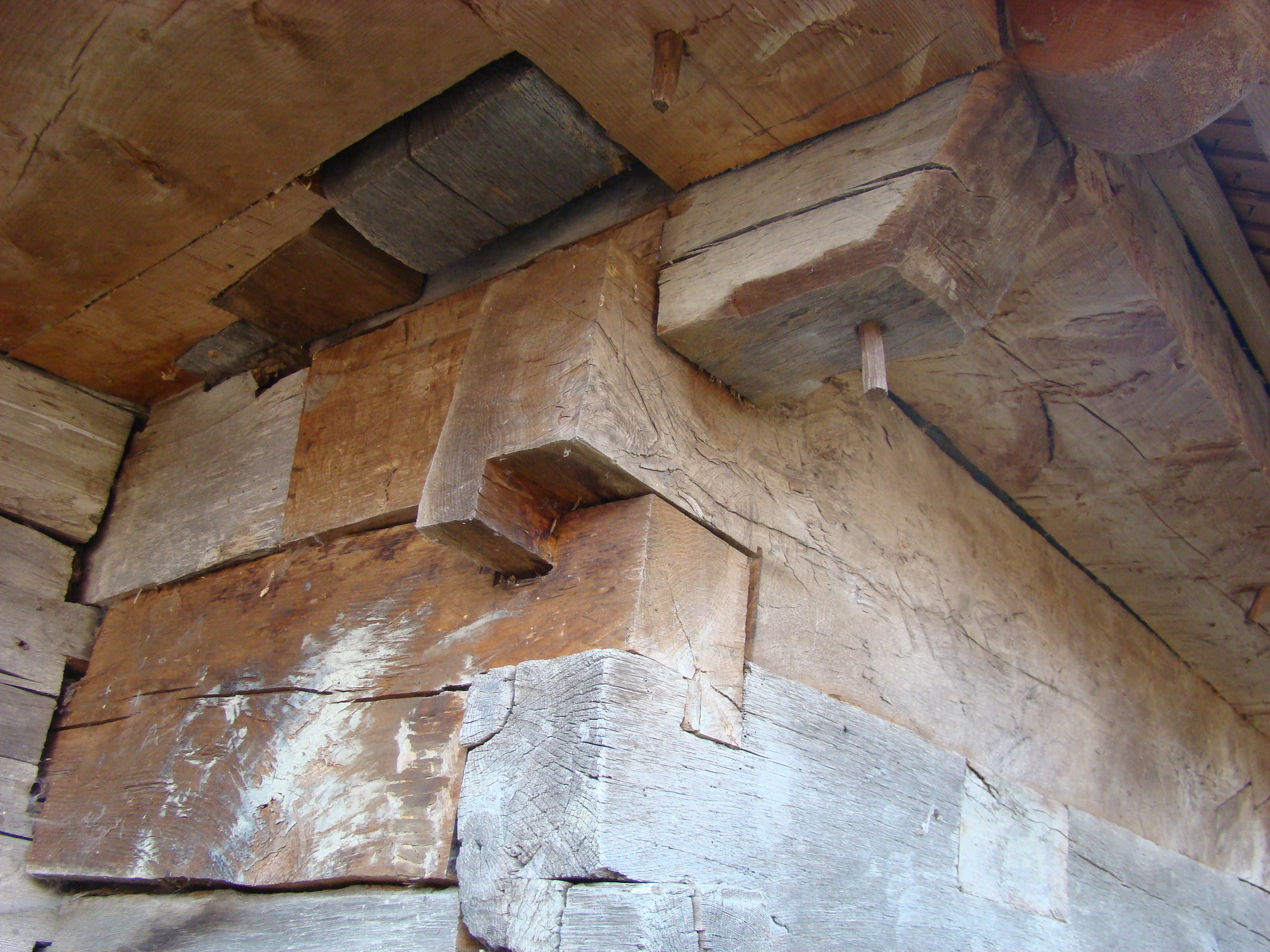
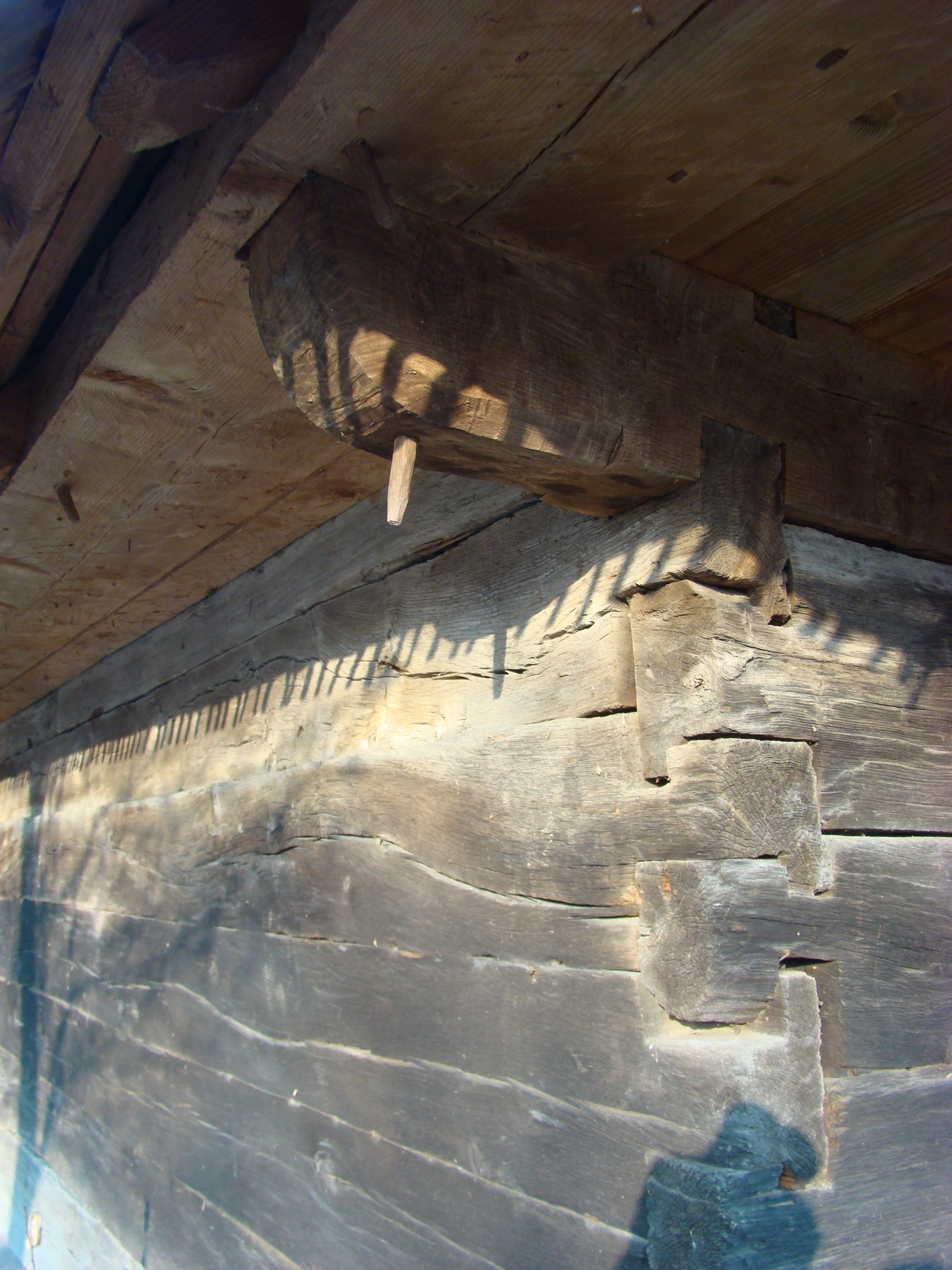
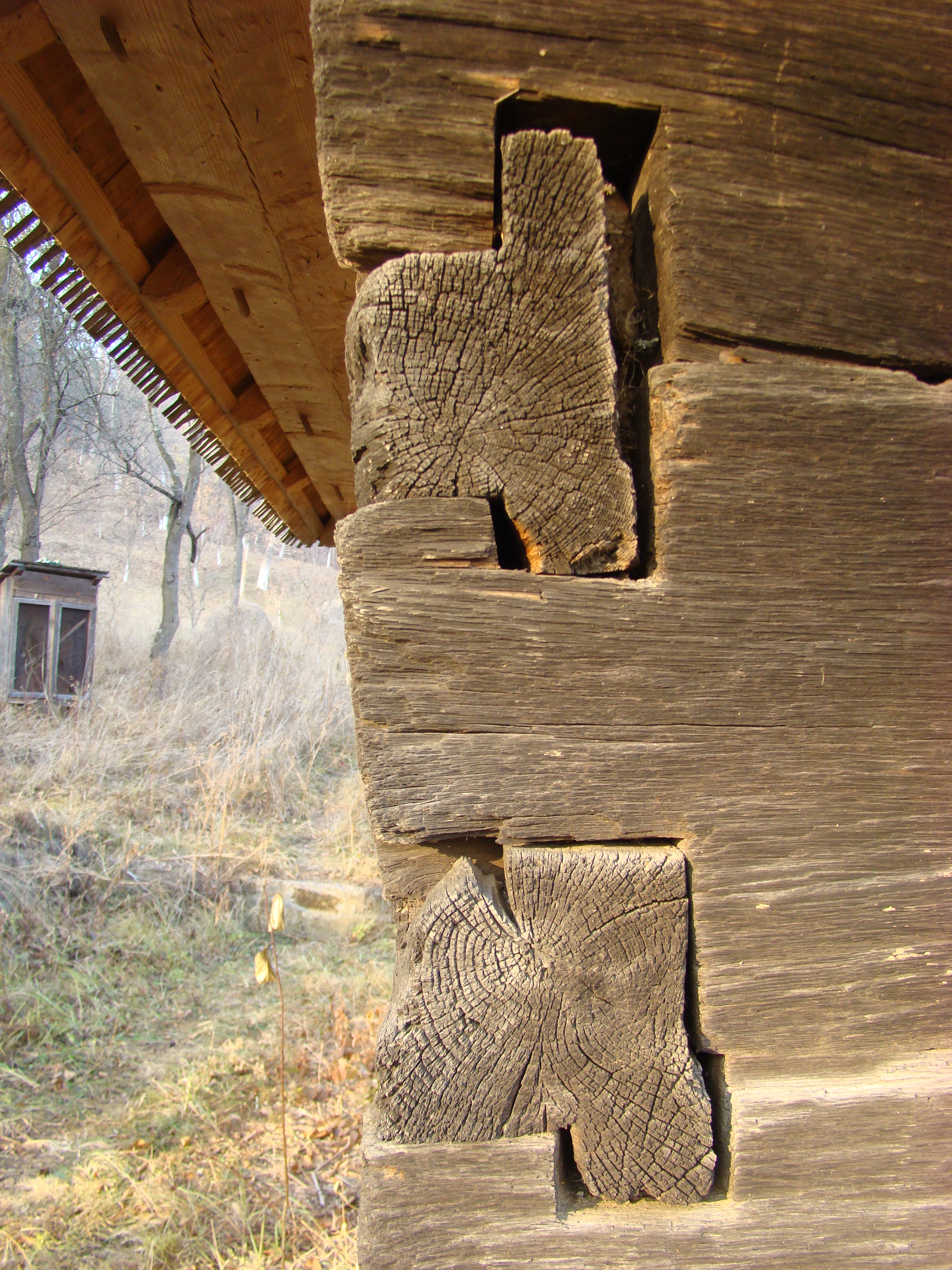
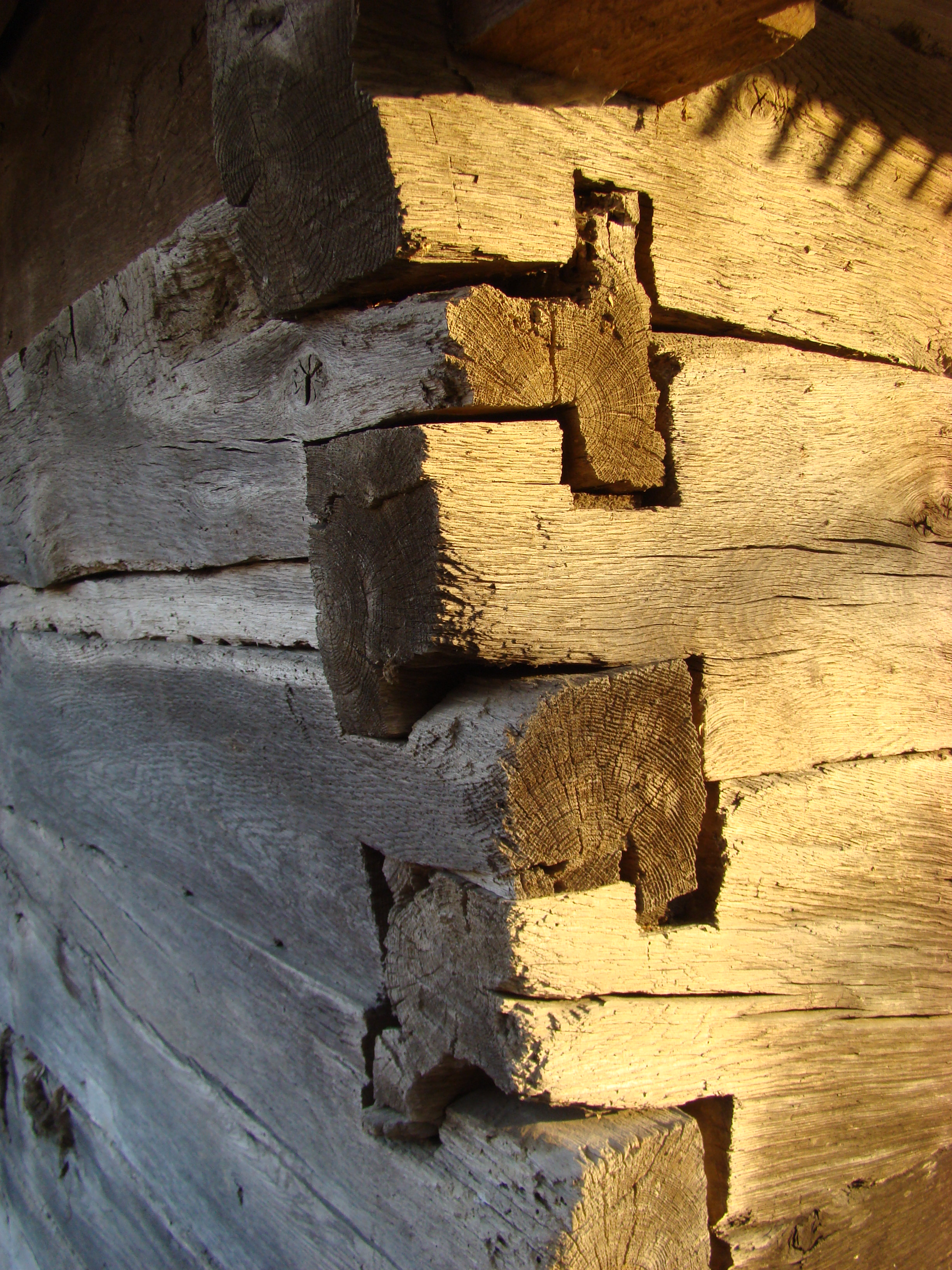
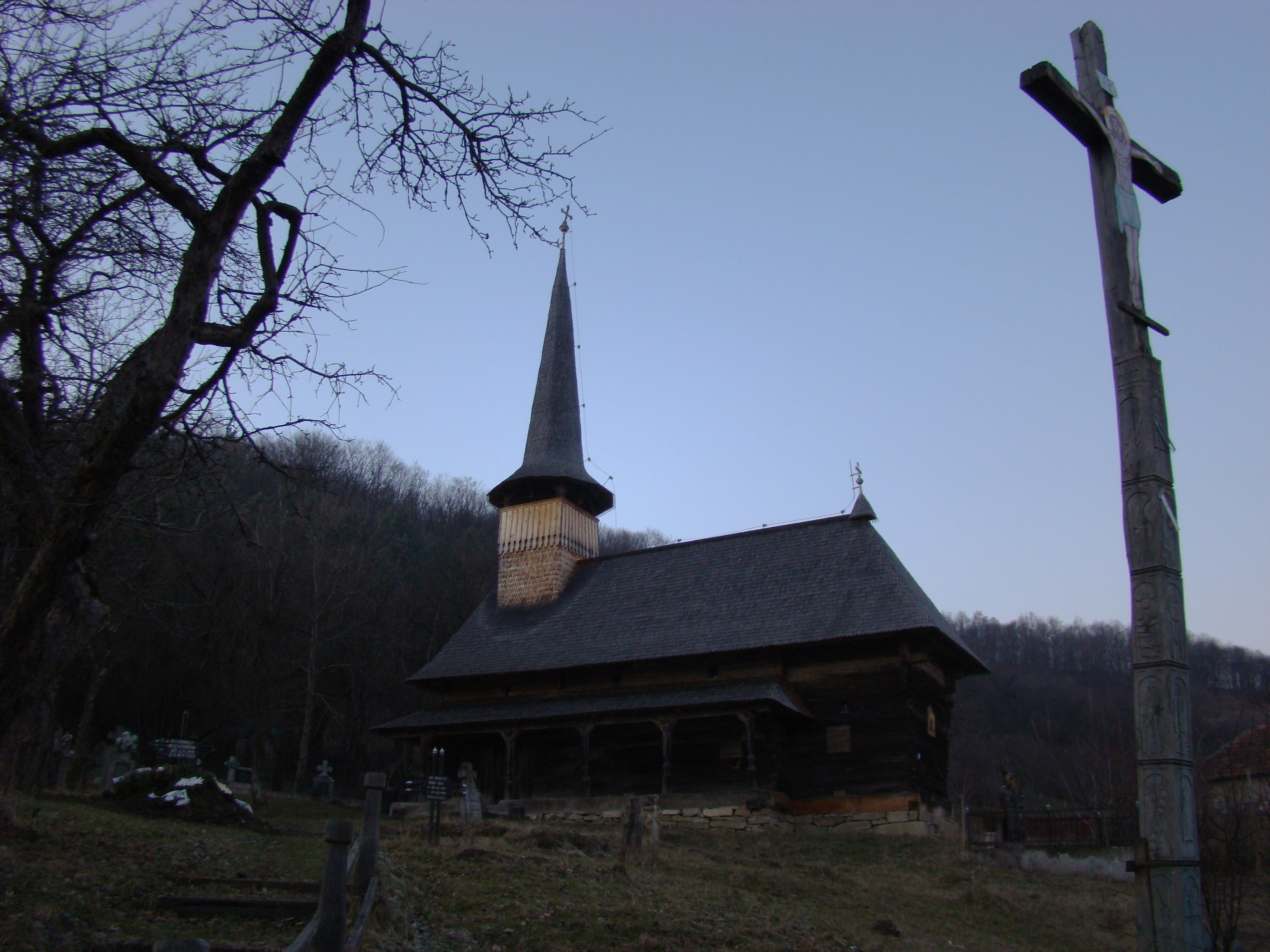
Biserica de lemn din Racâș, la lăsarea întunericului